# Église Saint-Didier de Villiers-le-Bel
Pour les articles homonymes, voir Église Saint-Didier.
L'église Saint-Didier, anciennement dédiée à saint Éterne, est une église catholique située à Villiers-le-Bel, en France. Hormis deux murs et le croisillon sud remontant au premier quart du XIIIe siècle, l'édifice date essentiellement du dernier quart du XVe siècle et de la seconde moitié du XVIe siècle, et les influences gothique flamboyante et Renaissance se superposent parfois dans une même partie de l'édifice. Or, le plan reste d'une grande homogénéité, et les façades tout comme l'intérieur sont assez harmonieux. Surtout les voûtes flamboyantes et les finitions Renaissance sont remarquables, dont les contreforts devant le bas-côté sud et le côté nord de la nef. L'église est classée monument historique depuis 1931. Des problèmes de stabilité ont rendu nécessaire une reconstruction entière du clocher en 2007.

## Localisation
L'église est située dans le département français du Val-d'Oise, sur la commune de Villiers-le-Bel, dans le centre ancien, place Aristide-Briand. La façade méridionale, qui est la façade principale, donne sur la place Aristide-Briand, au point de confluence de la rue Gambetta et de la rue de la République. La façade occidentale, très peu décorée, donne sur l'étroite rue Victor-Gouffé, qui ne permet guère de la contempler avec du recul. Les deux autres façades donnent sur les emprises de l'école Saint-Didier. L'élévation septentrionale est visible de loin en montant la rue Victor-Gouffé ; le chevet n'est visible que de loin, en s'approchant depuis l'est, ou depuis l'entrée de l'école.

## Historique

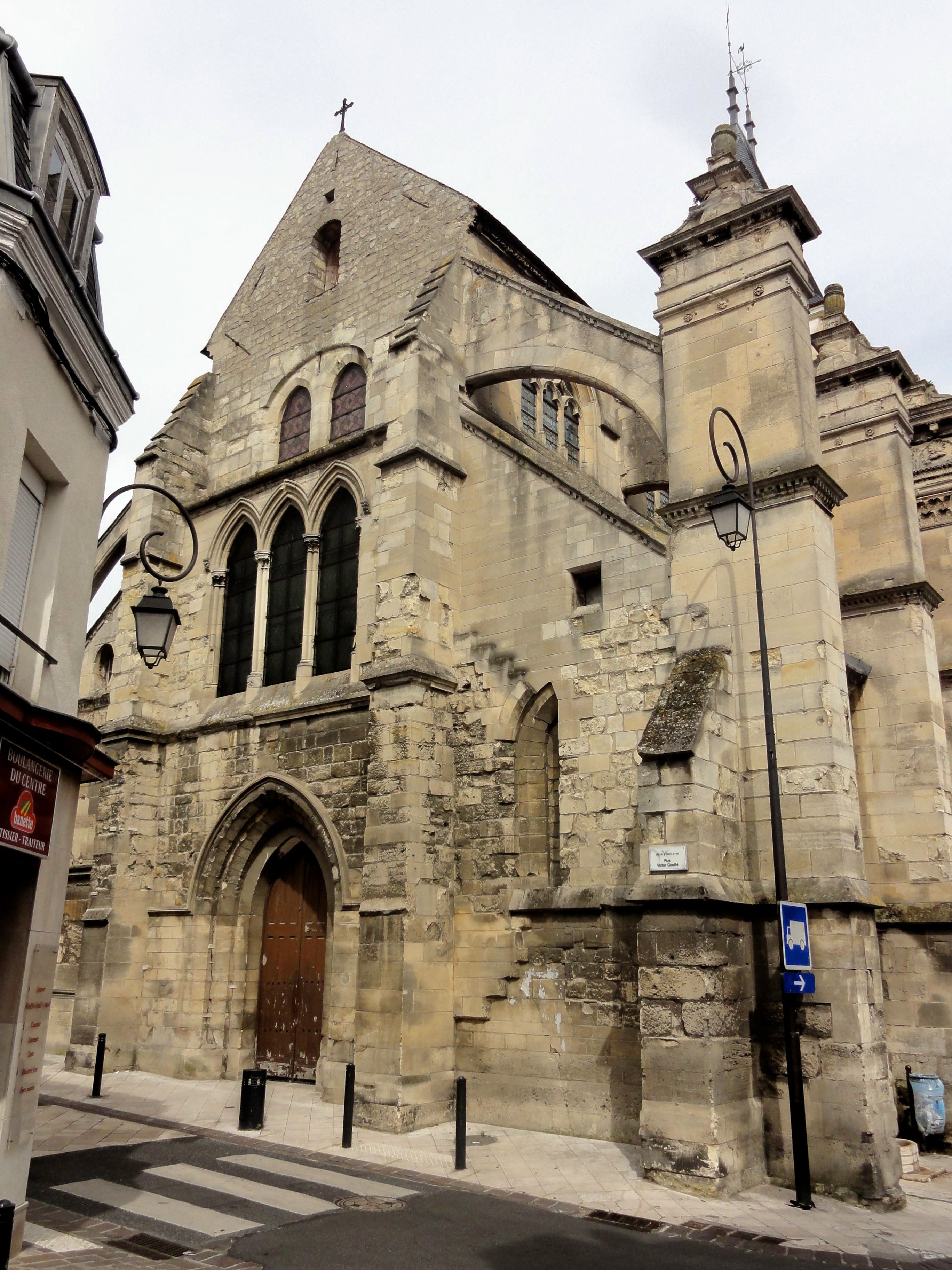
Façade occidentale.

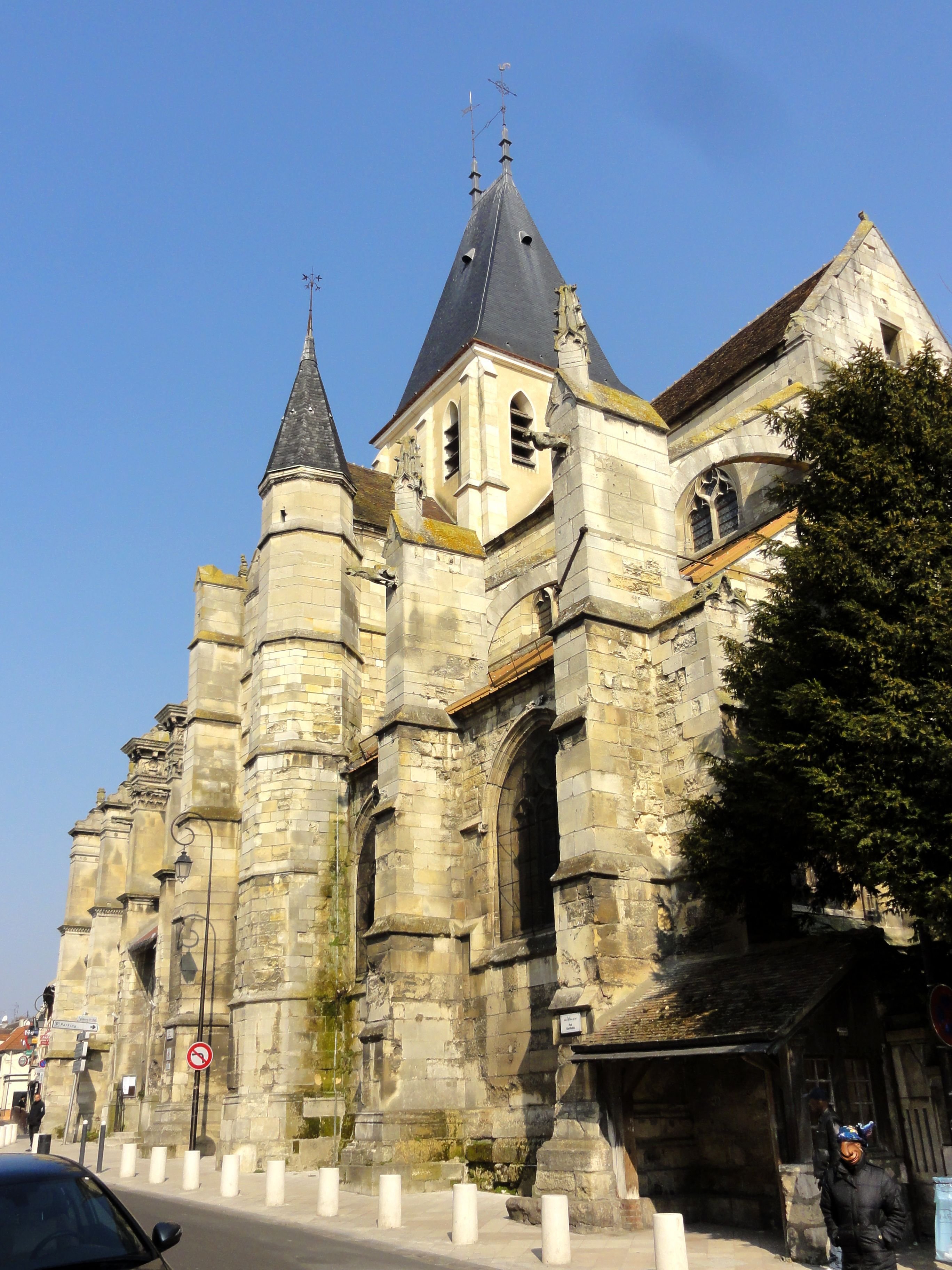
Vue depuis le sud-est.

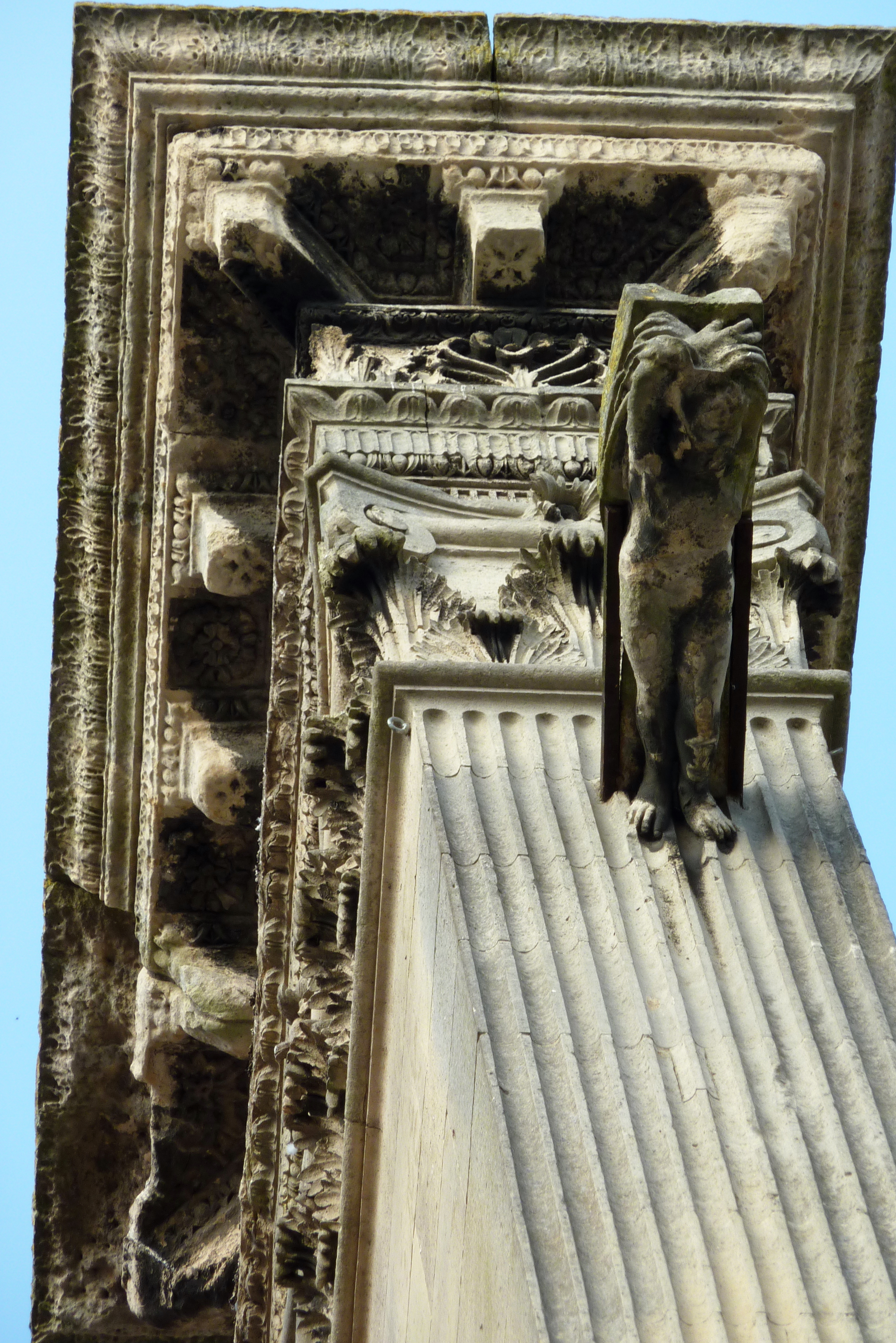
Contrefort Renaissance.

Une présence chrétienne est attestée à Villiers-le-Bel dès la fin de l'Antiquité. Rien n'est toutefois connu des édifices cultuels antérieurs à l'église actuelle. Pendant la première moitié du XIIe siècle, Radulphe de Bel offre à l'église les reliques d'Éterne d'Évreux. Vers 1140, la famille Le Bel, seigneurs du lieu, fonde un prieuré attaché à la cure puis donne l'église et le prieuré à Étienne de Senlis, évêque de Paris. Ce dernier confie le prieuré à l'abbaye Saint-Victor de Paris, qui le conserve jusqu'à sa dissolution sous la Révolution française. Le prieur est en même temps le curé. La construction de l'église actuelle commence seulement au début du XIIIe siècle avec l'édification d'une nouvelle façade occidentale et du bas-côté sud. Le transept de l'église précédente est remplacé vers 1220. Ensuite, les travaux cessent et ne reprennent qu'au XVe siècle avec la construction d'un nouveau chœur au chevet plat et de ses collatéraux entre 1486 à 1498. La reconstruction de la nef commence également, mais n'est pas menée à terme,.
Ce n'est qu'en 1546 que les marguilliers lancent une nouvelle campagne de travaux rendue indispensable par l'instabilité que la nef présente alors. Ces travaux sont financés par les habitants. Après consultation de trois maîtres-maçons, le marché est attribué à Guillaume Godart de Beauvais par contrat du 22 décembre 1546. Tout d'abord, les voûtes du bas-côté sud sont refaites, puis les parties hautes de la nef sont reprises entre 1550 et 1554. La famille de Montmorency étant devenue seigneur de Villiers-le-Bel, elle participe désormais au financement et envoie des ouvriers supplémentaires en provenance des autres chantiers sur son territoire. En 1561, à la suite d'une demande d'Anne de Montmorency, l'église de Langres offre un os du bras Didier de Langres. Le connétable compte ainsi renforcer son impact sur la ville et raviver la foi catholique face à la Réforme. La nef est à son tour revoûtée, et le bas-côté nord est presque entièrement rebâti. Des arcs-boutants sont ajoutés pour étayer les murs, opération terminée en 1572. Trois ans plus tard, les travaux pour l'édification du nouveau clocher sont lancés. À partir de 1579, la direction du chantier est reprise par Nicolas Godart qui prend la succession de son père. La veuve d'Anne de Montmorency fait appel aux maîtres-verriers Nicolas Deloys puis Antoine Porcher.
Pendant le XVIIe siècle, l'église est équipée d'un riche mobilier baroque dans le cadre de l'effort de Contre-Réforme, la communauté protestante étant particulièrement nombreuse à Villiers-le-Bel. Les reliques sont également mises à contribution pour attirer davantage de fidèles. Le grand retable est installé en 1635, et en 1669, le marchand Denis Rehaut offre à l'église l'orgue. Un dernier agrandissement de l'église est entrepris en 1672, quand une chapelle est ajoutée au nord par le maître-maçon Charles Nepveu. Sous la Révolution, les reliques de saint Éterne se perdent. — L'édifice est classé au titre des monuments historiques par arrêté du 11 avril 1931.
Avec la démolition du mur extérieur du croisillon nord lui servant d'arc-boutant, la base du clocher se dressant au-dessus de la croisée du transept peine à supporter son poids et présente très tôt des désordres. Au XIXe siècle, le clocher est presque entièrement reconstruit, mais l'on omet de consolider sa base. Il est par ailleurs recouvert d'une voûte d'arêtes en matériaux légers. La pile sud-ouest montre un important déversement qui atteint 70 cm entre sa base et son sommet à la fin du XXe siècle, et les arcades sont déformées. Les cloches cessent de sonner dès 1992. Le clocher doit être étayé provisoirement, et en raison du risque d'effondrement et pour faciliter les travaux de remise en état, l'église est fermée au culte en 2002. La restauration commence finalement en 1998 et comporte trois tranches. L'opération la plus spectaculaire est la déconstruction du clocher, tout en laissant en place la charpente et le toit, reposant sur un échafaudage. Ensuite, le clocher est reconstruit à l'identique pierre par pierre,. Après huit ans de fermeture, l'église est rouverte aux fidèles le 2 janvier 2011 après des travaux de restauration totalisant un coût total de deux millions d'euros.

## Description

### Aperçu général

Plan de l'église.

L'église suit un plan cruciforme et se compose d'une nef de quatre travées accompagnée de ses deux bas-côtés ; d'un transept non saillant ; d'un clocher central s'élevant au-dessus de la croisée du transept ; d'une chapelle d'une travée prolongeant le transept au nord ; et d'un chœur au chevet plat de deux travées, flanqué de deux collatéraux de pareille longueur. La structure des toitures est simple : les bas-côtés et collatéraux sont recouverts par des toits en appentis, et les parties hautes par des toits à deux rampants, avec des pignons aux quatre extrémités de l'église, soit du côté de la façade occidentale, du côté du chevet, et des deux côtés du transept. L'église possède deux accès, à savoir le portail occidental et le portail méridional dans la troisième travée du bas-côté sud.

### Intérieur

#### Nef et bas-côtés

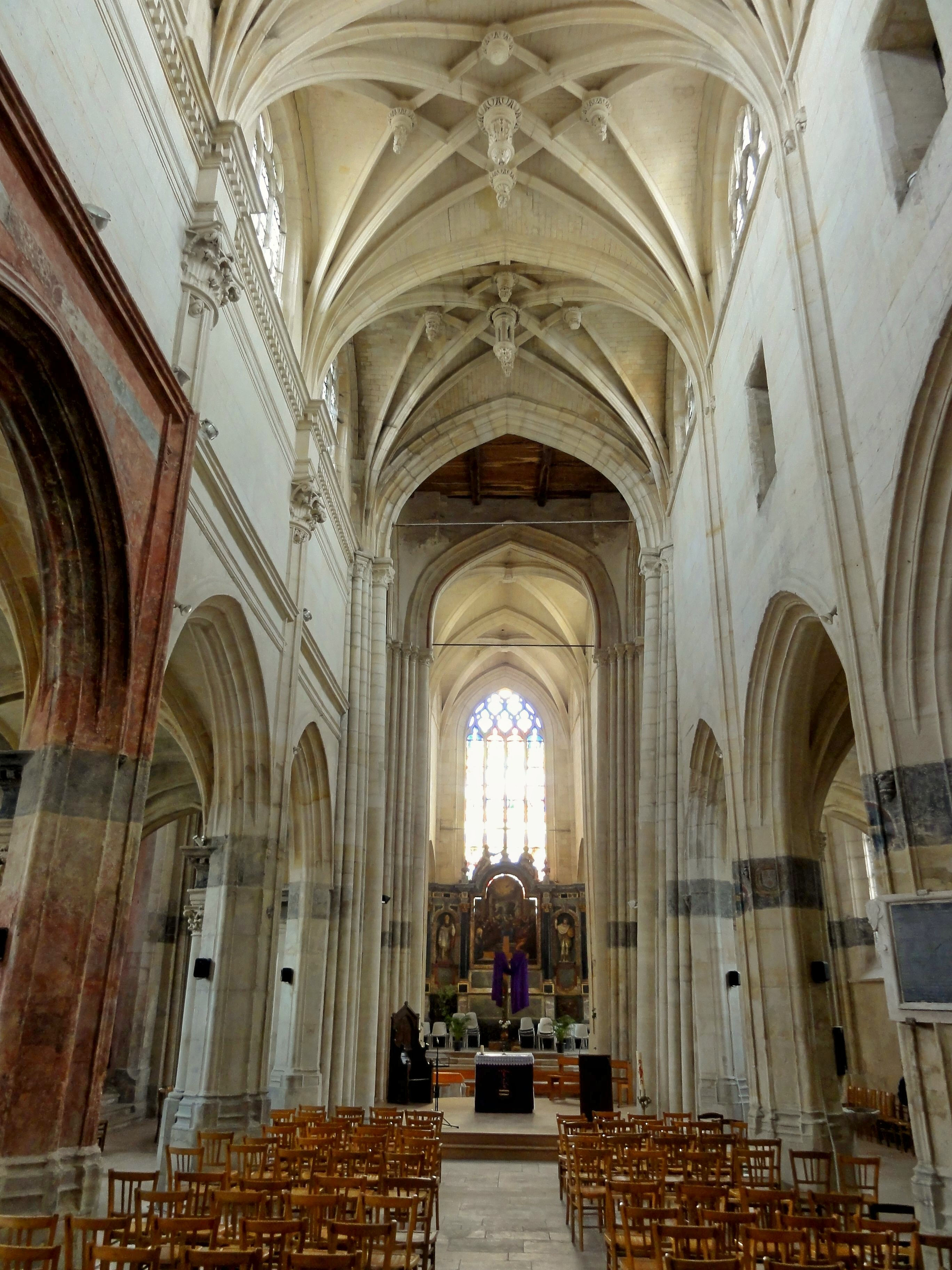
Intérieur de la nef.

L'église paraît élancée et lumineuse. Le mur méridional du bas-côté sud, ses trois premières voûtes, quelques-uns de ses doubleaux et le mur occidental subsistent encore du Moyen Âge, sans révéler leur caractère gothique. Les arcades ouvrant dans le transept sont également contemporaines de ce dernier et datent donc des années 1220, même leurs faces orientées vers la nef et ses bas-côtés ; elles sont décrites dans le chapitre suivant consacré au transept. Tout le reste date du XVIe siècle et illustre l'évolution progressive du style flamboyant vers le style de la Renaissance. Comme Charles Terrasse, beaucoup d'auteurs appliquent une définition plus chronologique qu'analytique des styles, et qualifient l'architecture du temps du règne de François Ier de première Renaissance, et l'architecture Renaissance bien affirmée de seconde Renaissance : dans ce cas, toute la nef et ses bas-côtés sont considérés comme œuvres de la Renaissance, sans pour autant nier les nettes influences gothiques pendant les premières décennies. En tout cas, c'est du sud au nord que l'évolution s'observe à Villiers-le-Bel, plutôt que du bas vers le haut, comme c'est plus fréquemment le cas dans d'autres édifices : L'église a été successivement reconstruite travée par travée, mur par mur, tout en restant ouverte au culte. En résultent deux bas-côtés dépareillés, et même des élévations différentes de la nef au nord et au sud. Des voûtes homogènes et identiques dans toute la nef établissent le lien.

#### Bas-côté sud
La partie la plus ancienne est le bas-côté sud, qui n'a pas été entièrement reconstruit : les piliers ont été repris en sous-œuvre en 1547, même les piliers engagés dans le mur du sud, et les trois premières voûtes sont conservées. Les piliers se rapprochent encore de l'esthétique des supports fasciculés de la fin de la période rayonnante, tout en appliquant la logique des piliers ondulés de la période flamboyante, qui a tendance à supprimer les chapiteaux. Ainsi, les grandes arcades en arc brisé peu ouvert montrent des nervures prismatiques qui se fondent en partie dans les piliers d'un plan hexagonal, ou se continuent sur l'arête des piliers, et les piliers engagés dans les murs sont identiques sans présenter une consistance avec les nervures : elles subsistent des voûtes du XIIIe siècle et le raccordement entre nervures et supports a été négligé (sauf bien sûr au début de la quatrième travée, car ayant reçu une nouvelle voûte en 1547). Les chapiteaux anciens ont toutefois été supprimés, et contrairement à la logique des piliers ondulés, les doubleaux entre les voûtes retombent sur des consoles du côté des grandes arcades. Toutes ces consoles prennent appui sur un chérubin aux ailes déployées. La première met en scène cinq angelots nus debout, les deux autres les bustes de personnages penchés sur une balustrade. La sculpture est inspirée de la Renaissance italienne. On trouve une iconographie semblable sur les chapiteaux du chœur de Boran-sur-Oise et des grandes arcades du sud de Viarmes. Les clés de voûte sont sans intérêt,.

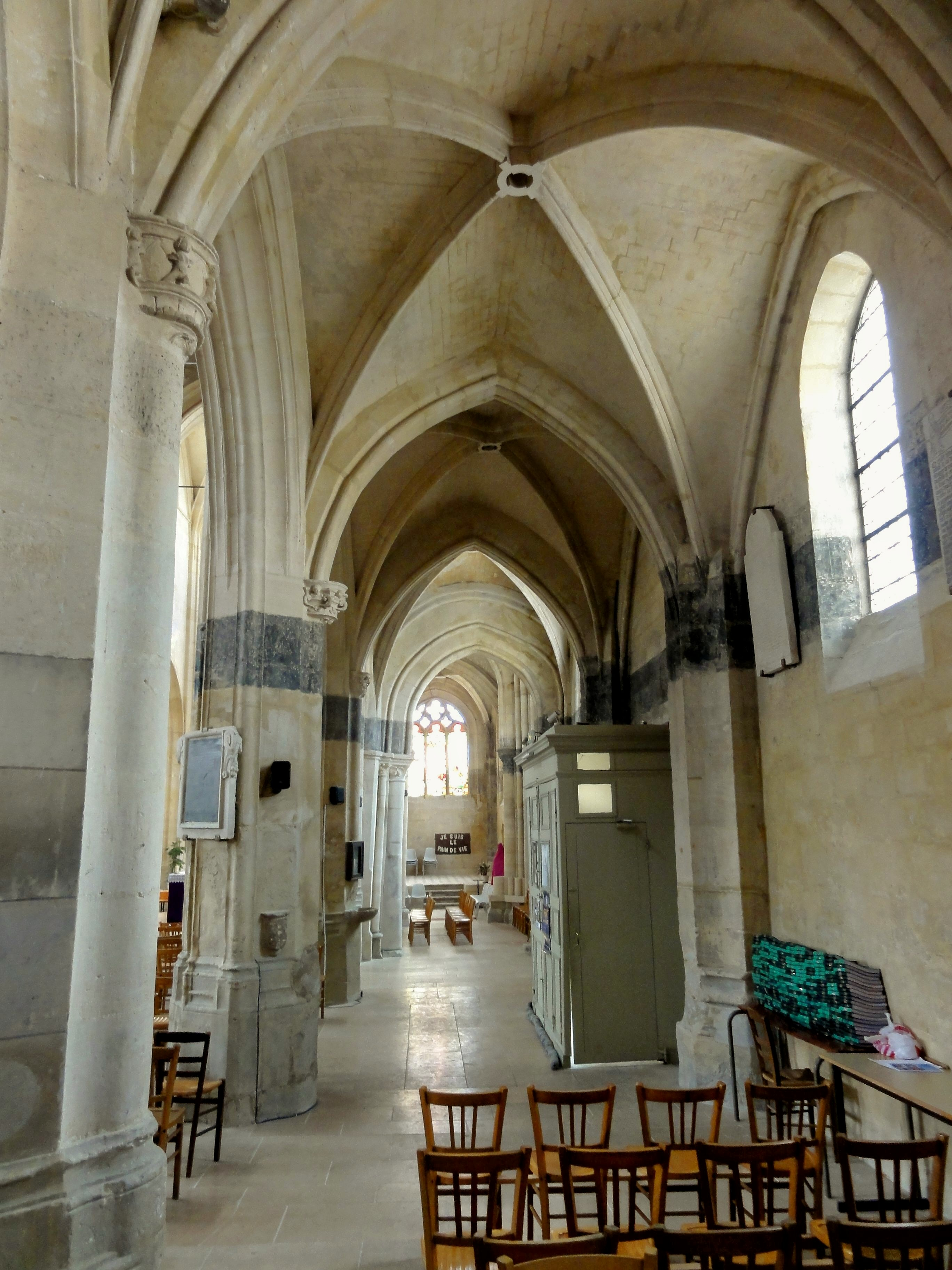
Bas-côté sud ; vue depuis la première travée.
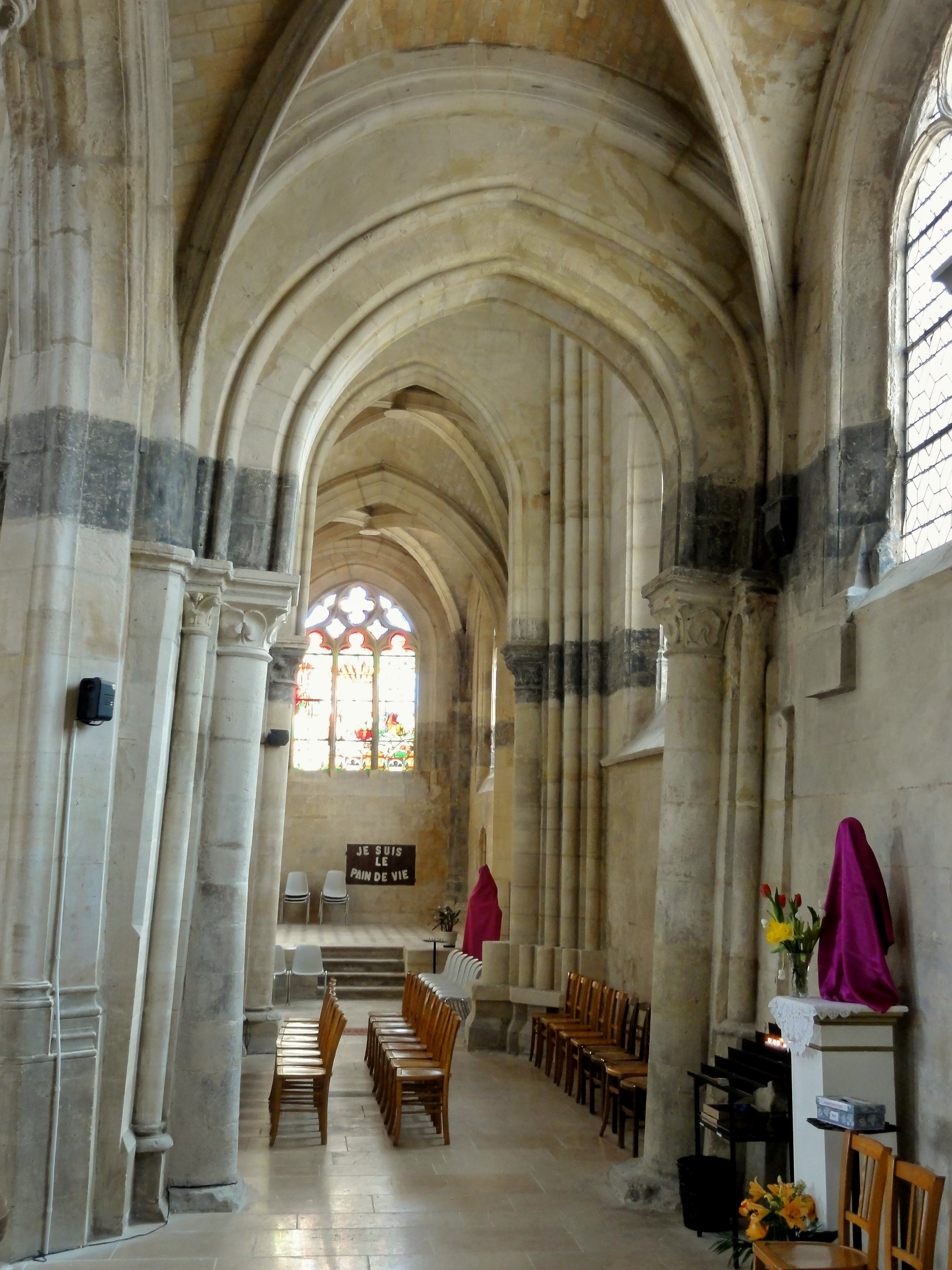
Vue vers le croisillon sud et le collatéral sud du chœur.
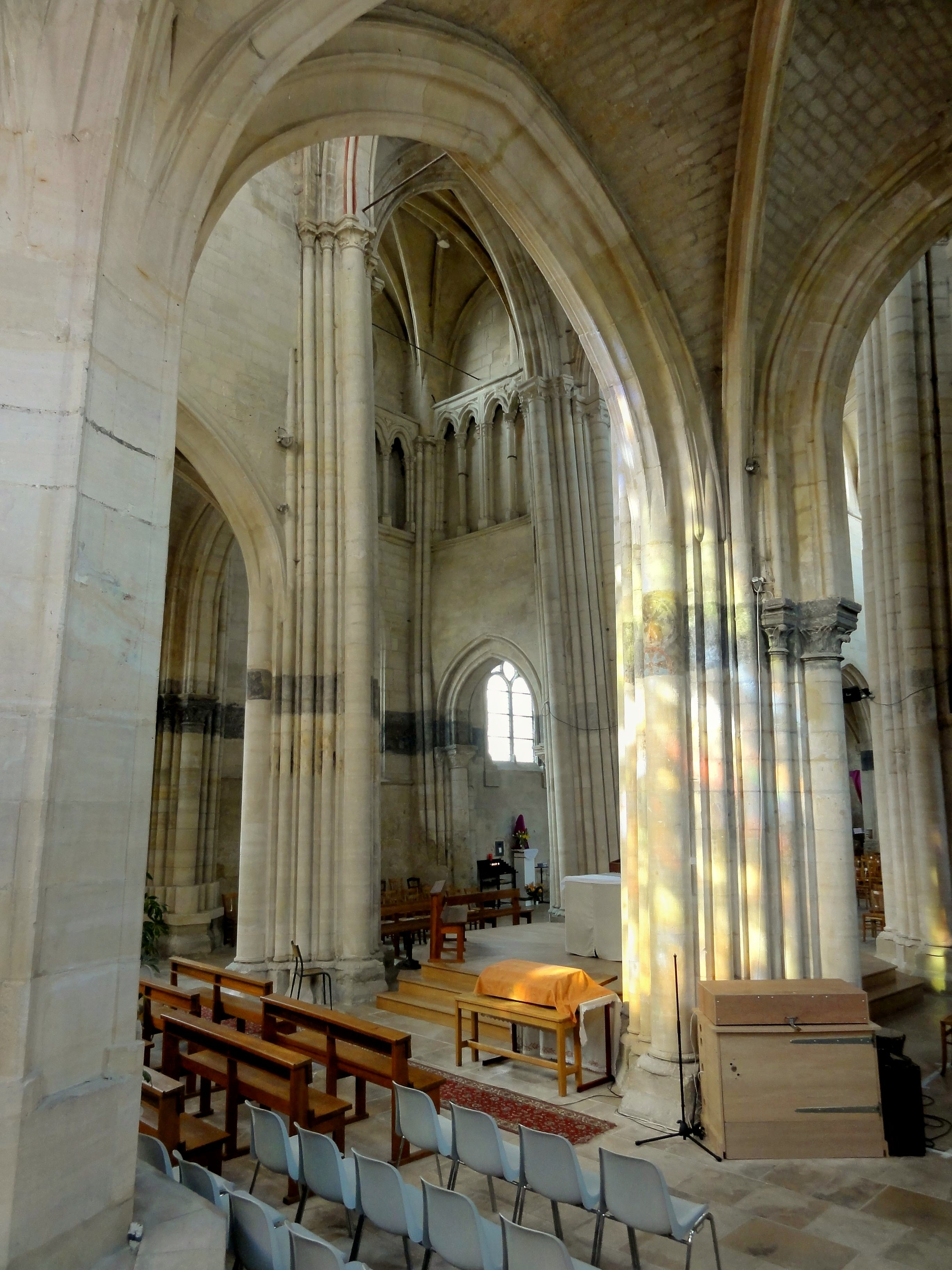
Vue vers le croisillon nord par la dernière grande arcade.
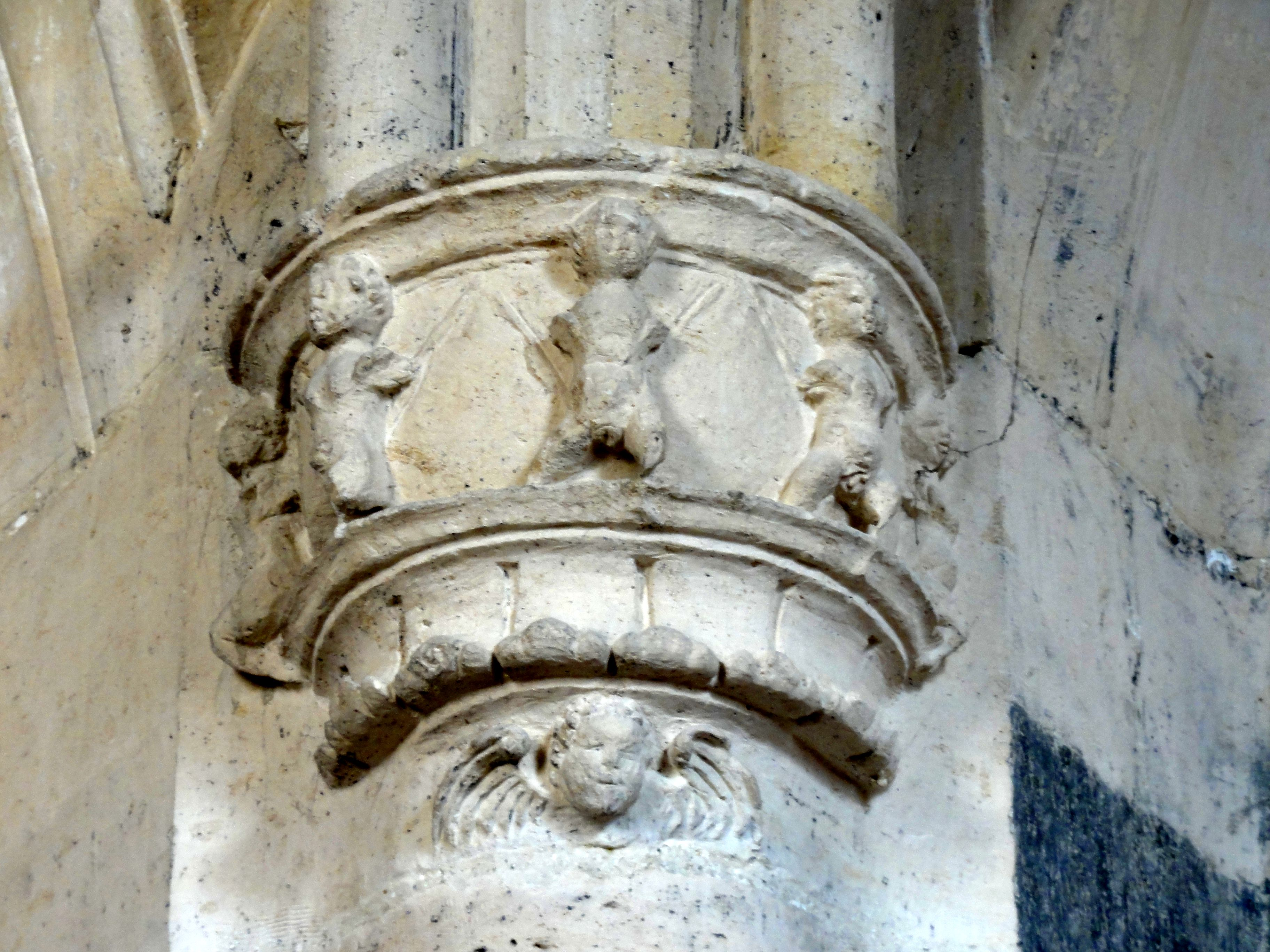
Chapiteau au revers du premier pilier isolé.
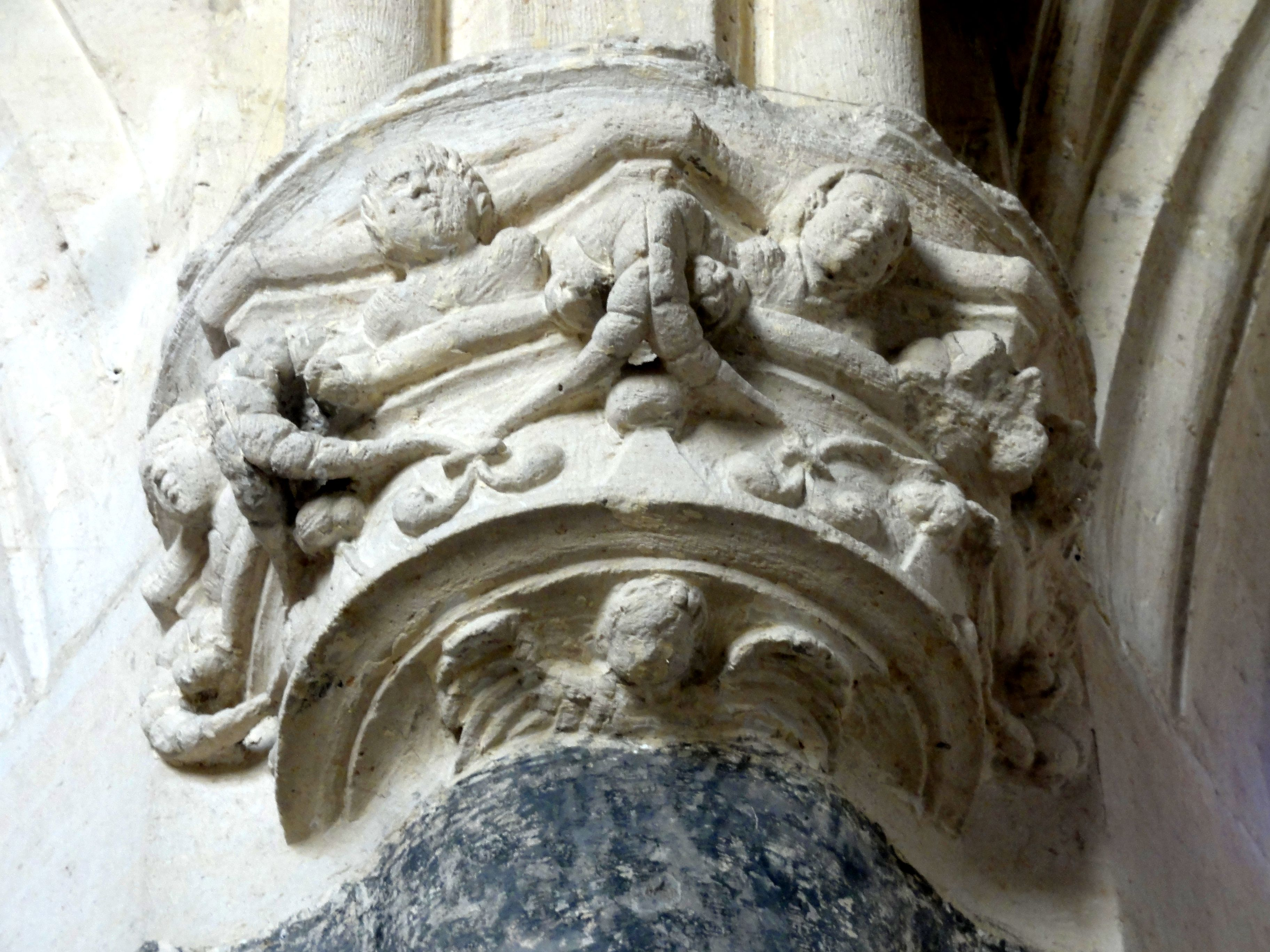
Chapiteau au revers du second pilier isolé.
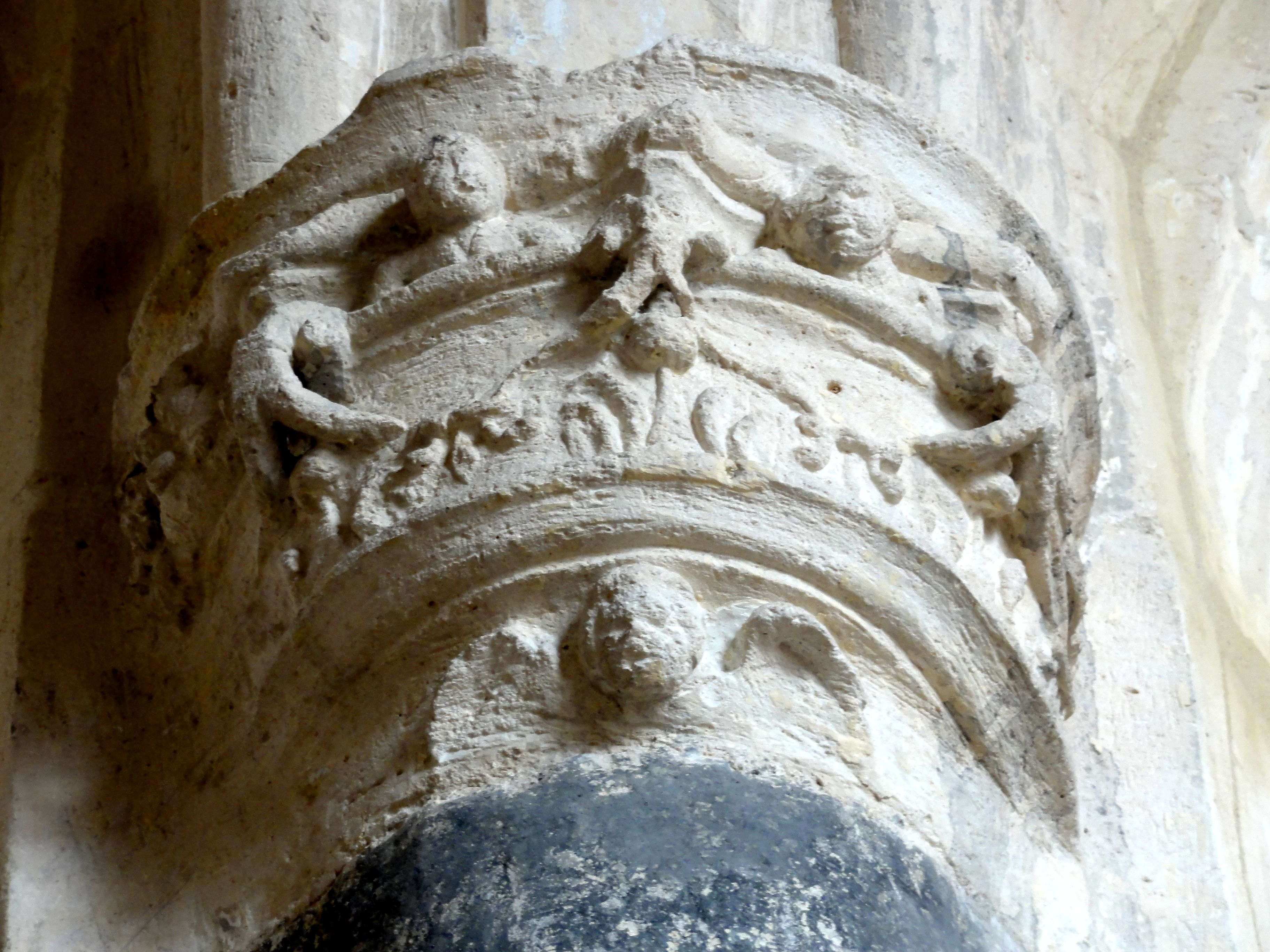
Chapiteau au revers du troisième pilier isolé.

#### Nef

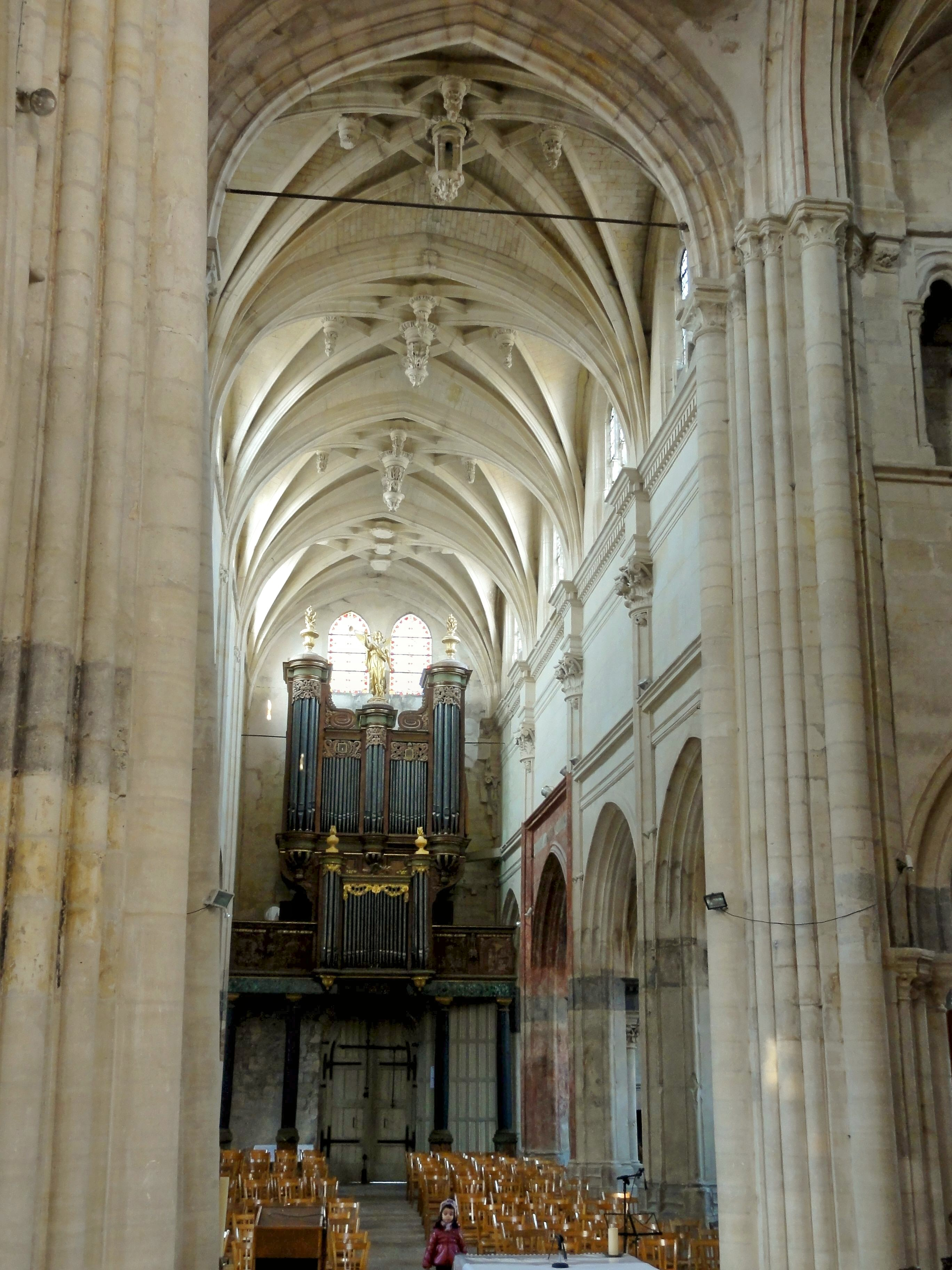
Nef, vue depuis l'est.

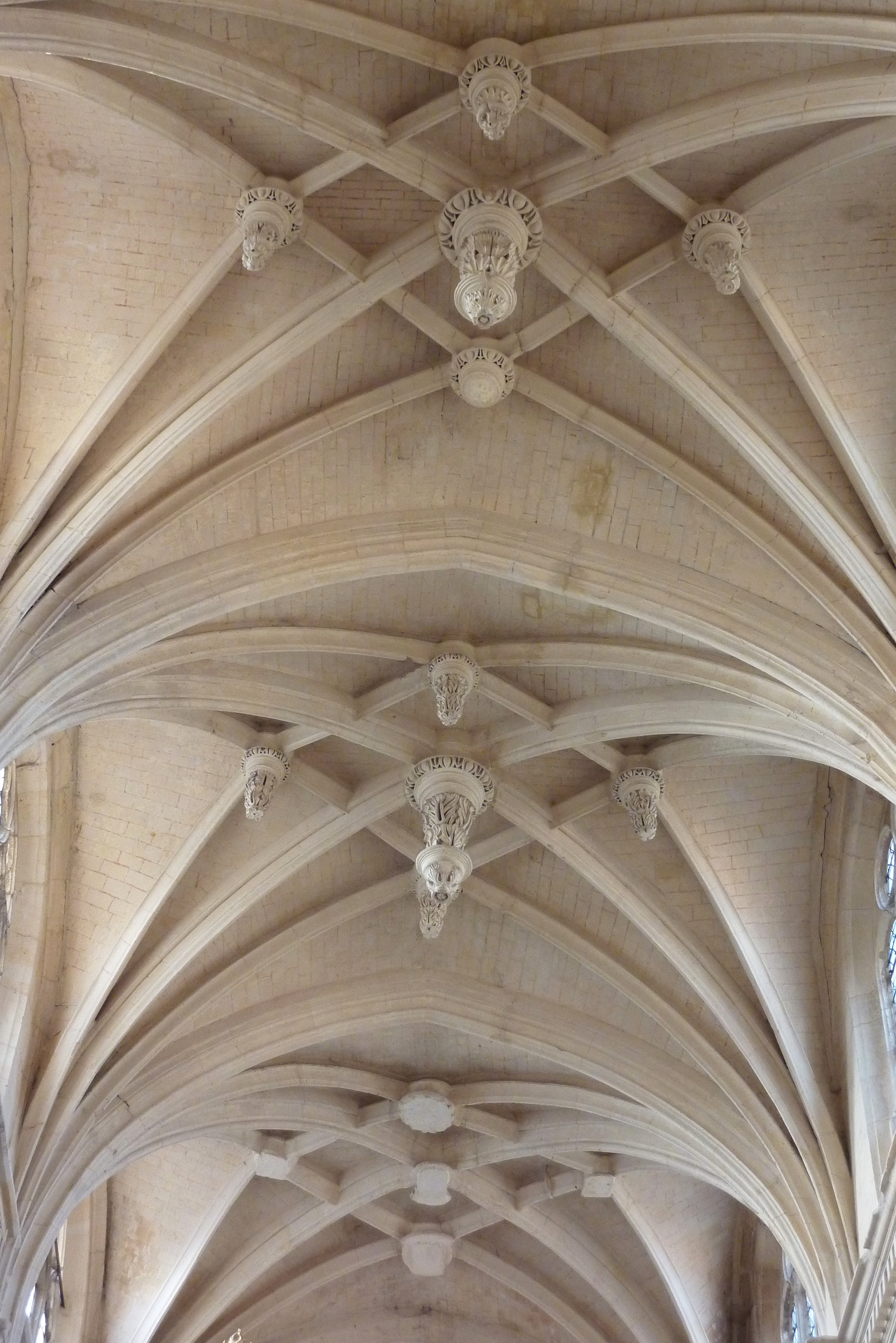
Voûtes de la nef.

La nef est rebâtie entre 1548 et 1554, mais pas entièrement : manquent encore les voûtes des deux premières travées et sans doute le mur septentrional. Les archives de la fabrique ne sont plus complètes, mais aucun document ne témoigne d'autres travaux jusqu'au début des années 1570. Charles Terrasse suppose que les travaux s'interrompent ou qu'ils se concentrent uniquement sur le clocher, ce qui serait également plausible en tenant compte des actes conservés. L'élévation méridionale de la nef est stylistiquement très proche du bas-côté sud. Il est intéressant de remarquer que les piliers des grandes arcades ont d'abord été repris en sous-œuvre, comme déjà mentionné, alors que les murs hauts auraient été abattus quelques années plus tard seulement. Mais l'on voit que la fabrique passe un nouveau marché pour chaque étape de la reconstruction, ce qui est peut-être la clé de compréhension. En dépit de l'interruption des travaux qui se terminent vers 1572 pour la nef, toutes les voûtes sont homogènes. Ce sont des voûtes sur croisées d'ogives avec des liernes et tiercerons, formant le dessin dit en étoile à losange central. Pour Dominique Foussard, ces voûtes peuvent être considérées comme les éléments les plus remarquables de l'église,.
Chaque voûte est orné de cinq clés de voûte, une au sommet et quatre aux points de rencontre des liernes et tiercerons. Les quatre points de rencontre entre ogives et tiercerons sont donc dépourvus de clés. La grande clé est ornée d'arcades, et les autres, plus petites, de pendentifs décorés de feuillages. L'on note des différences de profil pour les liernes et tiercerons, d'un profil gothique très simple, pour les ogives et pour les doubleaux. Formant des arcs brisés très ouverts, leur profil est d'une grande complexité. Au sud de la nef, les nervures s'interpénètrent à la naissance des voûtes, au-dessus du seuil des fenêtres hautes, mais conservent une fine arête au-delà. Les quatre arêtes issues des liernes se butent sur un cul-de-lampe de la forme d'un angelot ou d'un génie peu en dessous du seuil des fenêtres hautes, ou de feuilles au-dessus du premier pilier ; les autres se continuent jusqu'aux bases des piliers des grandes arcades, et font partie à part entière du profil prismatique de ces derniers. Les bases sont d'une forme compliquée issue de l'art gothique, dite en forme de bouteille, et ont un socle de douze cotes. Rien n'est à signaler concernant les murs hauts : ils sont parfaitement nus, exception faite de fenêtres rectangulaires ouvertes sur les combles mais condamnées par des panneaux de bois. Dominique Foussard y voit une variante tardive du triforium ; or, l'on trouve de telles ouvertures dans le chœur de l'église Saint-Aquilin de Fontenay-en-Parisis, entamé au début du XIIIe siècle : est-ce que les murs hauts au sud de la nef ont vraiment été reconstruits ? En tout cas, le remplage des fenêtres hautes, qui se compose de trois formes aux têtes légèrement tréflées surmontées par une quatrième forme au centre, et leur forme en arc brisé très ouvert accuse le style flamboyant tardif,.
L'élévation nord de la nef montre tout au contraire les marques de la Renaissance. Au niveau du seuil des fenêtres hautes, les nervures retombent sur un entablement complet parcourant le mur sur toute sa longueur. Les pilastres sont à peine saillants mais néanmoins garnis de chapiteaux corinthiens, situés directement en dessous de l'entablement. Les pilastres se continuent encore vers le bas jusqu'à ce qu'ils se fondent dans les piliers ondulés. Ces piliers sont identiques à celles du sud, au moins du côté de la nef. Concernant l'entablement, il est à signaler que l'emplacement habituellement à la frise reste vide, et concernant les chapiteaux, qui sont tous différents dans leurs détails, l'architecte a pris certaines libertés par rapport aux préceptes classiques : en effet, deux têtes saillantes ont été placées sous chaque chapiteau. Entourées d'ailes, il doit s'agir d'anges, mais ce ne sont pas toujours les chérubins habituels, mais des têtes d'hommes barbus d'un certain âge au-dessus du second pilier. C'est une ressemblance avec l'église Saint-Eustache de Paris. En dessous, le mur haut n'est pas percé de fenêtres donnant sur les combles, mais paraît néanmoins moins nu, car agrémenté de bossages et d'une esquisse d'entablement au-dessus des grandes arcades. La seconde arcade est en outre décorée en faux marbre de couleur rouge. Au niveau de la retombée des grandes arcades, un listel de part et d'autre de l'arête centrale de chaque pilier se termine sur un minuscule culot délicatement sculpté. Des vestiges d'un litre seigneuriale subsistent sur les piliers. Pour revenir aux fenêtres hautes, elles sont des mêmes dimensions qu'au sud, mais le remplage de type Renaissance se trouve simplifié, avec trois arcades plein cintre surmontées par deux oculi ronds,.

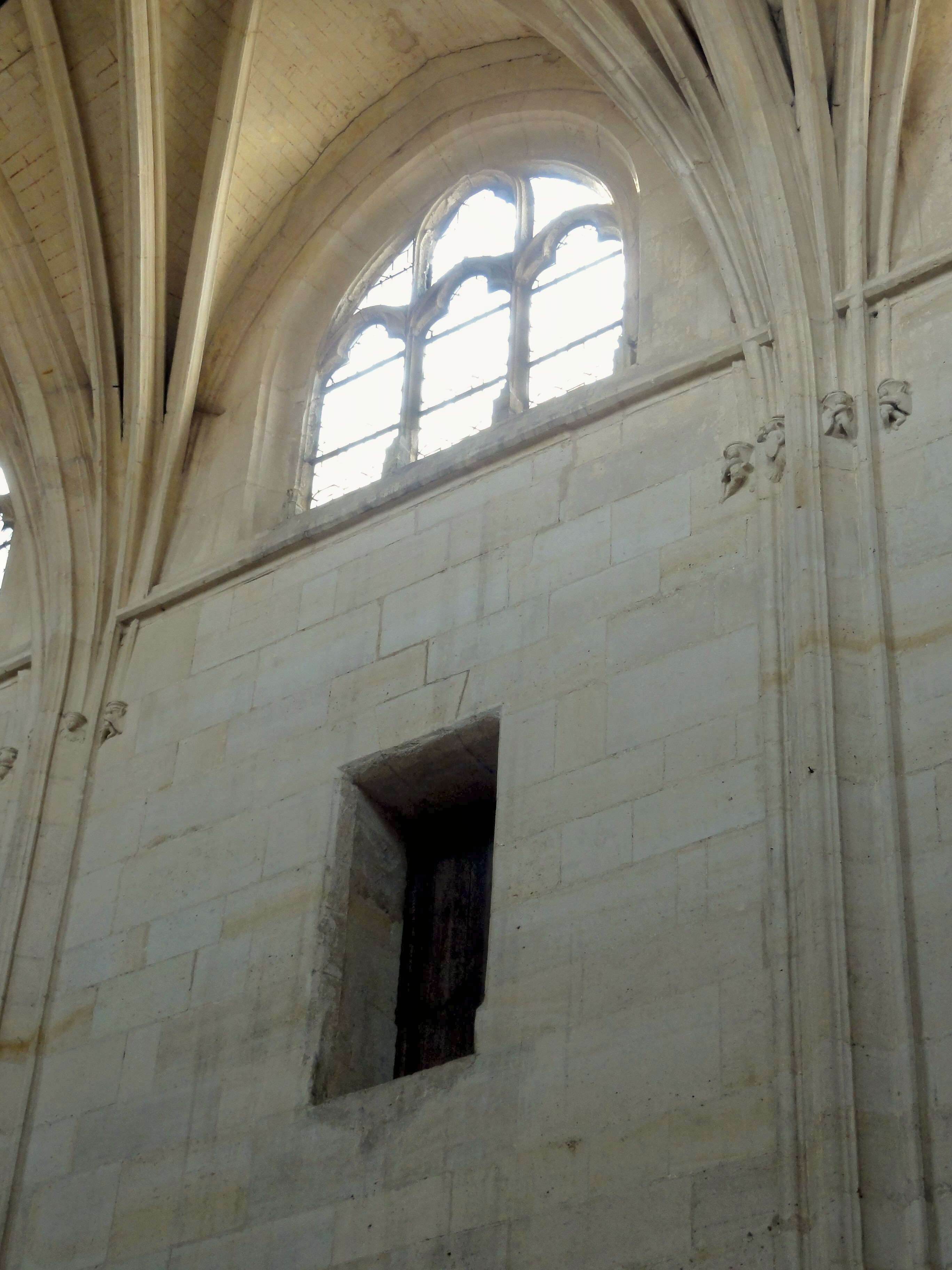
Mur haut au sud, avec baie donnant sur les combles.
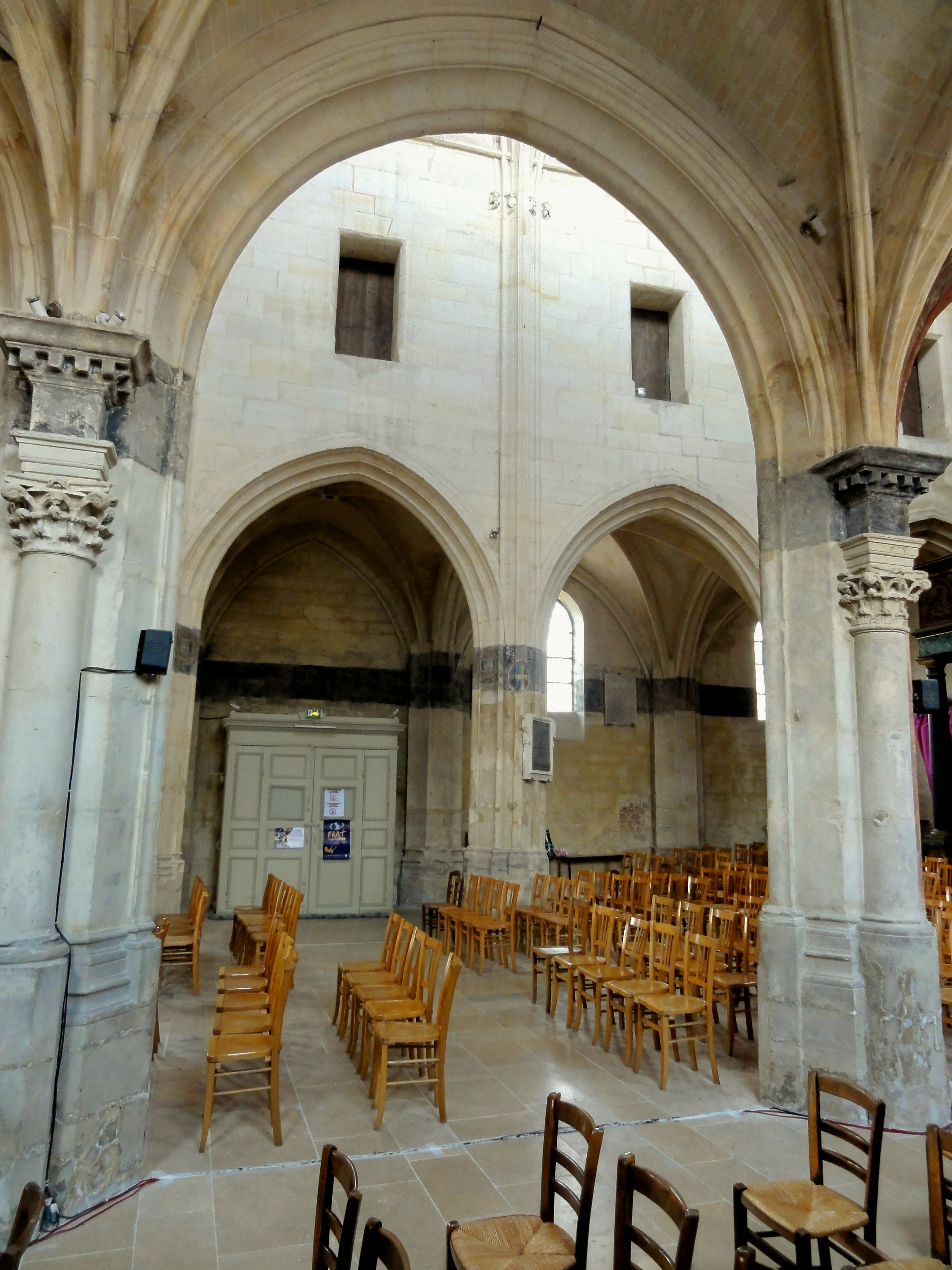
Grandes arcades au sud, vue depuis le bas-côté nord.
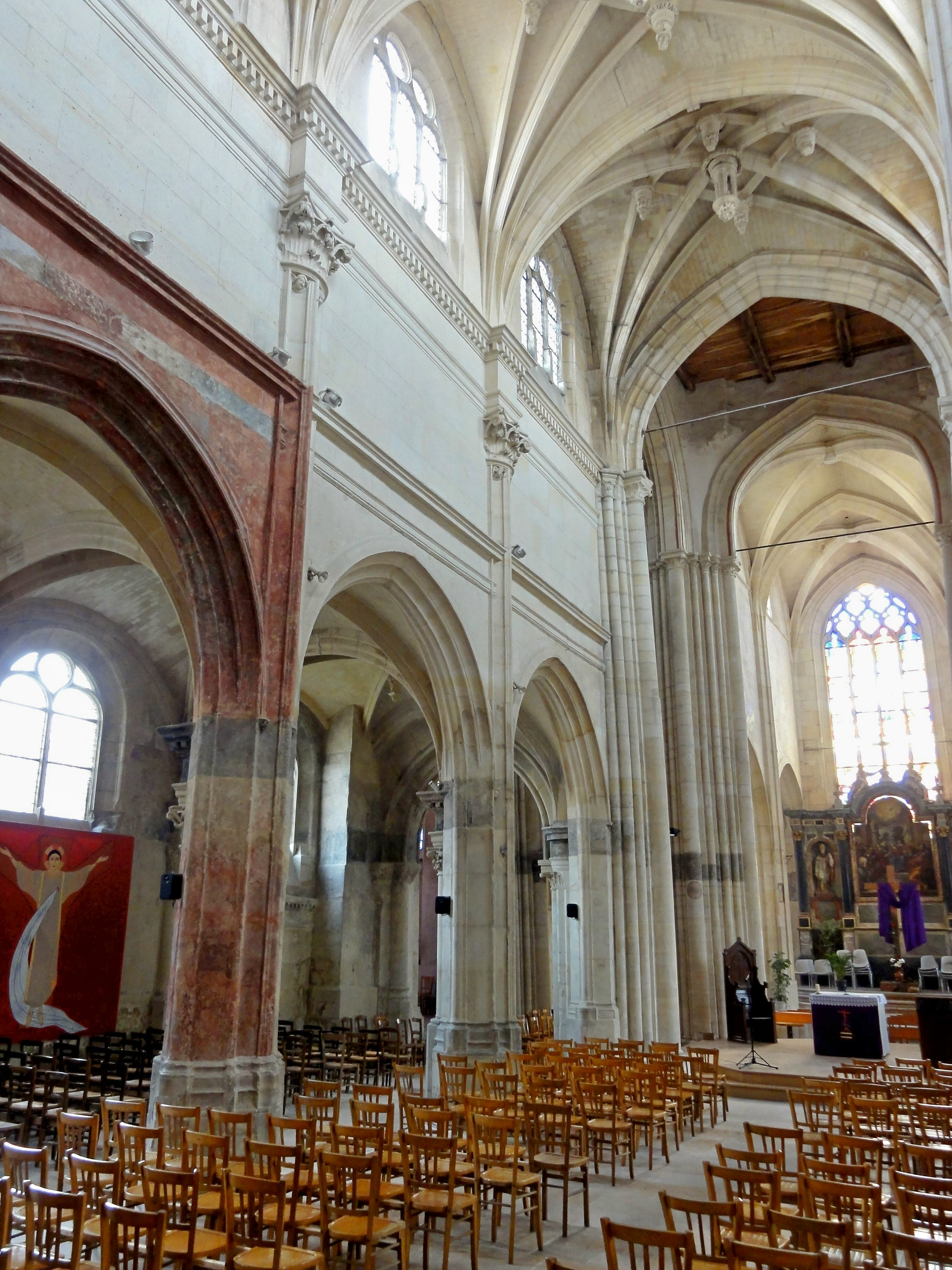
Grandes arcades au nord.
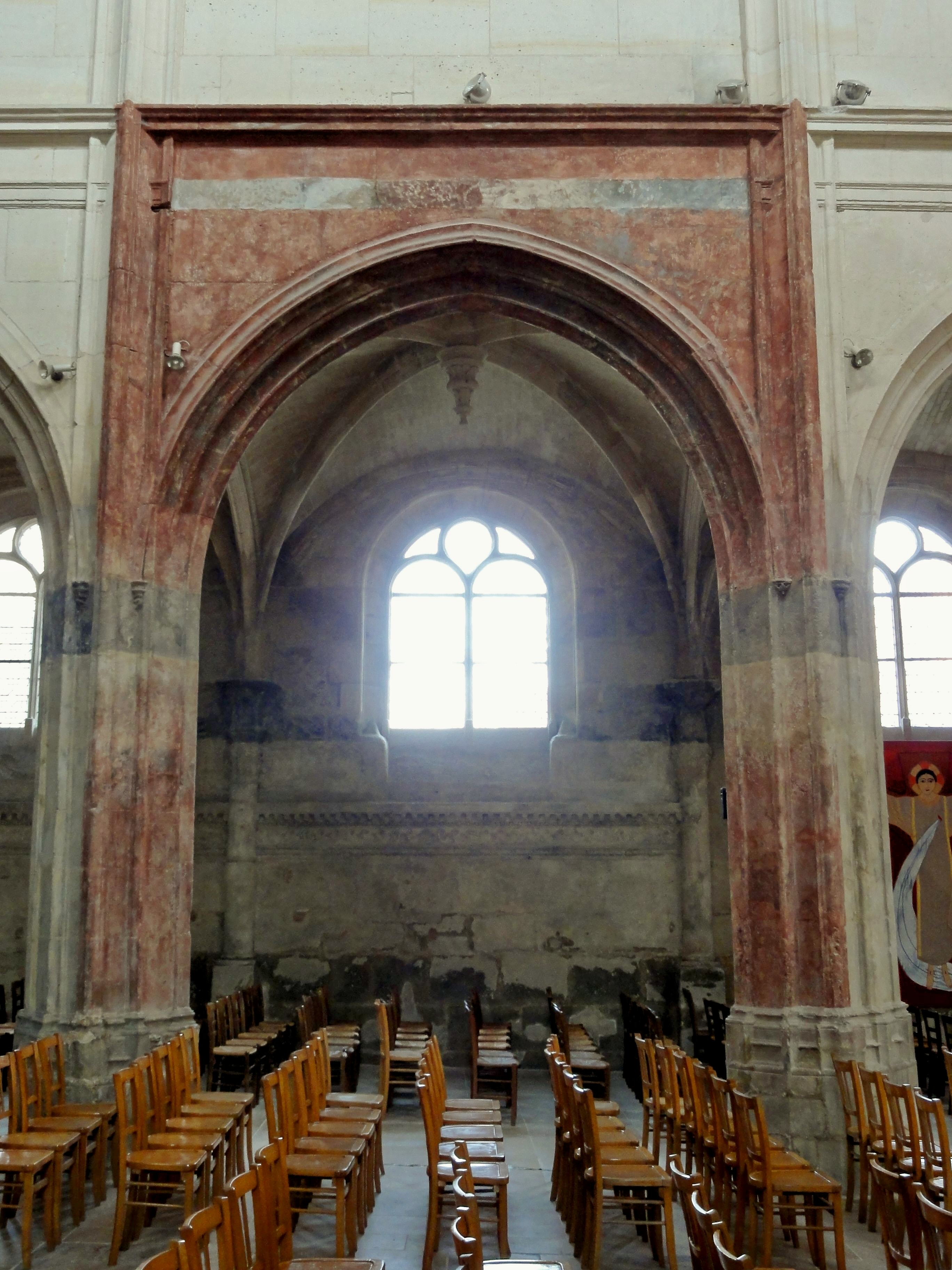
Deuxième grande arcade au nord ; décor de faux marbre.
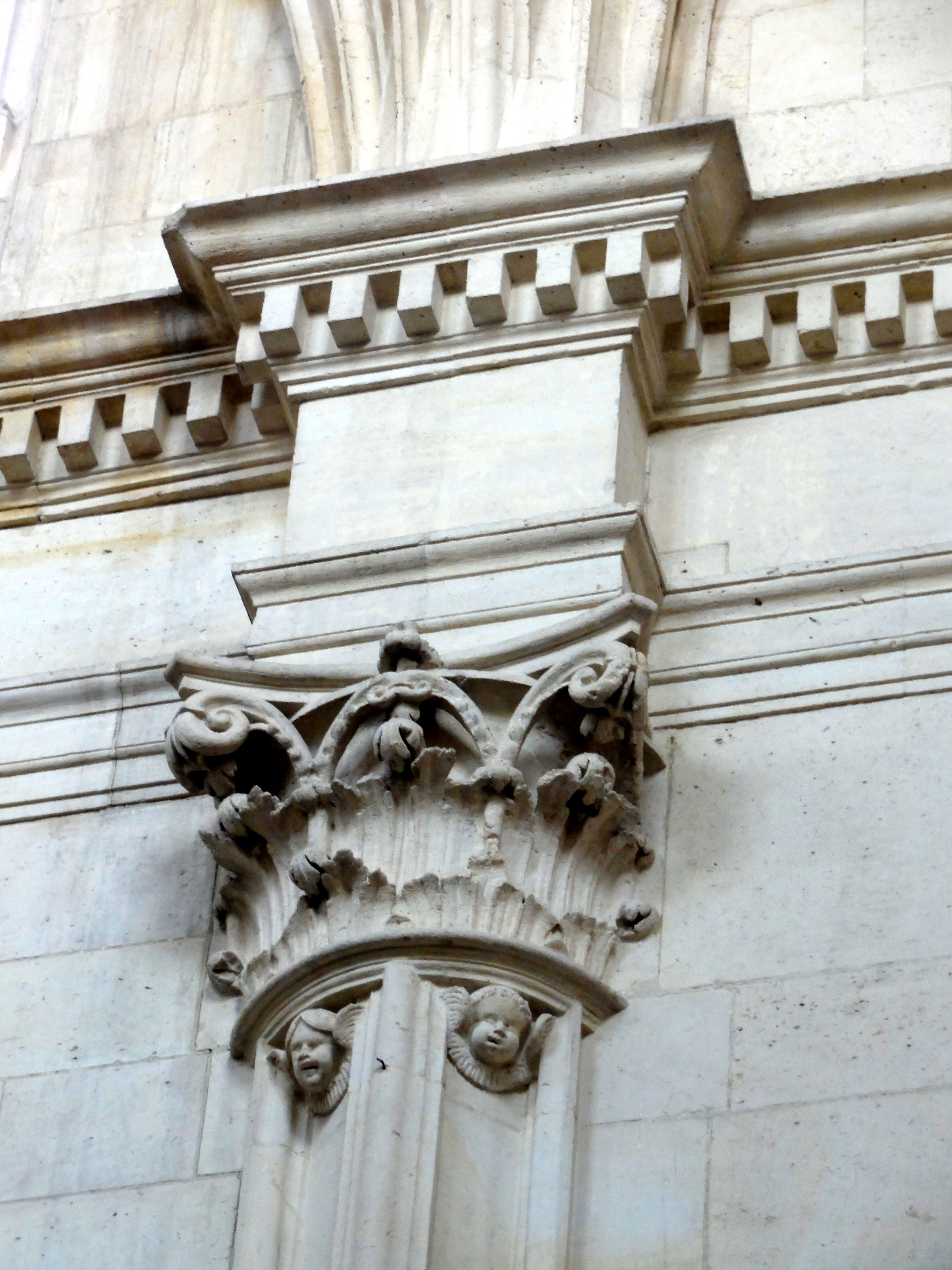
Chapiteau haut au-dessus du 1er pilier au nord.
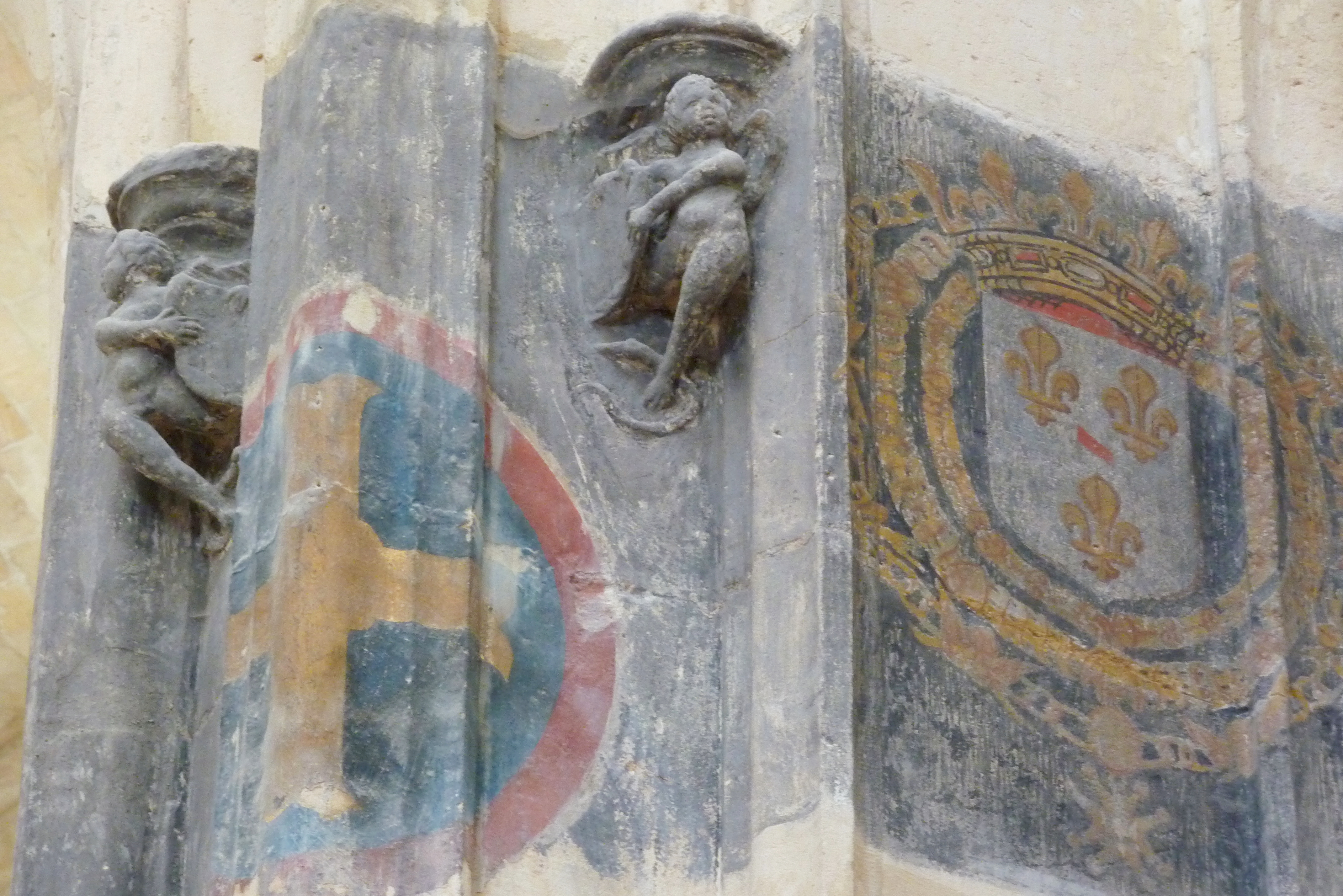
Culots avec angelots sous la retombée des listels.

#### Bas-côté nord

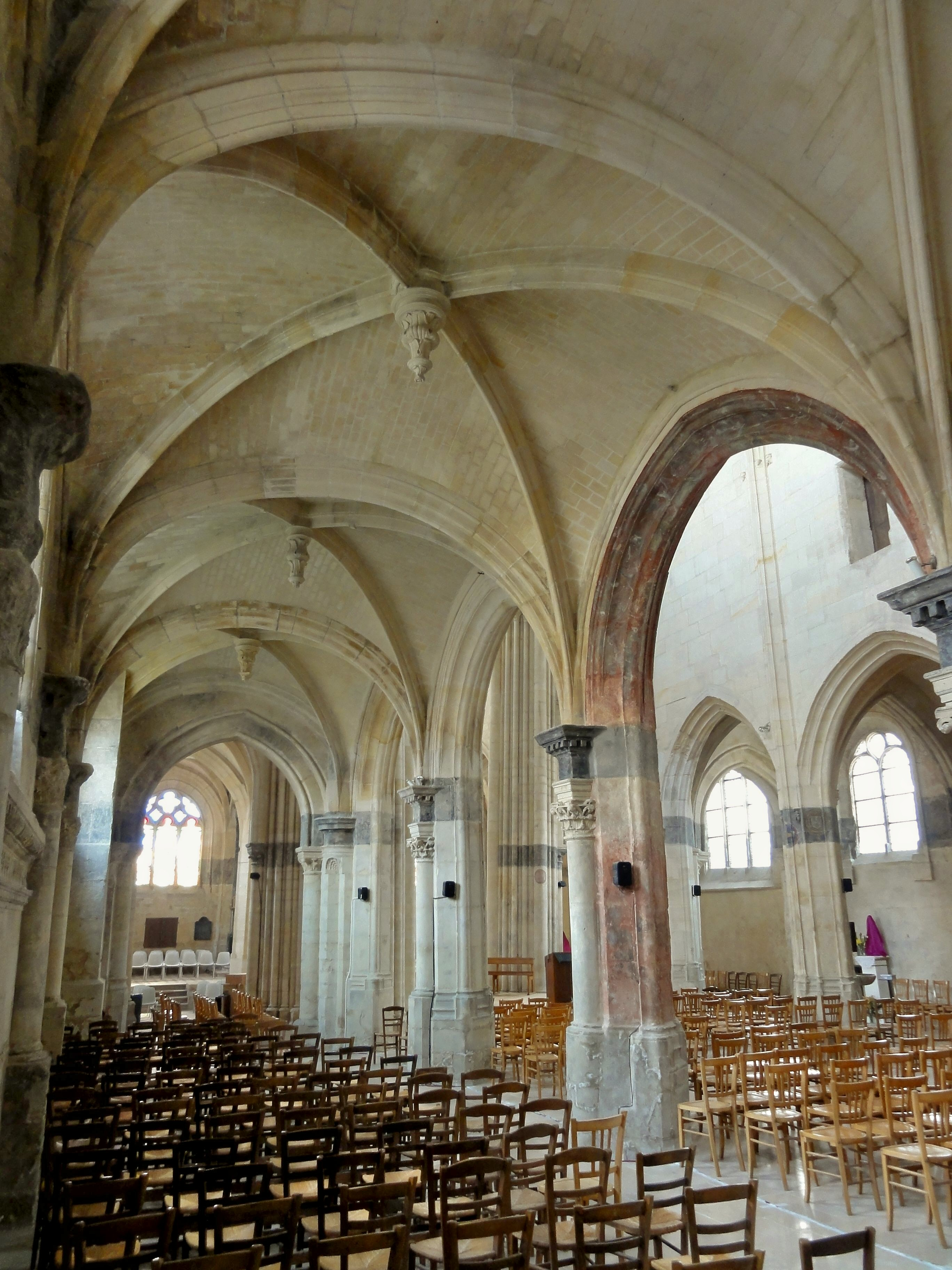
Bas-côté nord, depuis l'ouest.

Le bas-côté nord a peut-être été terminé après la nef ; tout au moins, il affiche un style Renaissance plus avancé. D'après Charles Terrasse, le mur extérieur subsisterait de l'édifice du XIIIe siècle, comme au sud ; Dominique Foussard n'est pas de cet avis. L'arcade ouvrant sur le croisillon nord représente sans doute le seul reliquat notable du XIIIe siècle, et elle est moulurée de la même façon que les trois autres arcades reliant les croisillons aux bas-côtés et collatéraux (voir ci-dessus). Les supports au nord de cette arcade ont toutefois été refaits, ce qui n'est pas le cas ailleurs. Une frise de postes accompagné d'un rang de denticules anime les murs à la limite des allèges, sauf dans la troisième travée. Ce décor est caractéristique de la Renaissance. La largeur important du bas-côté engendre des doubleaux en cintre surbaissé : Ils auraient sinon dû dépasser en hauteur les grandes arcades, ce qui aurait donné des voûtes bombées, ce que les architectes tentent d'éviter depuis la première période gothique. Mais les doubleaux en cintre surbaissé ne cadrent pas avec l'esthétique du XIIIe siècle. Tous ces éléments confortent l'avis de Dominique Foussard.
Si le bas-côté nord résulte donc d'une seule campagne de travaux à la Renaissance, les supports sont une fois de plus différents au sud et au nord. Au sud, le long des grandes arcades, l'agencement des supports est calqué sur l'élévation septentrionale de la nef. Des demi-colonnes adossées au piliers des grandes arcades portent de petits chapiteaux corinthiens, surmontés par une très courte section d'entablement, semblable à celui qui règne en hauteur dans la nef. Cette disposition contraste vivement avec les arcades prismatiques de style flamboyant. En plus, il n'y a pas de formerets, et les ogives et doubleaux s'interpénètrent avant de retomber sur les entablements, ce qui les fait paraître surdimensionnés malgré leurs petites dimensions. En face, contre le mur du nord, les supports sont simplifiés, avec des chapiteaux corinthiens d'une qualité moindre, à épannelage tronconique, puis une intersection nue et ensuite la frise de denticules subsistant seule des entablements. Les fenêtres ont toutes un remplage de type Renaissance sur la base de deux arcades plein cintre, surmontées par une mouchette, et elles sont en cintre surbaissé. Une cheminée subsiste sur le mur occidental. D'après Charles Terrasse, deux chapelles auraient été ouvertes depuis le bas-côté nord au XVIIe siècle, et n'offriraient rien de remarquable. Rien n'est visible de telles chapelles. La chapelle devant la troisième travée a pu être démolie, puisqu'il n'y a pas de frise ; concernant la seconde, il doit s'agir d'une confusion avec la chapelle devant le croisillon nord (voir ci-dessous),.

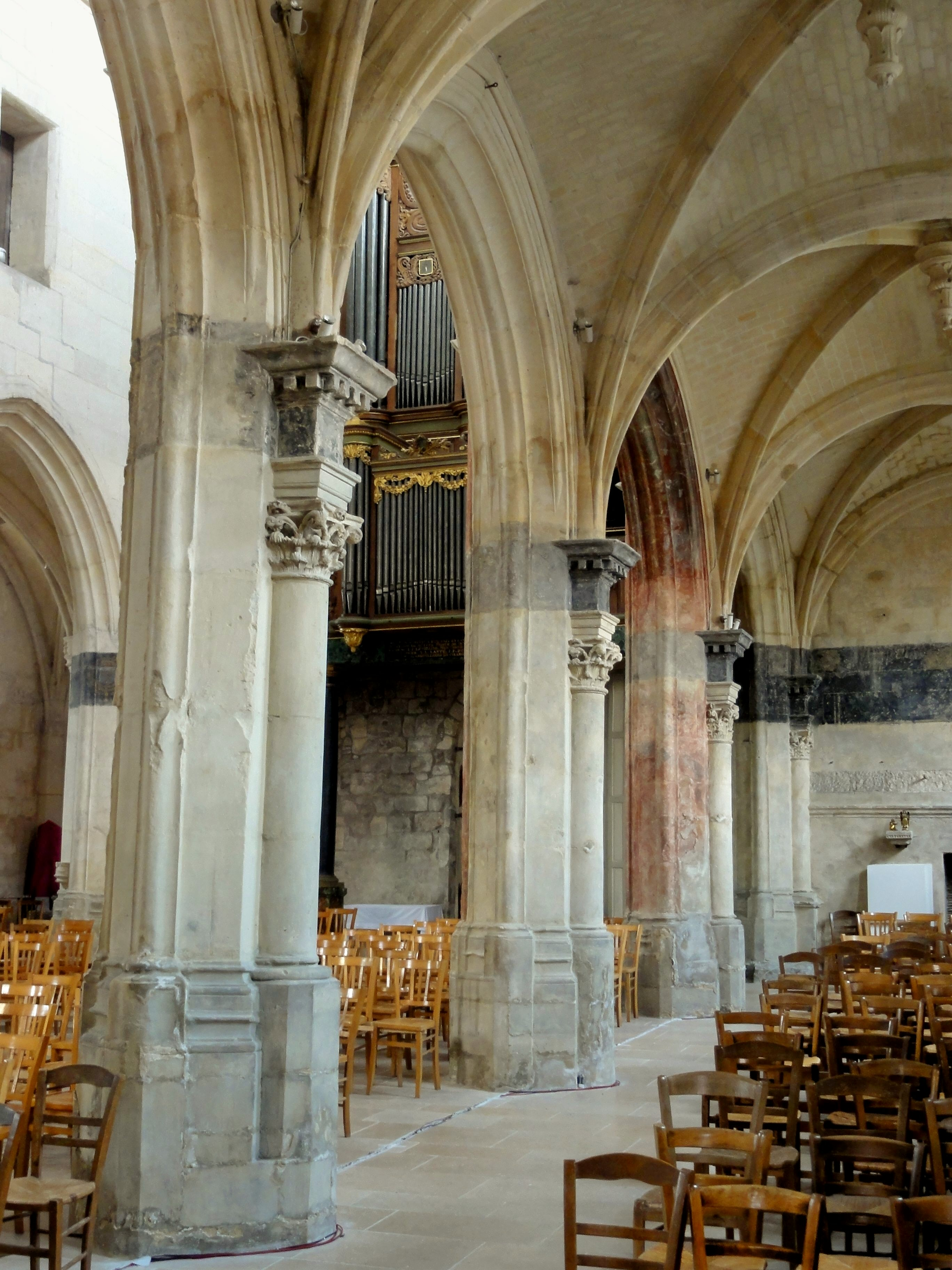
Grandes arcades du nord.
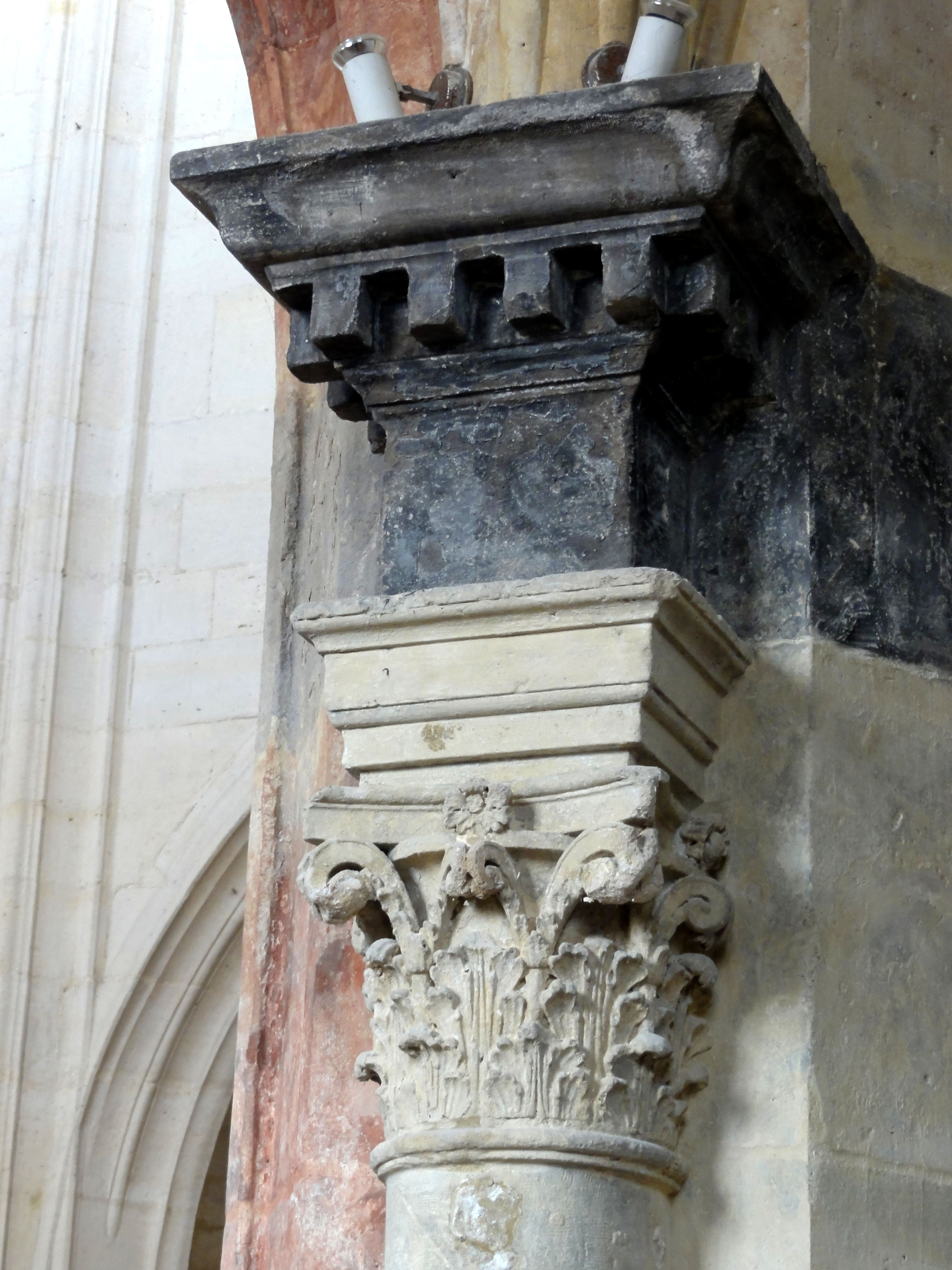
Chapiteau du 1er pilier.
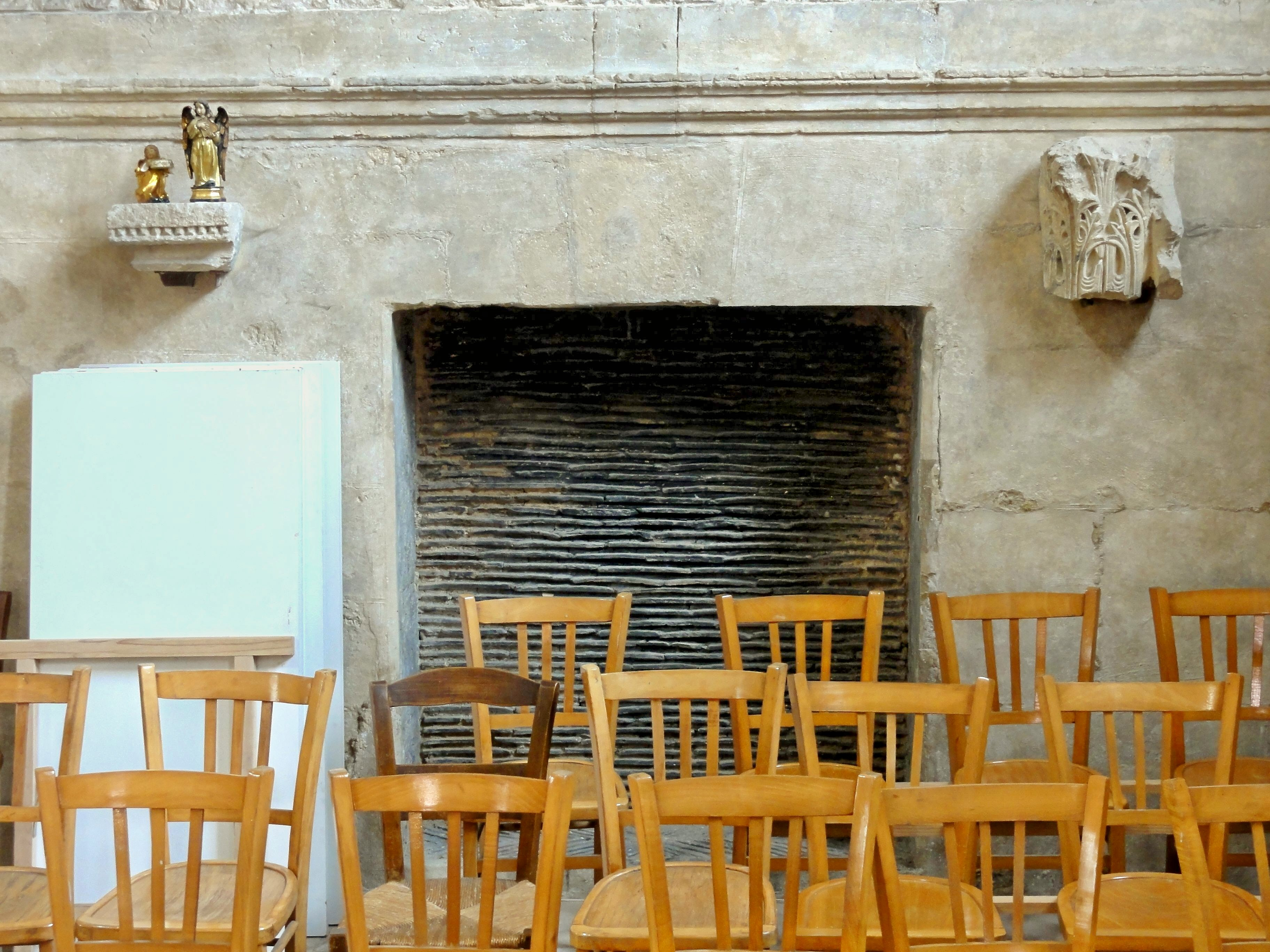
Cheminée à l'ouest.
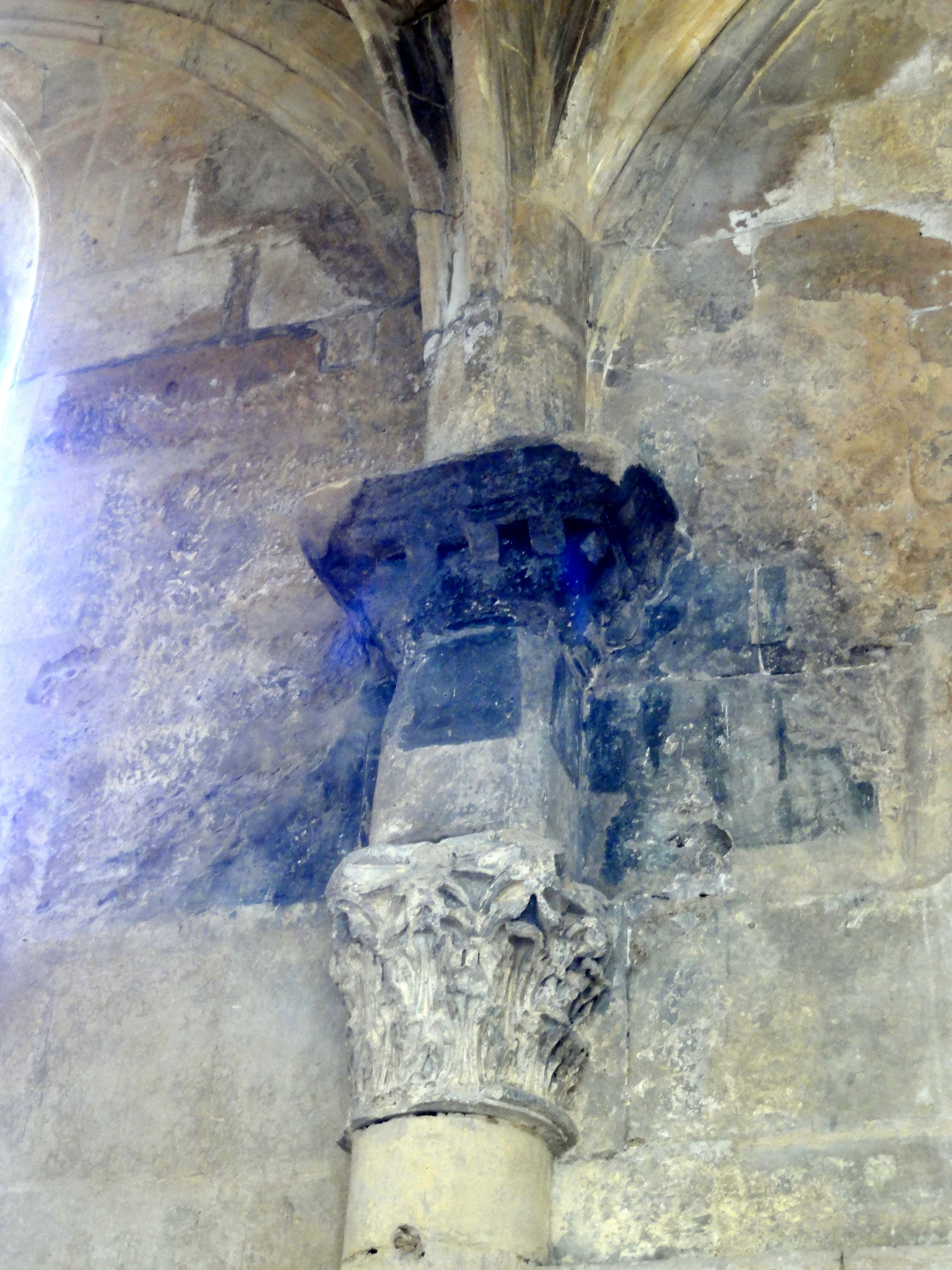
Chapiteau du mur nord.
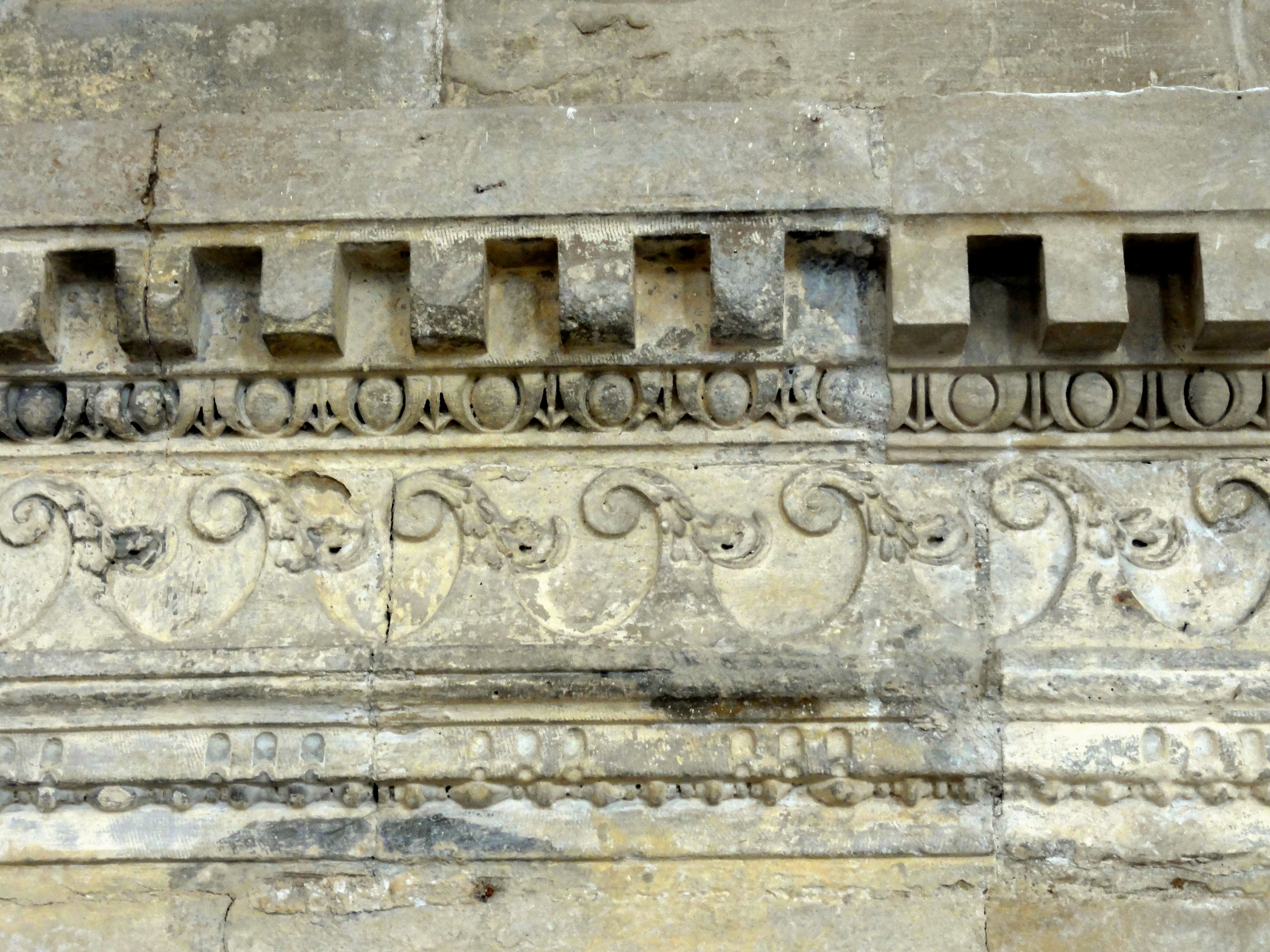
Frise sur le mur nord.
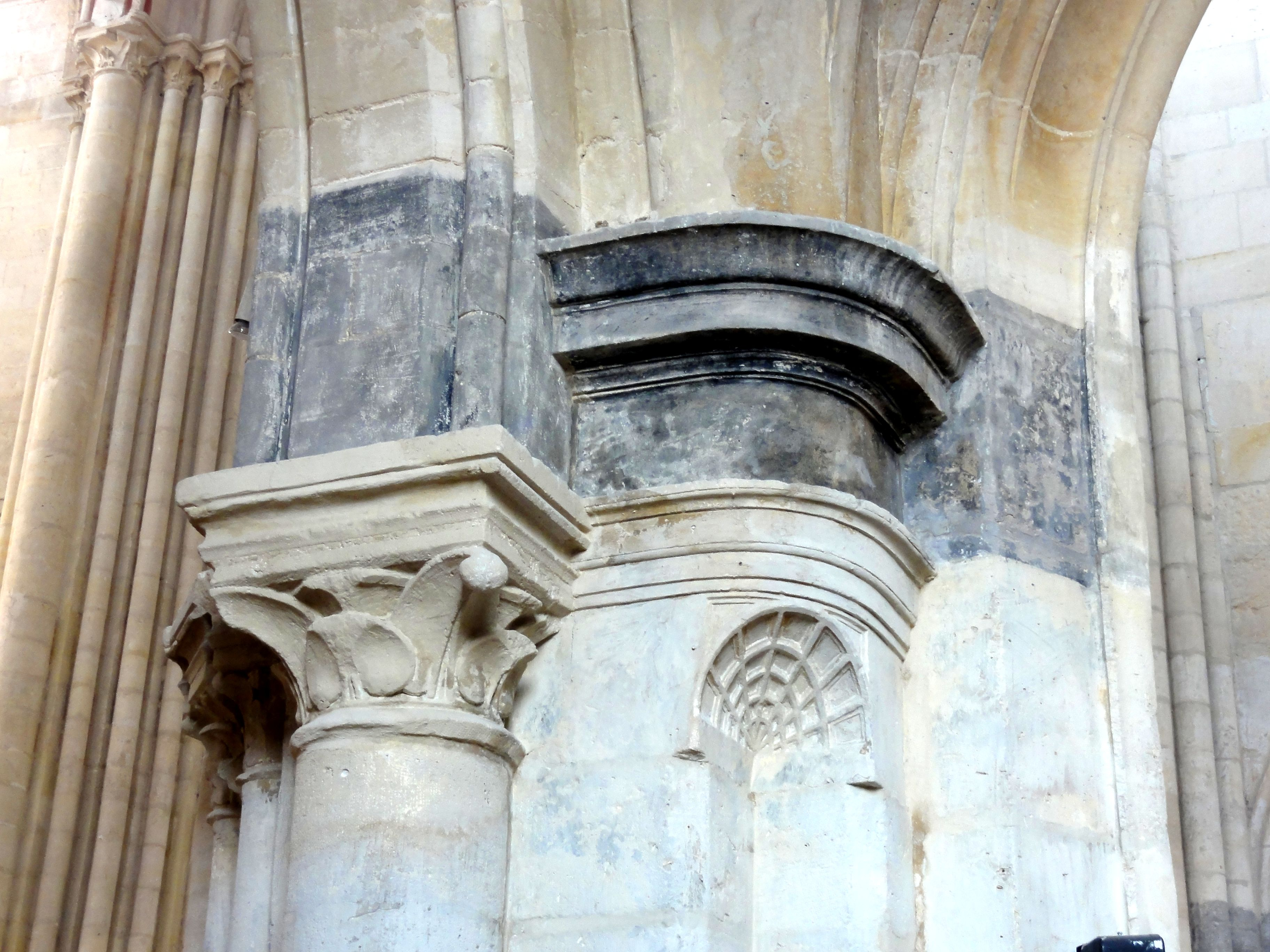
Trompe sur le pilier du clocher.

#### Croisée du transept
La croisée du transept est la travée la plus élevée de l'église, ce qui est imputable à la disparition de sa voûte, remplacée par un simple plafond en bois. L'espace du carré est délimité par quatre faisceaux de multiples colonnes et colonnettes aux angles, qui subsistent dans leur intégralité du XIIIe siècle, même vers le chœur rebâti au XVe siècle et la nef rebâtie au XVIe siècle dans des styles différents. Engagées dans les piles du clocher, toutes ces colonnes et colonnettes montent sans interruption jusqu'aux chapiteaux du second ordre, situés un peu en dessous de la naissance des voûtes, au niveau de la corniche qui, dans la nef, sépare la partie moyenne des murs hauts des fenêtres hautes. Les chapiteaux à l'angle nord-est de la pile nord-ouest du clocher ont toutefois été ramenés au niveau des chapiteaux du premier ordre, et les colonnettes remplacées au-delà par des moulures. — Le principe de l'équivalence entre le nombre de nervures et le nombre de supports a été retenu, puisque des formerets ont jadis existé, l'on obtient ainsi deux colonnes correspondant aux grandes arcades, trois colonnettes correspondant aux ogives, et six colonnettes correspondant aux formerets ou aux doubleaux secondant les arcades, soit onze fûts montant jusqu'en hauteur, sans compter les supports correspondant aux bas-côtés et collatéraux. Seules les colonnes supportant les quatre hautes arcades de la croisée remplissent encore leur mission initiale, ainsi que les colonnettes correspondant aux ogives du chœur. Du côté des croisillons et de la nef, les nervures des voûtes flamboyantes s'interpénètrent et se fondent avant de retomber sur les groupes de trois chapiteaux libres, comme s'il s'agissait de piliers ondulés sans chapiteaux, c'est-à-dire sans tenir compte de la disposition des chapiteaux. À l'intérieur de la croisée, en l'absence de voûte, tous les chapiteaux restent bien entendu sans emploi.

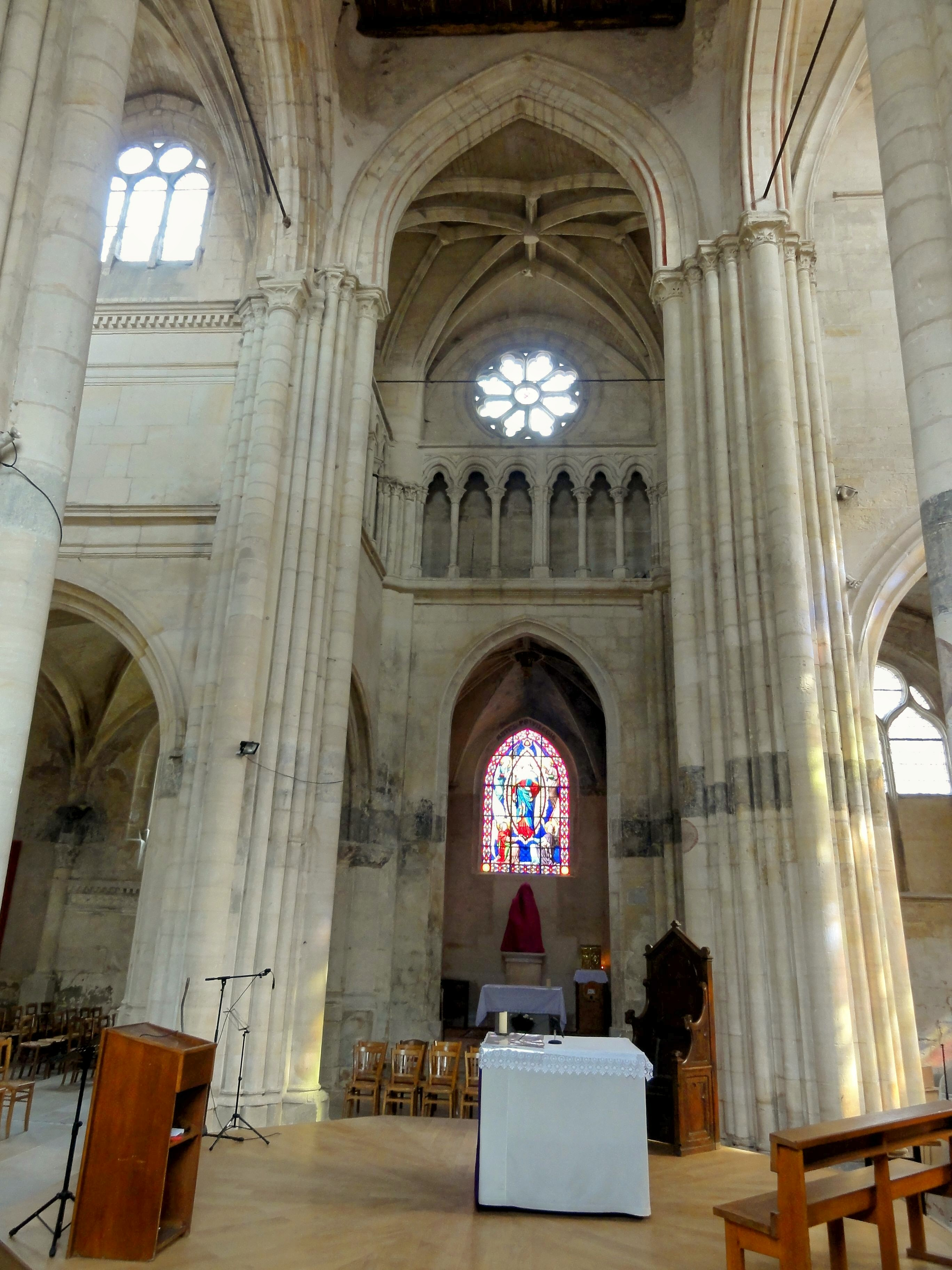
Transept, vue sud-nord.
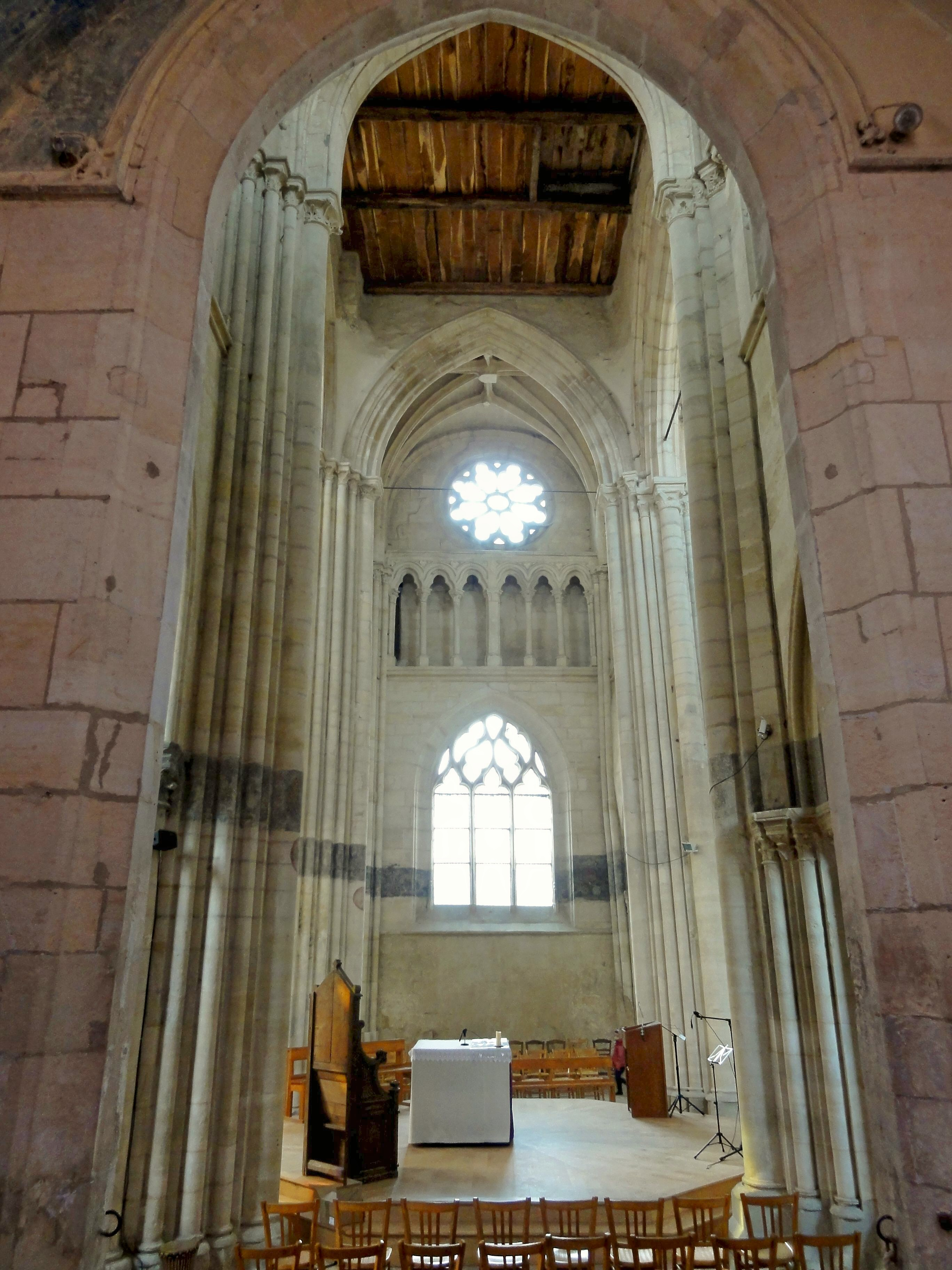
Transept, vue nord-sud.
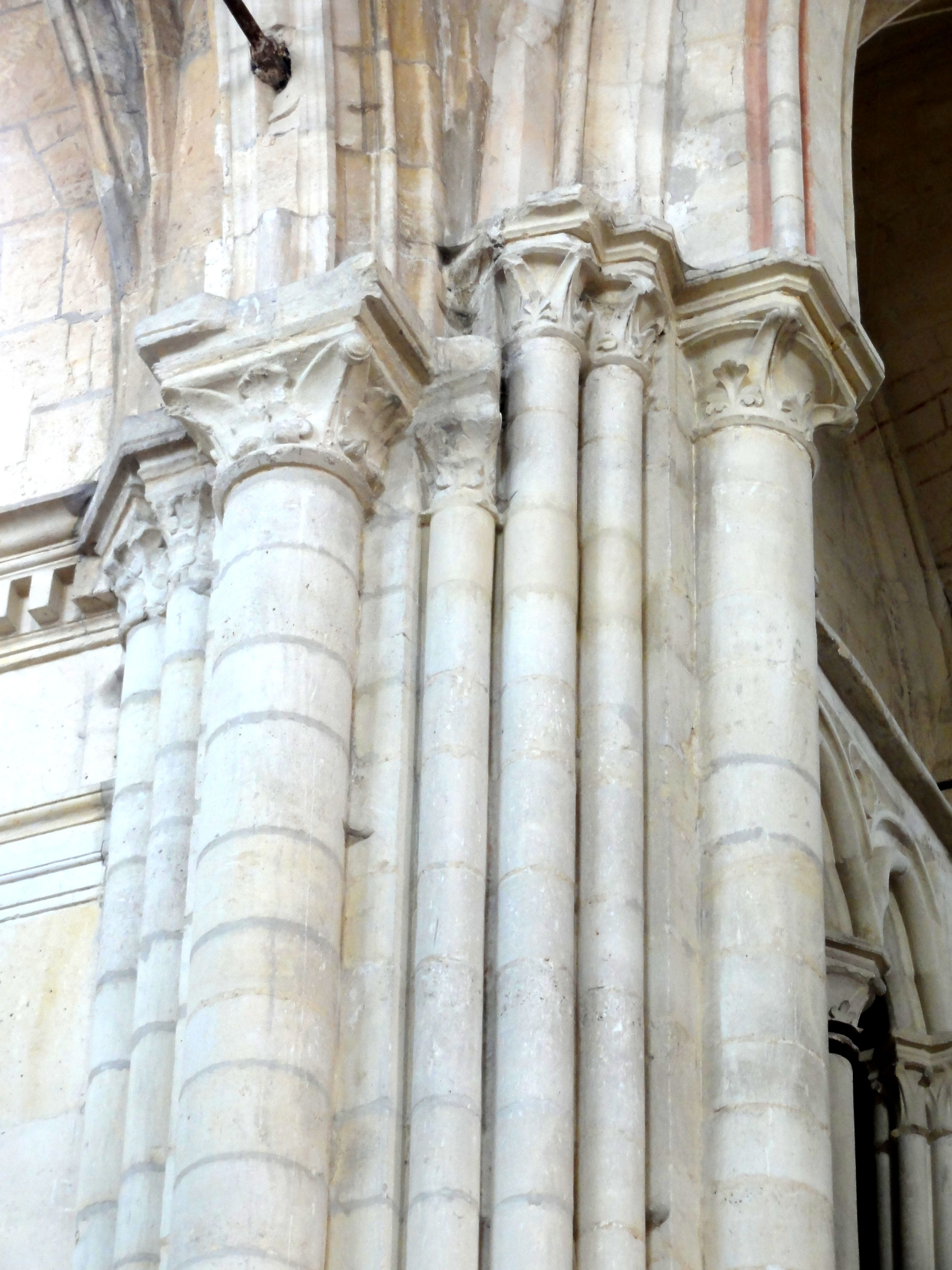
Pilier nord-ouest, côté sud.
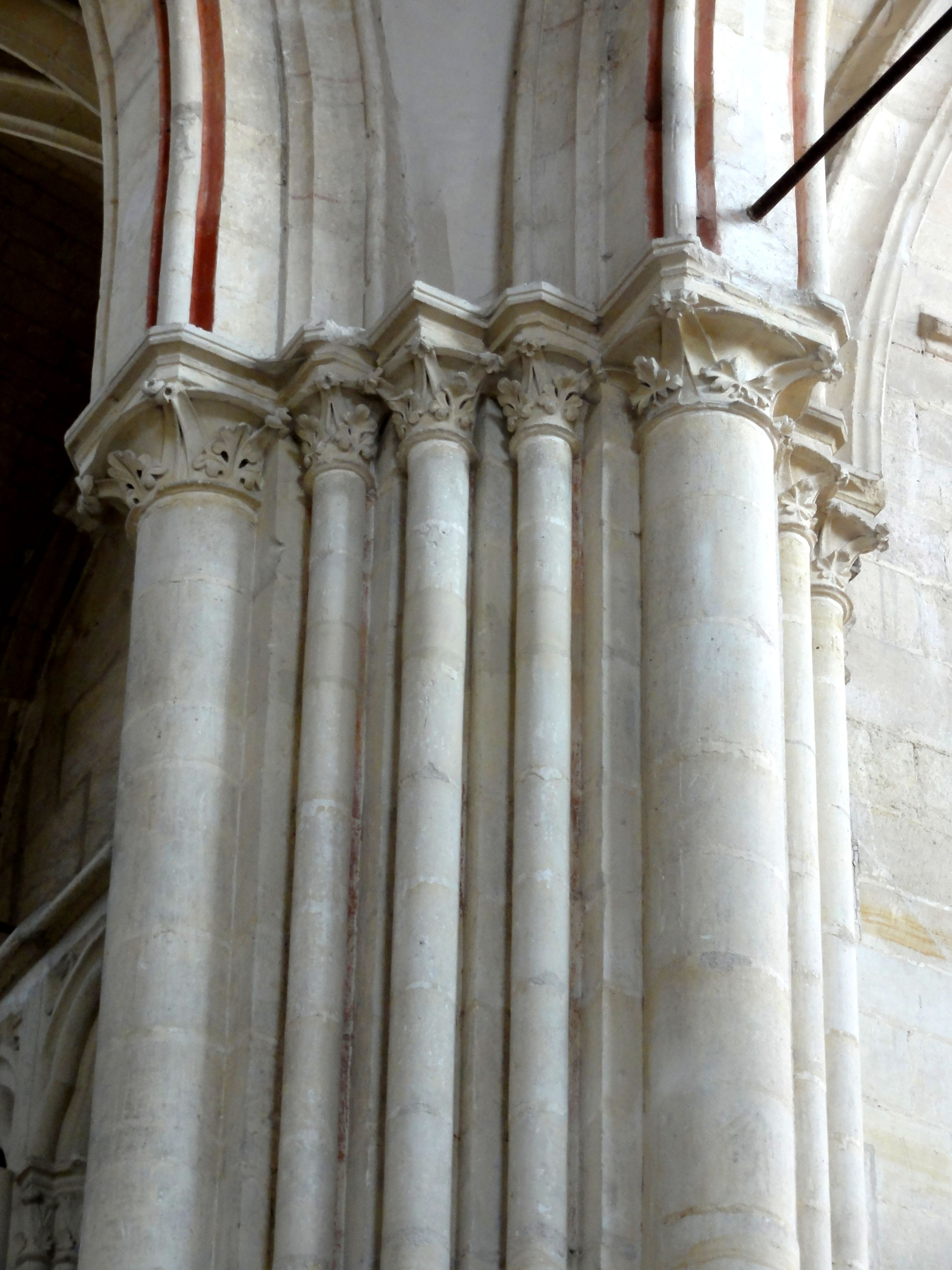
Pilier nord-est, côté sud.
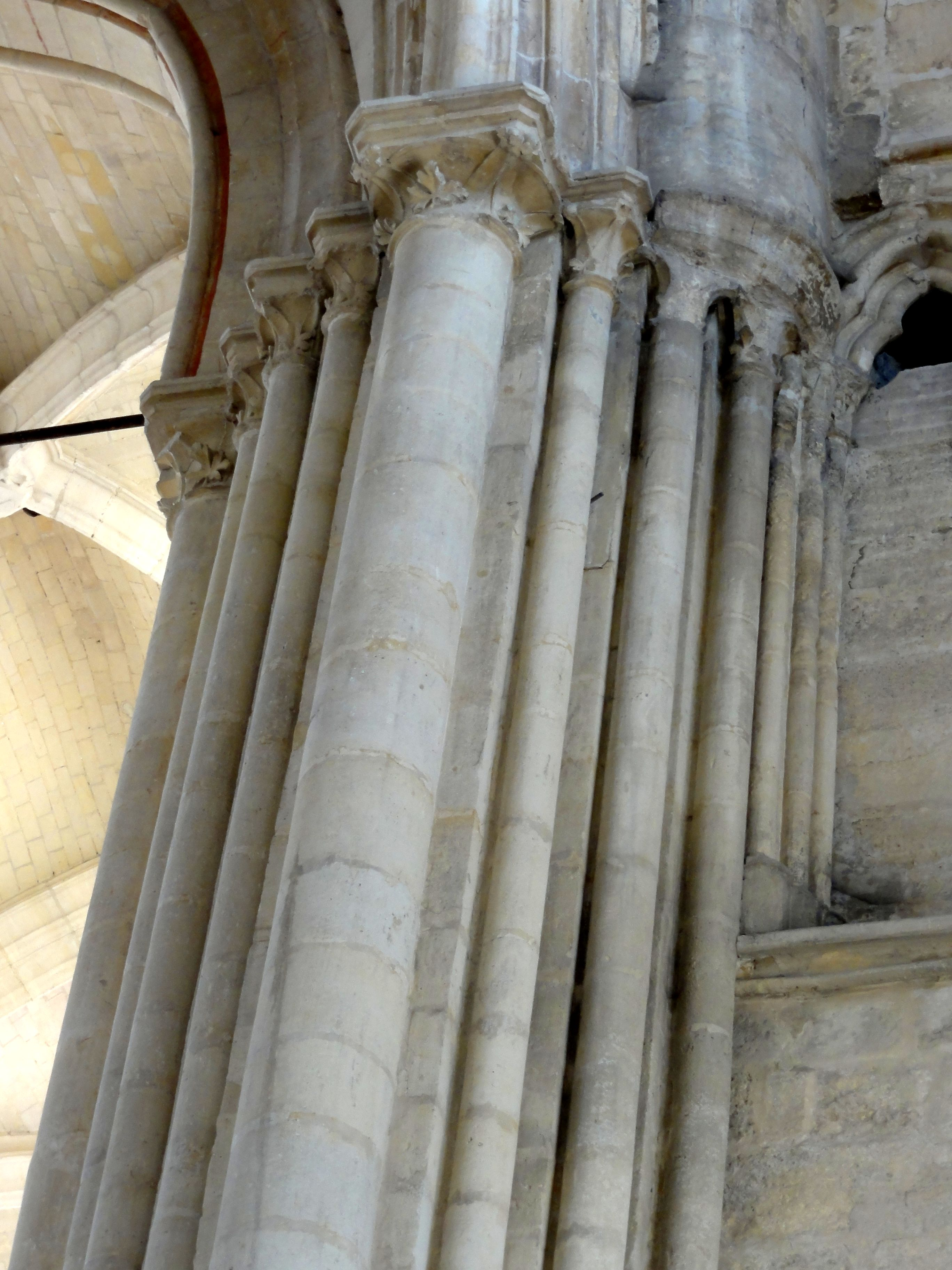
Pilier sud-est, côté ouest.
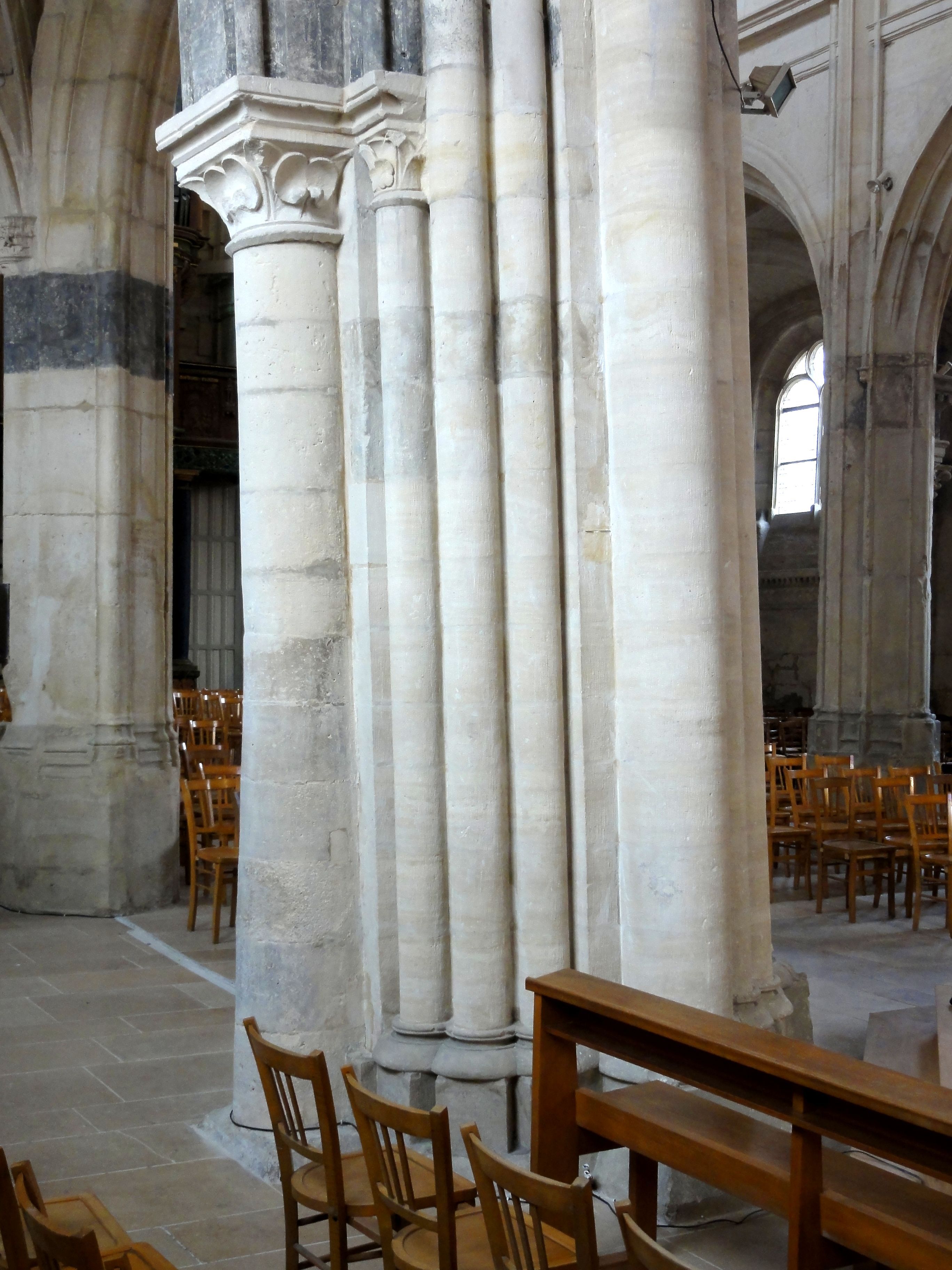
Pilier sud-ouest, côté est.

#### Arcades du transept
Les deux croisillons sont les dernières parties à conserver encore largement leur apparence du XIIIe siècle, et peuvent être considérés comme les éléments les plus élégants de l'édifice, d'après Dominique Foussard. Les arcades vers les collatéraux du chœur ont été très largement surélevées par rapport au niveau de leurs chapiteaux d'origine, qui restent en place, à l'exception de ceux destinés aux ogives au revers des piles du clocher, et de ceux correspondant aux grandes arcades des collatéraux. La suppression de ces derniers a permis un raccordement presque parfait entre les arcades ondulées des collatéraux, de style flamboyant, et les supports de style rayonnant. Seuls restent sans fonction réelle, les chapiteaux correspondant aux formerets le long des murs extérieurs. Ils portent des colonnettes montant tout droit au plafond, disposition ne pouvant s'expliquer que par le souci d'éviter des chapiteaux sans emploi à hauteur de vue des paroissiens. Quant aux arcasses ouvrant dans les bas-côtés, ils conservent également leurs chapiteaux d'origine, sauf du côté du mur du bas-côté nord, plus large que son homologue au sud : si le bas-côté nord a été élargi par rapport à son prédécesseur, le profil des quatre arcades reliant les croisillons aux collatéraux et bas-côtés est toutefois le même partout. Concernant les grandes arcades de la nef, elles n'ont pas été raccordée aux supports du XIIIIe siècle d'une manière aussi heureuse que dans le chœur, mais la solution a été la même qu'en hauteur des hautes arcades de la croisée du transept. En plus, les chapiteaux anciens ont été sacrifiés, ce qui n'est le cas nulle part ailleurs dans le transept et ses arcades attenantes.

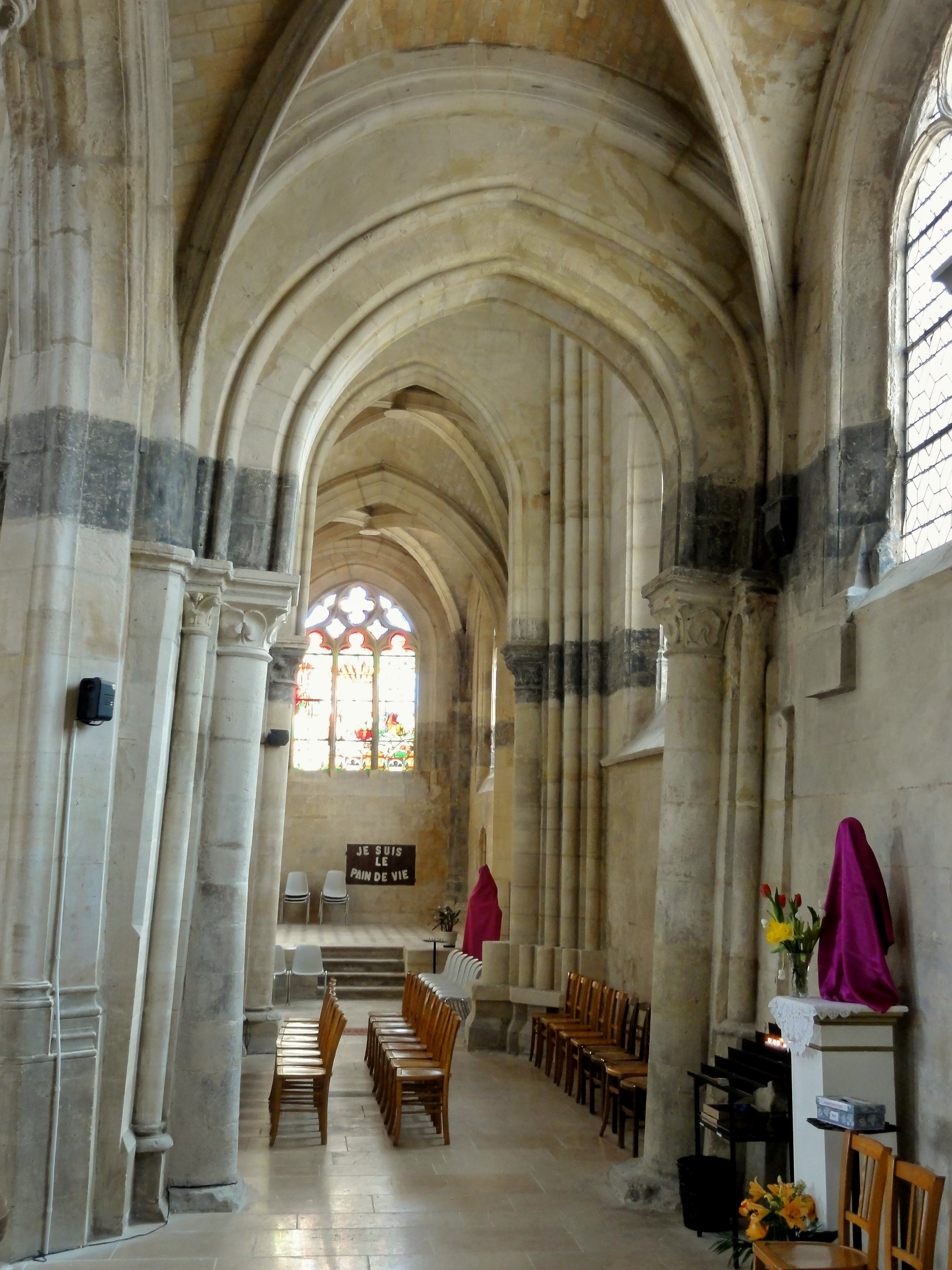
Arcade du bas-côté sud ; vue depuis ce dernier dans le croisillon sud. La poussée du clocher a déformé l'arcade.
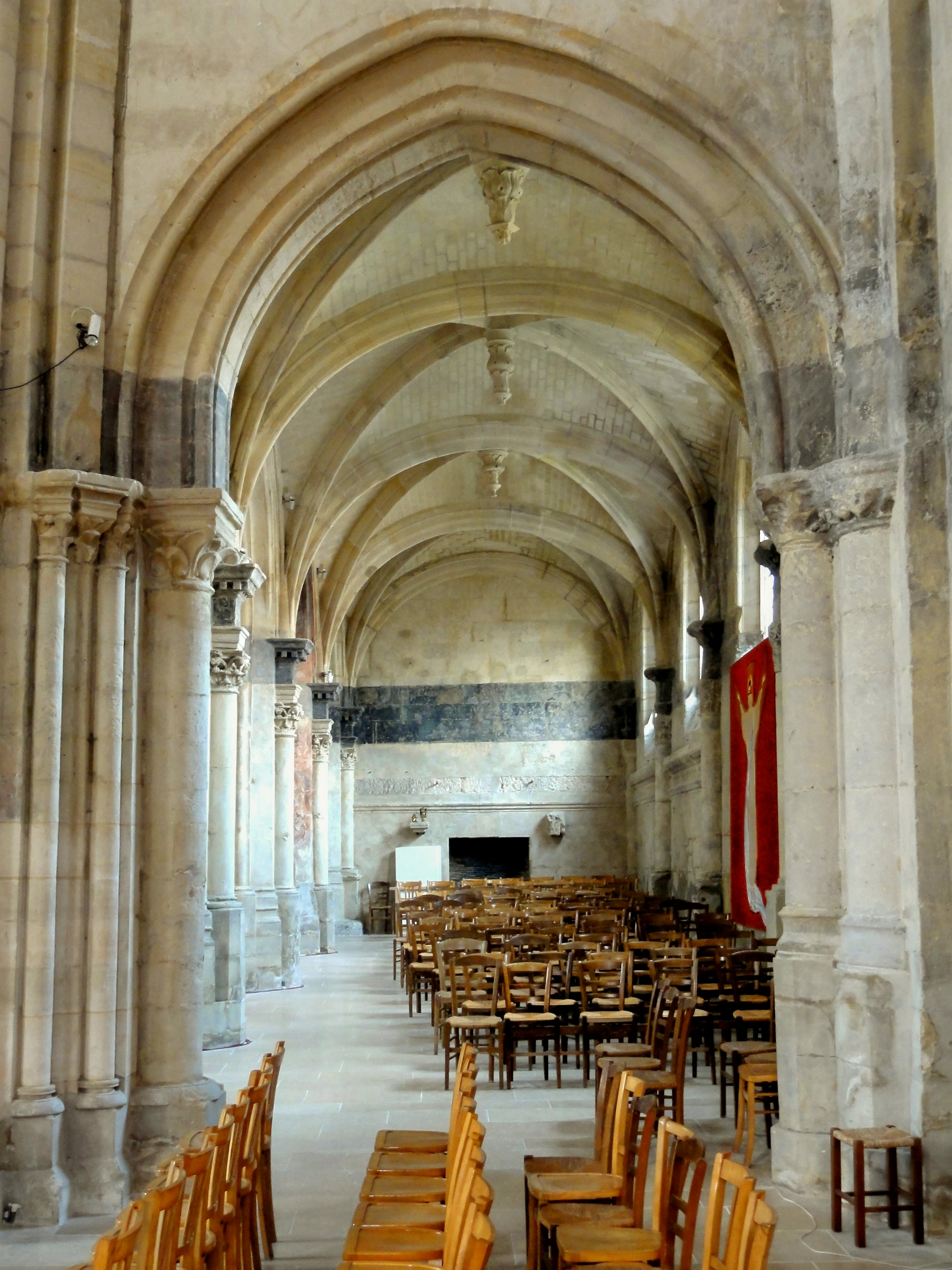
Arcade du bas-côté nord ; à g., anciens chapiteaux du second ordre sans emploi, à dr., supports refaits.
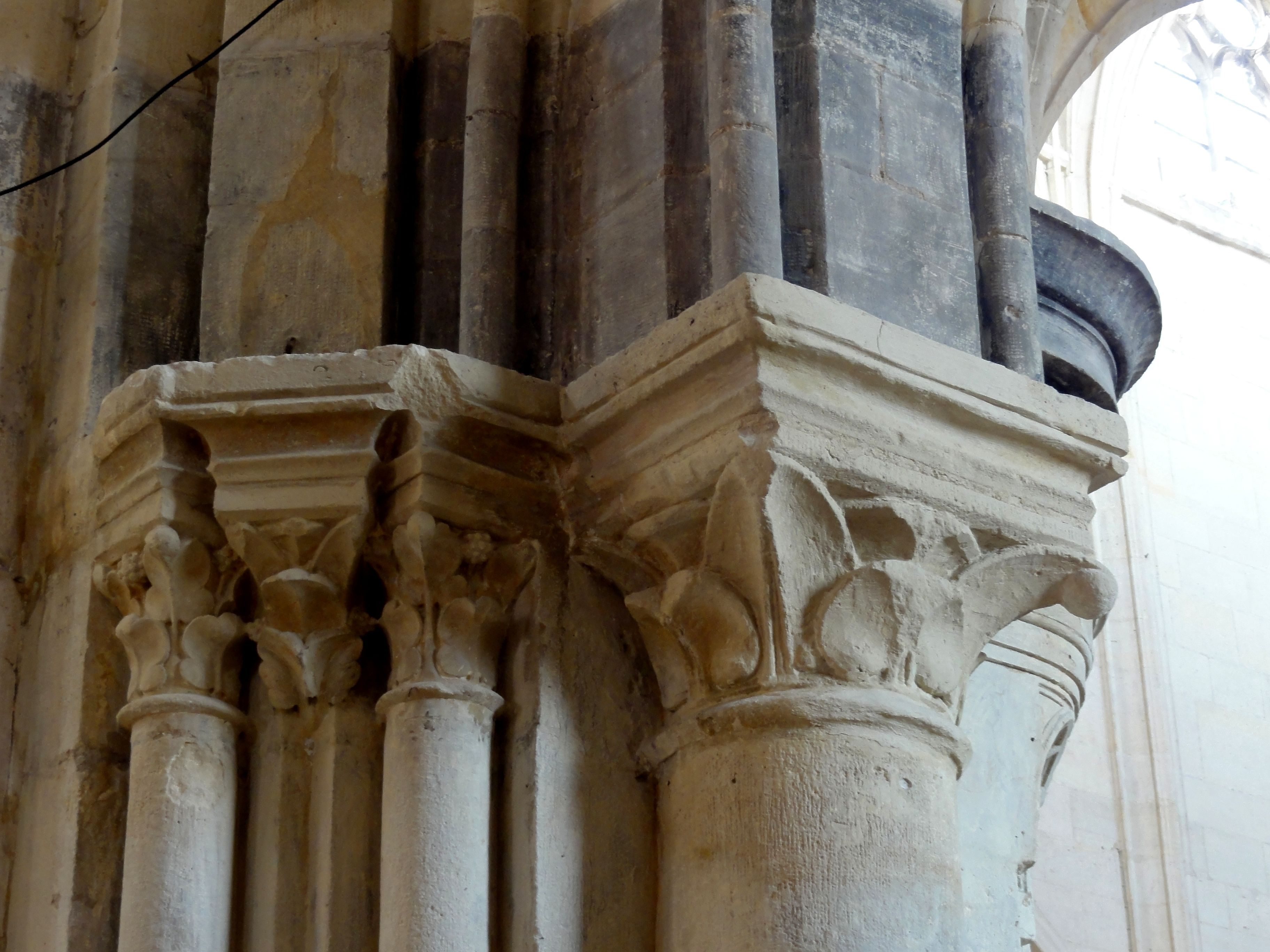
Vue rapprochée des chapiteaux à g. de la vue précédente, déplacés vers ici après la réfection de la voûte.
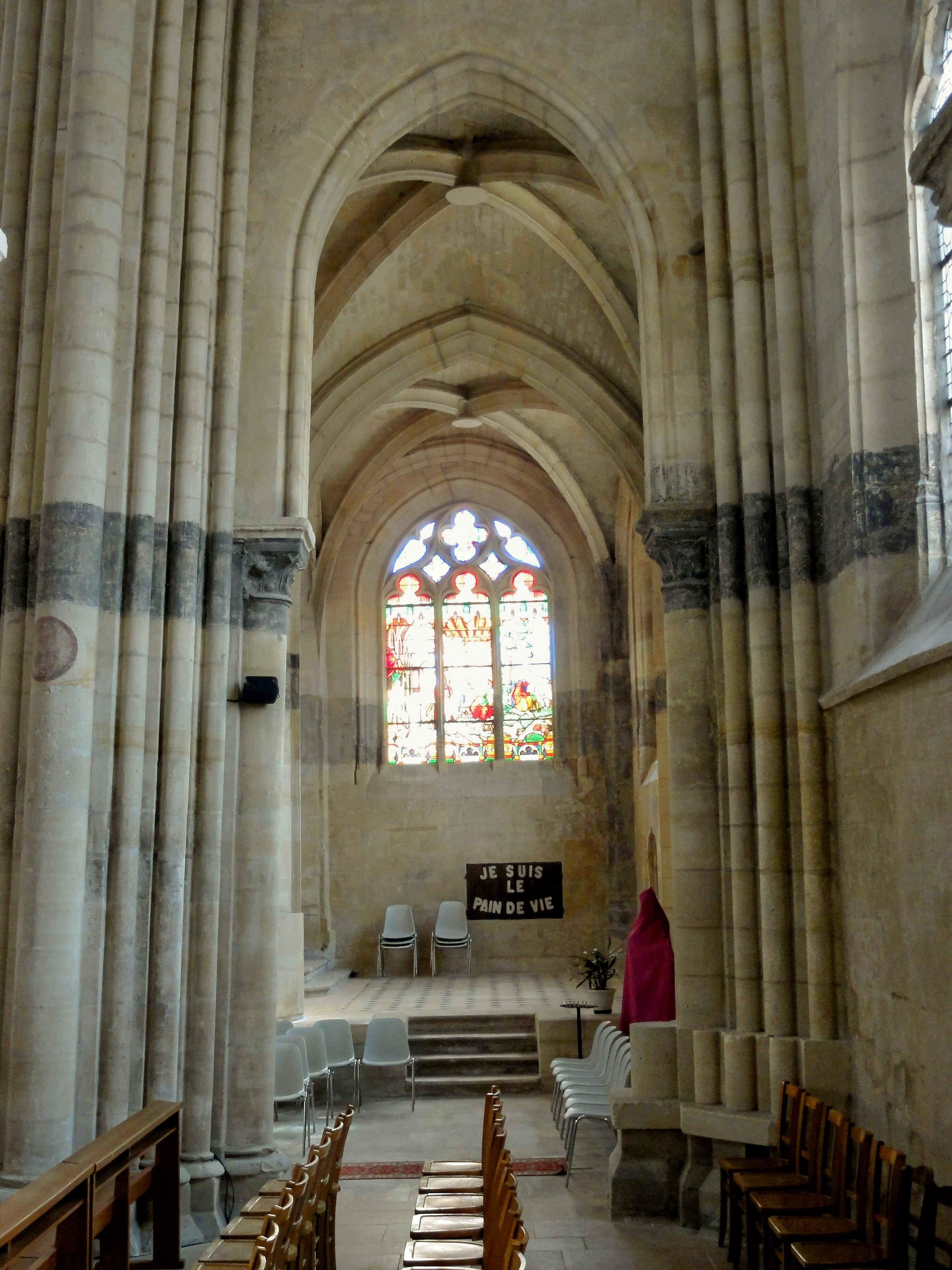
Arcade surhaussée du collatéral sud du chœur ; vue depuis le croisillon sud vers le chevet.
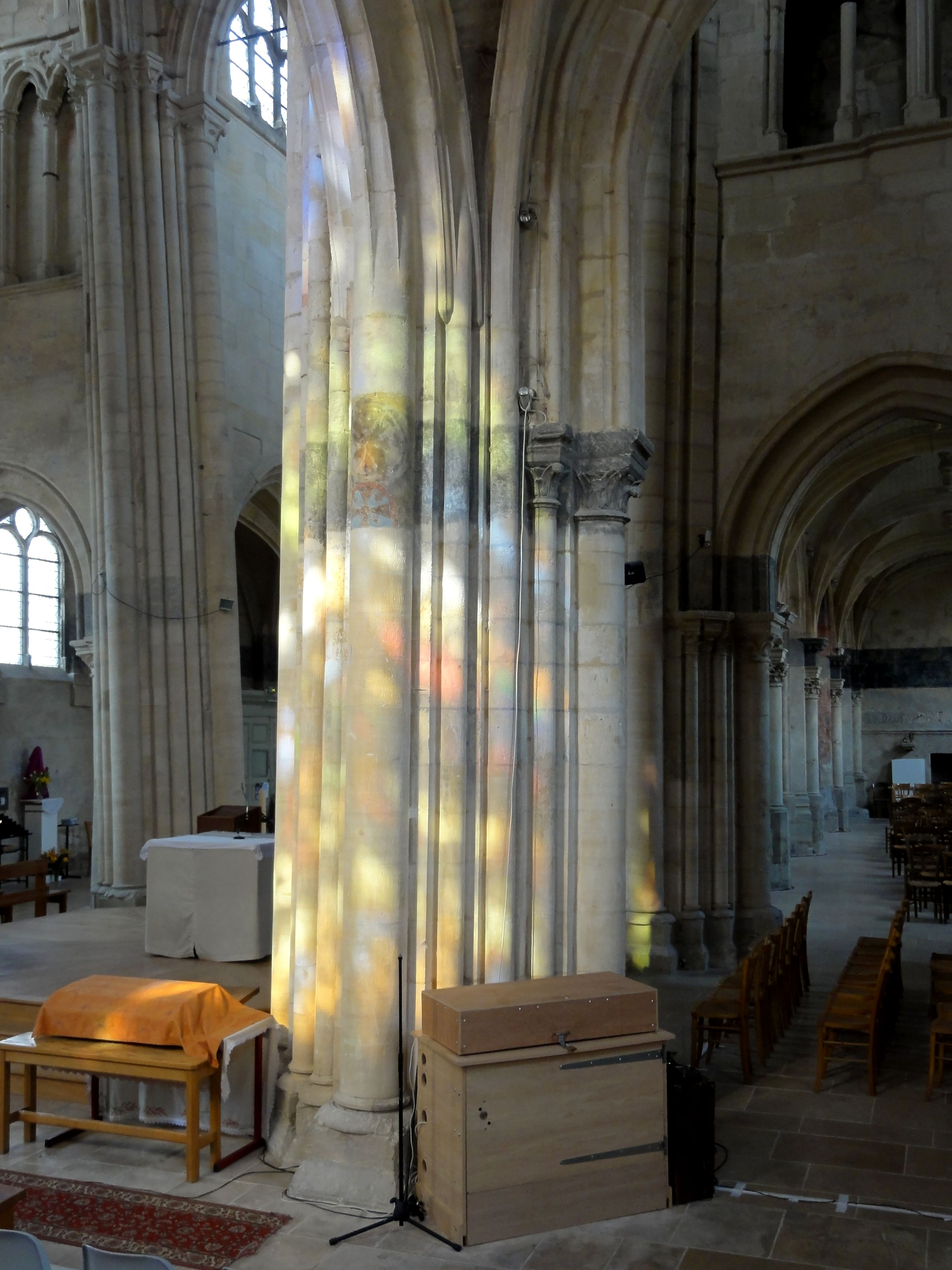
Pile nord-est du clocher, côté collatéral nord du chœur : à gauche, raccordement avec la nouvelle arcade.
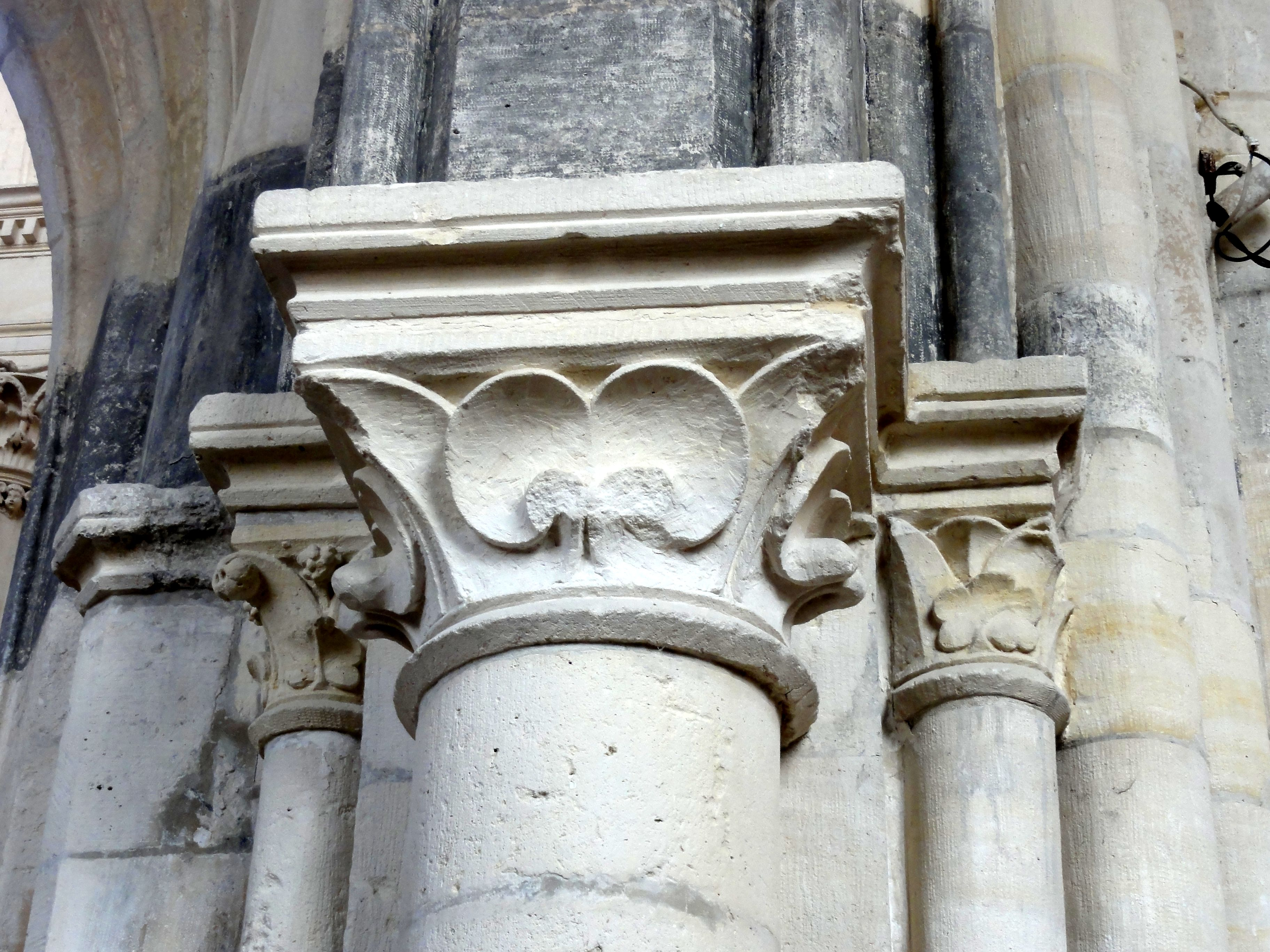
Chapiteaux au sud de la pile sud-ouest du clocher, côté sud (arcade entre bas-côté sud et croisillon sud).

#### Croisillons et chapelle nord

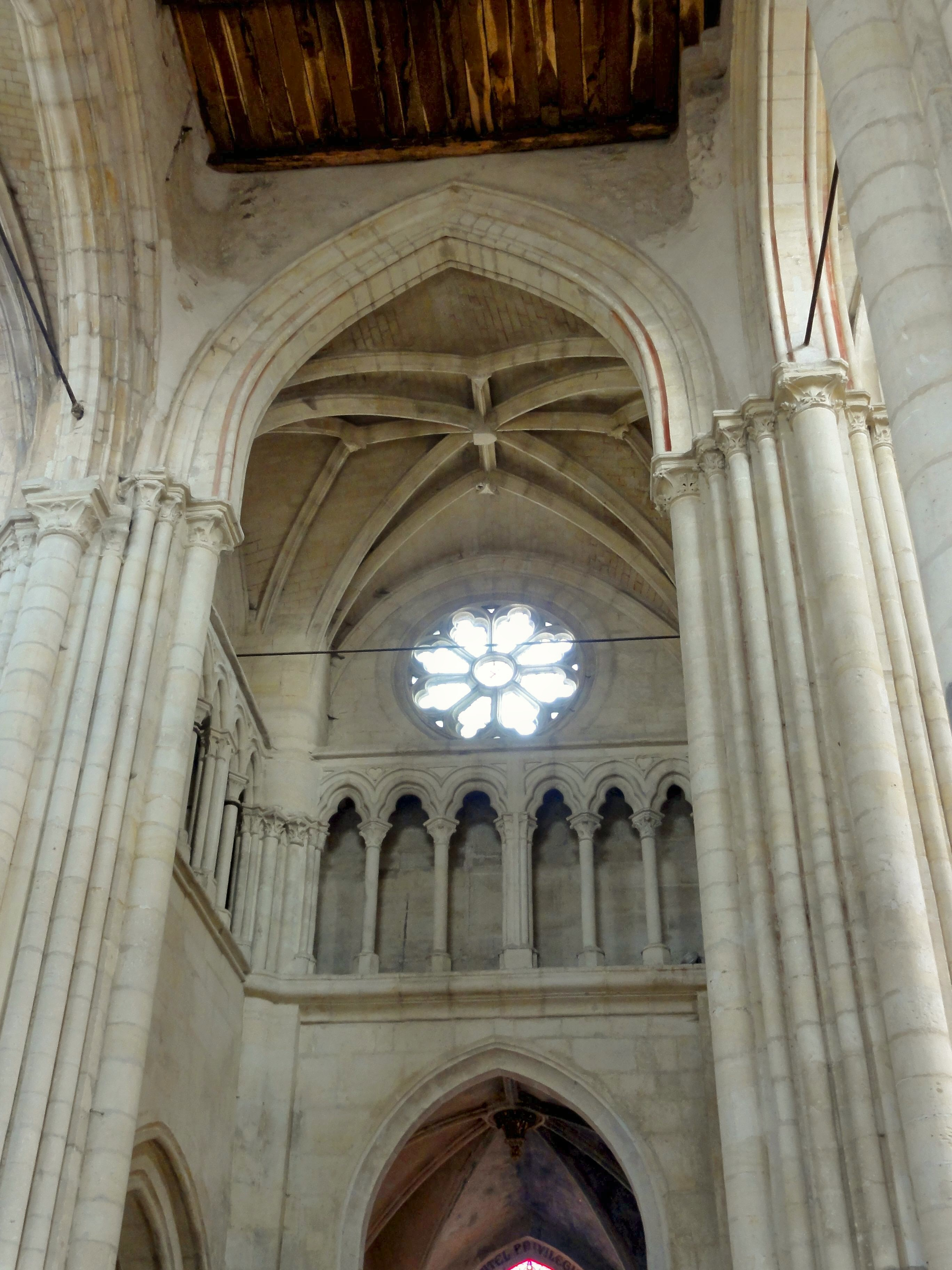
Croisillon nord, parties hautes.

L'élévation des croisillons porte sur trois niveaux et comporte à l'étage un triforium dont les petites arcades sont à têtes tréflées. Comme particularité, le triforium n'est pas ménagé dans l'épaisseur des murs, mais fait saillie devant les murs hauts sous les lunettes des voûtes au-dessus. Les murs gouttereaux des croisillons comportent deux paires d'arcades ; les murs d'extrémité comportent deux groupes de trois arcades. Au début et à la fin de chaque paire ou groupe d'arcades, ces dernières reposent sur des faisceaux de trois demi-colonnettes en délit, ce qui donne deux faisceaux se faisant face à l'intersection entre deux groupes : curieusement, l'architecte n'a pas remplacé les deux demi-colonnettes regardant à l'intérieur du croisillon par une colonnette unique et entière. Au sein des groupes d'arcades, ces dernières retombent sur des colonnettes isolés dont les chapiteaux de crochets sont placés en éperon, et qui présentent des bases polygonales. Les arcades proprement dites sont très fines et délicates, et sont surmontées par une archivolte formée par un tore et un tore en négatif. Les petits écoinçons sont remplis par des trèfles. Près de la nef, les arcades des murs occidentaux des croisillons ont été en partie écrasées par la poussée du clocher, et le mur de refend s'est rapproché d'une telle façon des arcades qu'un passage ne serait plus possible.
Les murs-pignon des croisillons sont ajourés par des rosaces sous la lunette des voûtes, alors que les murs gouttereaux sont dépourvues de fenêtres hautes. Les deux rosaces restent identiques, se composent de huit festons aux têtes tréflées, et ont les écoinçons ajourés. Les angles à l'extrémité sud du croisillon sud sont occupés par des groupes de trois colonnettes très minces, qui ont leurs chapiteaux au niveau du sommet des arcades du triforium. Dans le croisillon nord, le bandeau à la base du triforium passes devant les colonnettes analogues qui ne sont plus que deux dans chaque angle, et dans l'angle nord-ouest, elles ont été habillées à la façon d'un pilier ondulé. Les chapiteaux se situent plus bas dans cet angle, au même niveau que ceux du triforium. Dans les quatre extrémités du triforium, de volumineux massifs de maçonnerie prennent le relais des colonnettes et montent jusqu'au plafond : ainsi, les nervures des voûtes à liernes et tiercerons n'atteignent plus toutes les angles. Il s'agit de voûtes à liernes et tiercerons d'un type courant, et aux clés à peine décorées. Restent à évoquer les parties basses des croisillons. Au sud, le mur est ajouré d'une grande baie flamboyante, dont le réseau se compose de trois formes surmontées par des soufflets et mouchettes. Au nord, la partie basse du mur septentrional a été abattu en 1672 afin de pourvoir ajouter une chapelle, opération apparemment très nuisible à la stabilité du clocher. Le seul élément remarquable de la chapelle est sa voûte, qui tient sa forme du plan de la chapelle aux pans coupés. La partie antérieure de la voûte correspond à une voûte d'ogives ordinaire, mais présente deux liernes à vocation décorative, alors que la partie postérieure comporte un voûtain assez large au-dessus de l'unique fenêtre au nord, et quatre voûtains étroits et très bombées à gauche et à droite de cette fenêtre. Les nervures sont très fines, et retombent sur des culs-de-lampe.

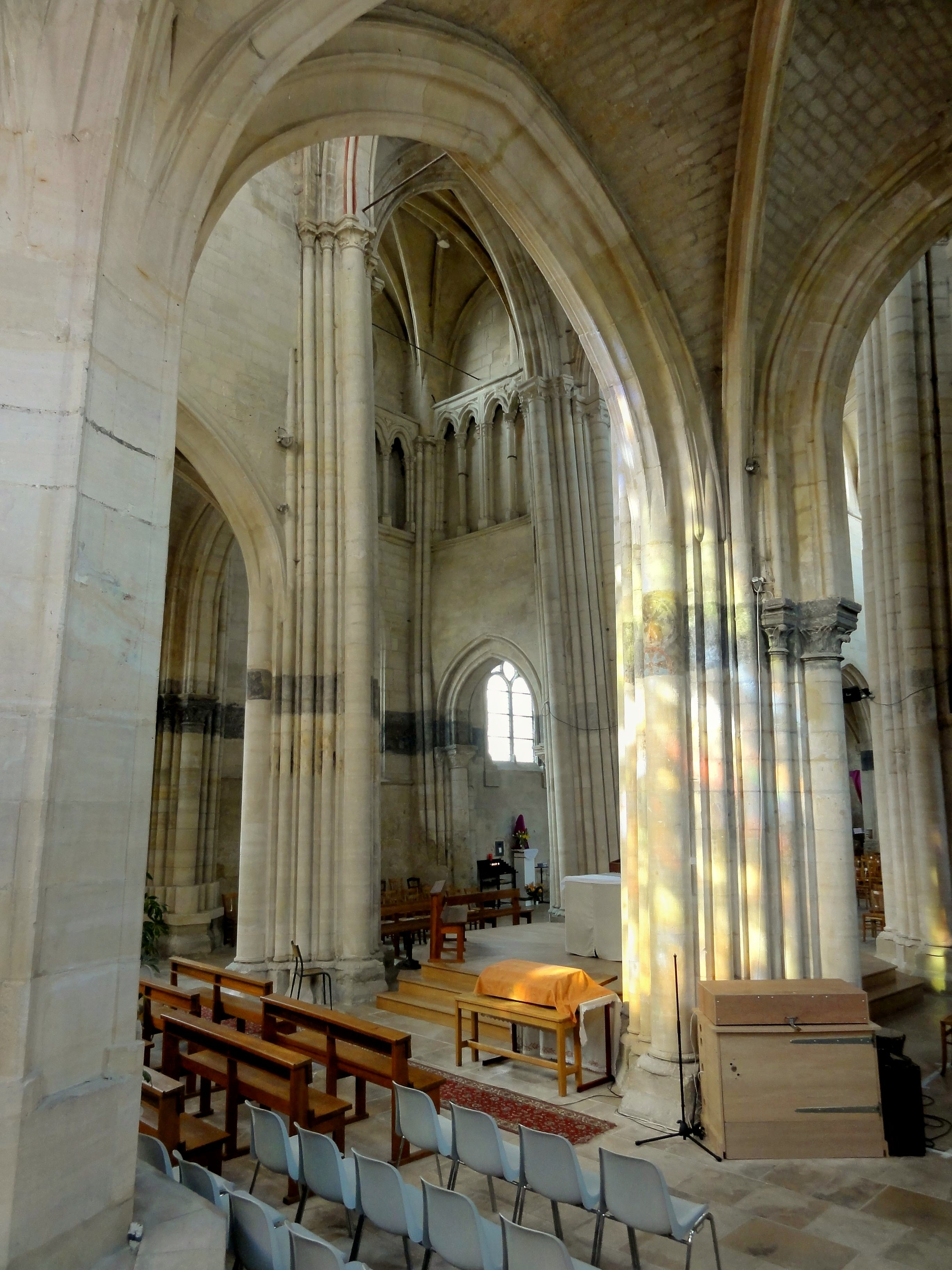
Vue vers le croisillon sud.
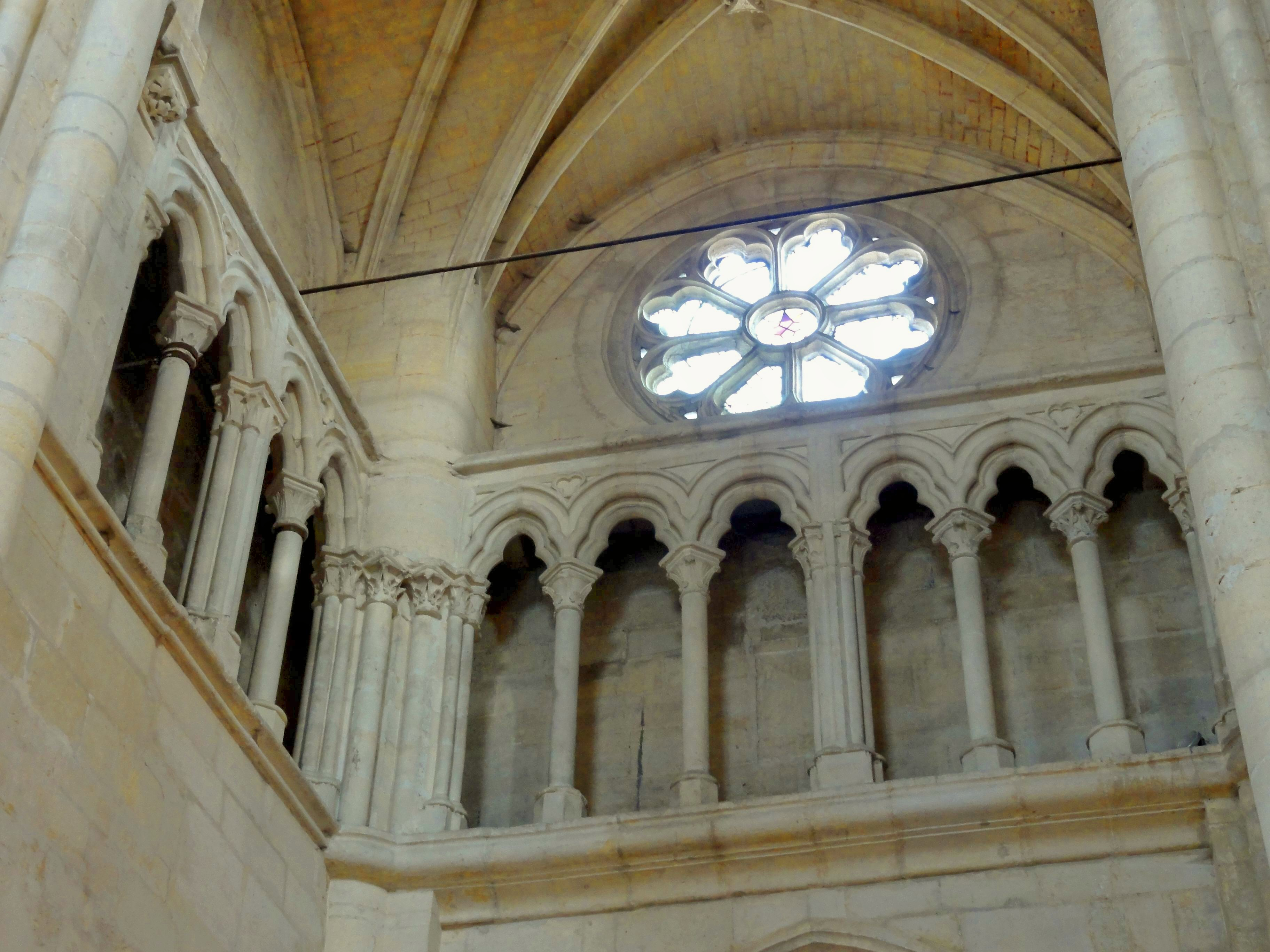
Triforium du croisillon sud.
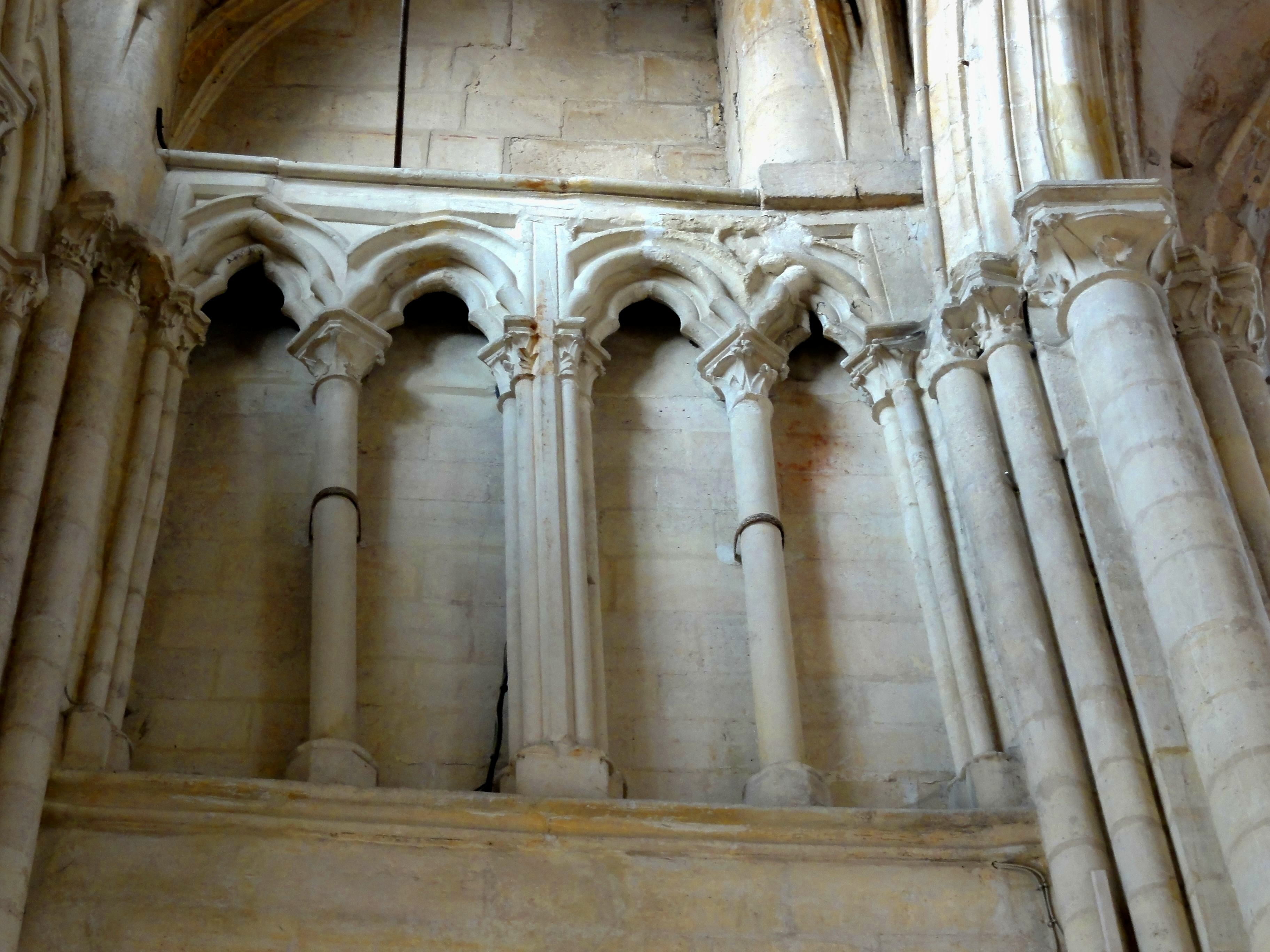
Triforium du croisillon sud.
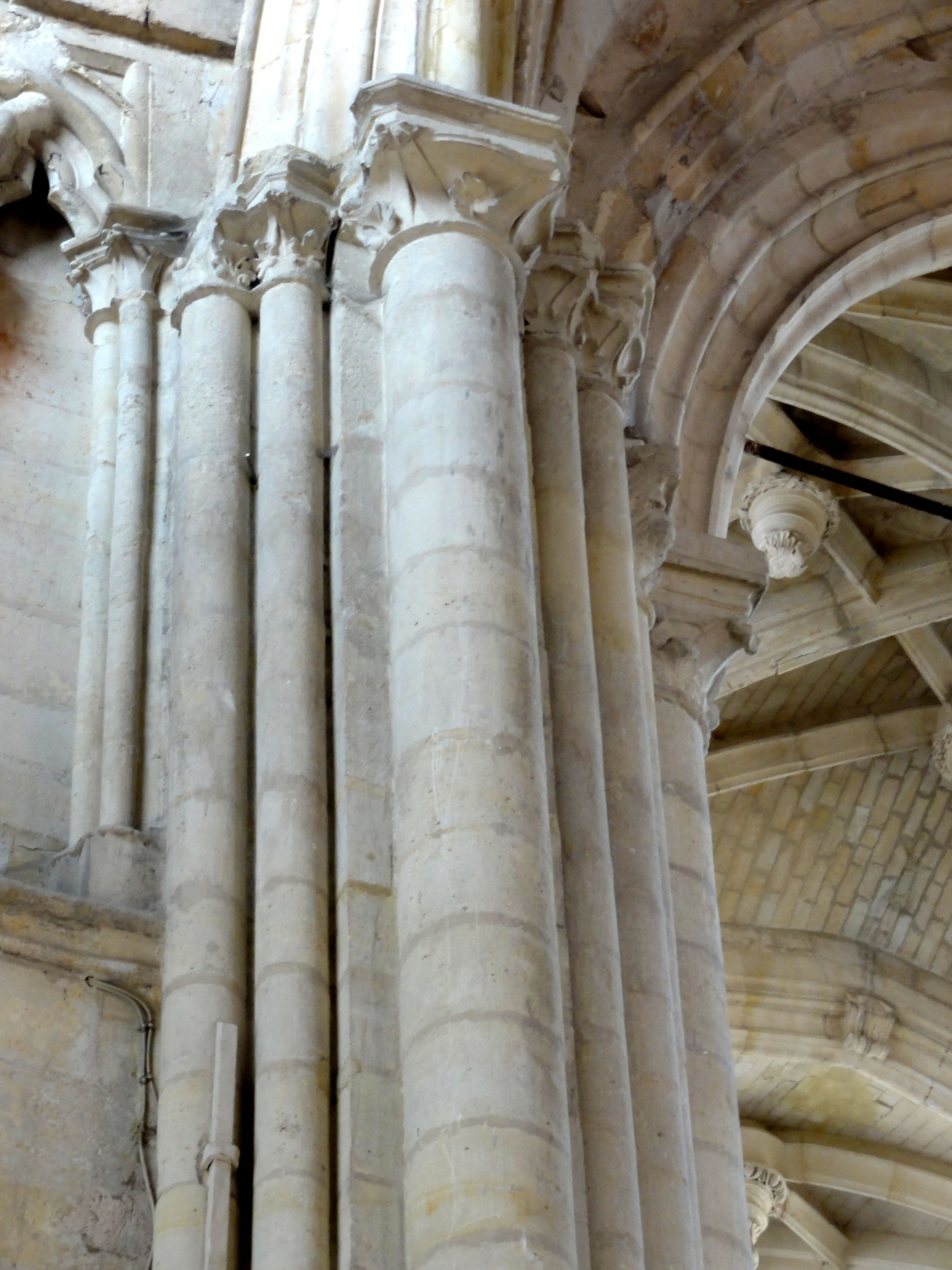
Détail de la vue précédente.
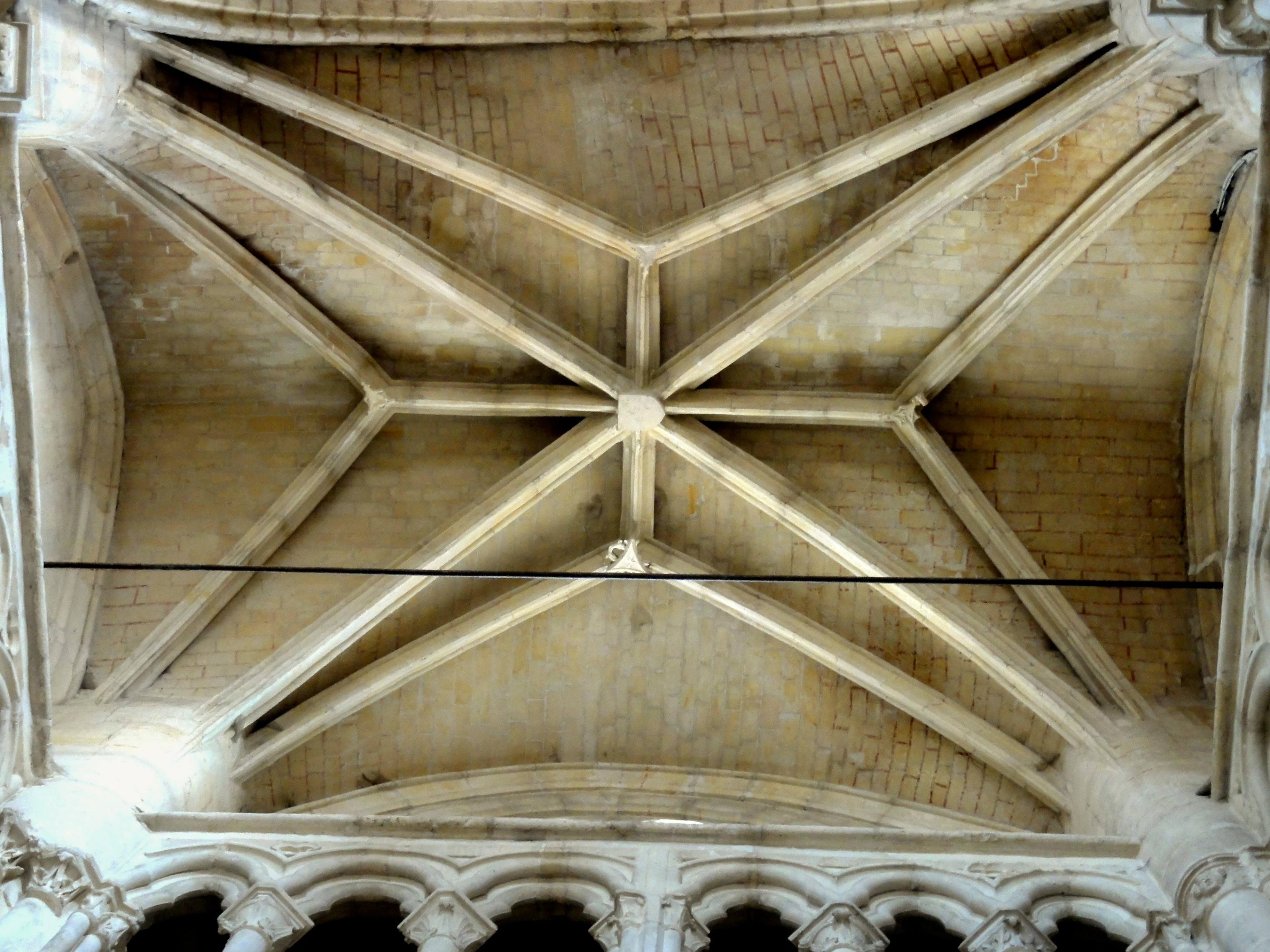
Voûte du croisillon nord.
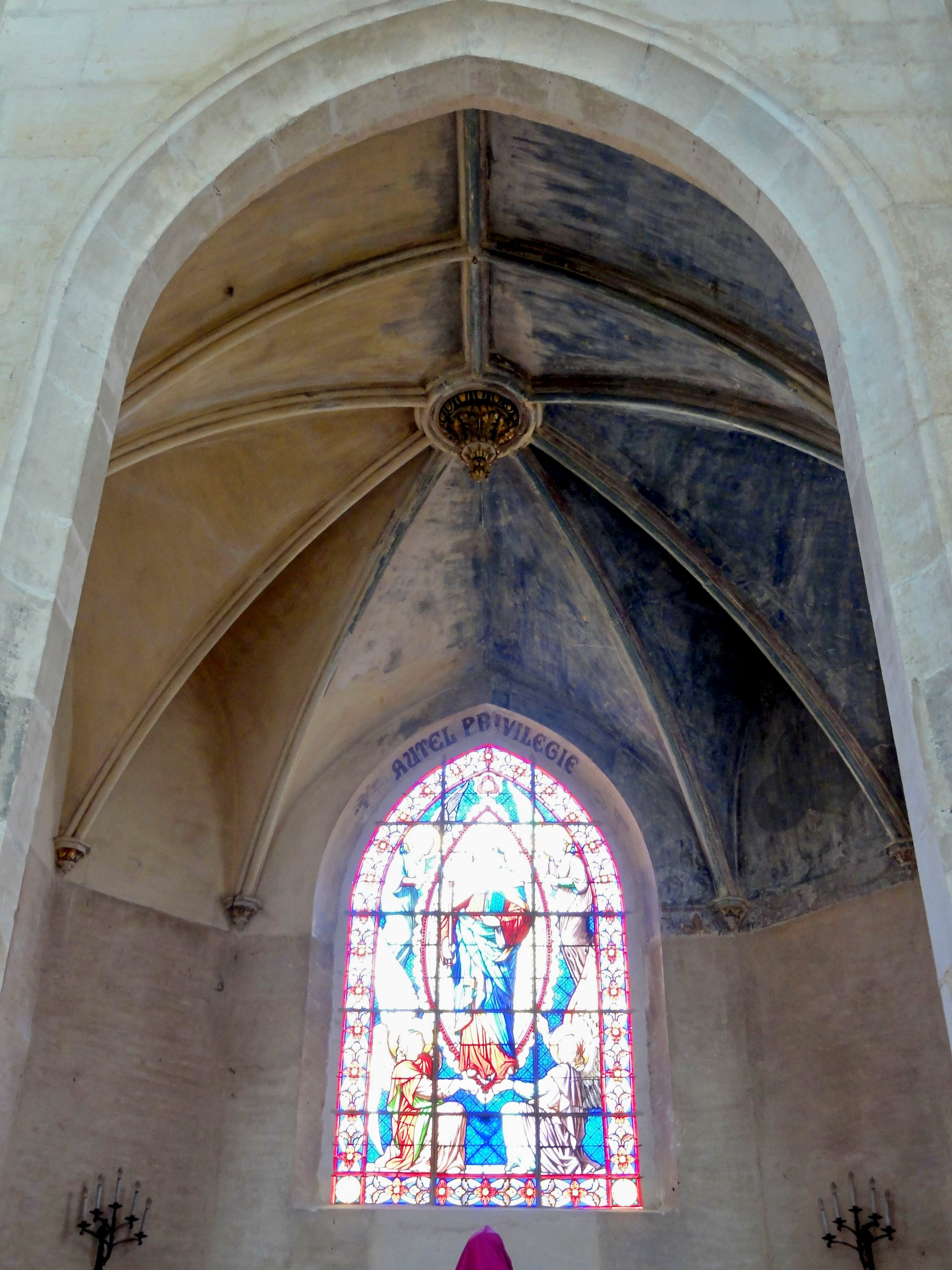
Chapelle au nord du transept.

#### Chœur et collatéraux

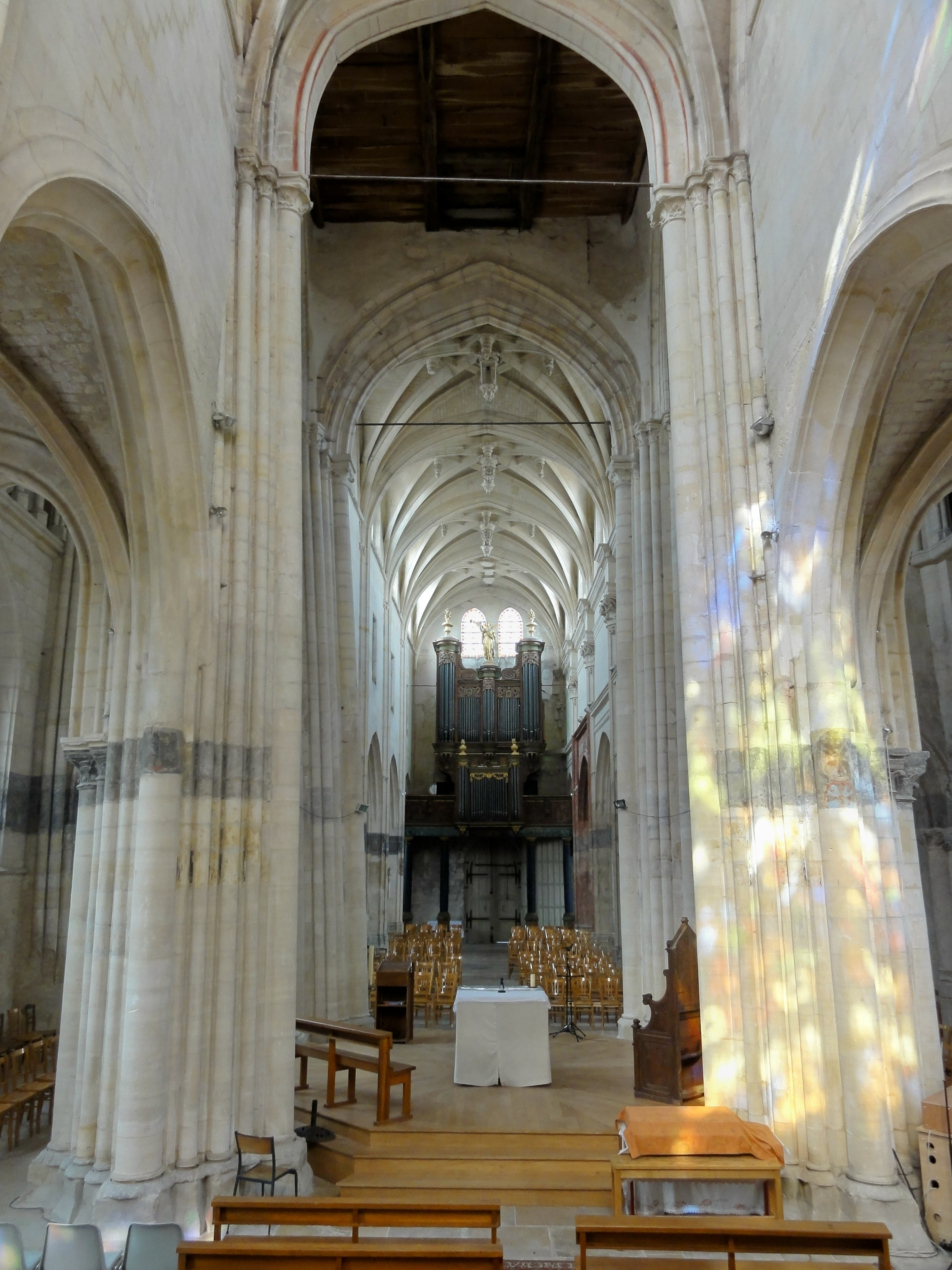
Vue intérieure depuis le chevet.

Bien qu'appartenant encore à la fin du XVe siècle quand l'architecture flamboyante est à son apogée, le chœur et ses collatéraux sont d'un style très épuré plus caractéristique du déclin de la période flamboyante, quand les formes s'assagissent et cèdent la place à la monotonie. En même temps, cette partie de l'église est très lumineuse, grâce à une énorme fenêtre qui occupe presque tout le mur du chevet du vaisseau central, et grâce aux six fenêtres des deux collatéraux, auxquelles s'ajoutent les quatre baies hautes. En même temps, le chœur et ses collatéraux sont forts d'une cohérence stylistique qui fait défaut dans la nef et ses bas-côtés, où la cohabitation des voûtes et supports gothiques flamboyants avec une ornementation plus ou moins superposé d'inspiration antique est sans doute originale, mais pas des plus heureuses. L'on rencontre, en effet, des piliers ondulés et des arcades prismatiques strictement identiques à celles de la nef et des bas-côtés, et c'est ici que ces éléments sont plus en accord avec la période de construction. De toute évidence, Guillaume Godart a trouvé sa source d'inspiration dans le chœur et ses collatéraux, ou plutôt, ce sont les paroissiens qui lui imposent une homogénéité de style et l'imitation du style flamboyant, alors que la Renaissance a déjà presque effacé ce dernier : En effet, les contrats qui le lient au conseil de fabrique stipulent qu'il doit « faire les enrichissements à la volonté des habitants ». Il n'y a aucune raison de supposer que cette clause soit restée lettre morte. Dans le chœur et ses collatéraux, aucun pilastre n'est adossé aux piliers ondulés, aucun chapiteau en contradiction avec le principe des nervures pénétrantes ne s'interpose, et aucune console ou fioriture n'interrompt les lignes claires du profil des arcades. Les voûtes sont toutes établies sur des croisées d'ogives simples, avec des clés discrètes, et entre les grandes arcades et les fenêtres hautes, les murs sont entièrement nus. Comme dans la nef, les fenêtres hautes doivent se contenter de l'espace circonscrit par la lunette des voûtes. Dans le mur du chevet, la baie déjà mentionnée établit un fort contraste, même si le retable d'autel obture sa partie inférieure. Elle possède un réseau flamboyant de quatre formes surmontées par de multiples soufflets et mouchettes,.

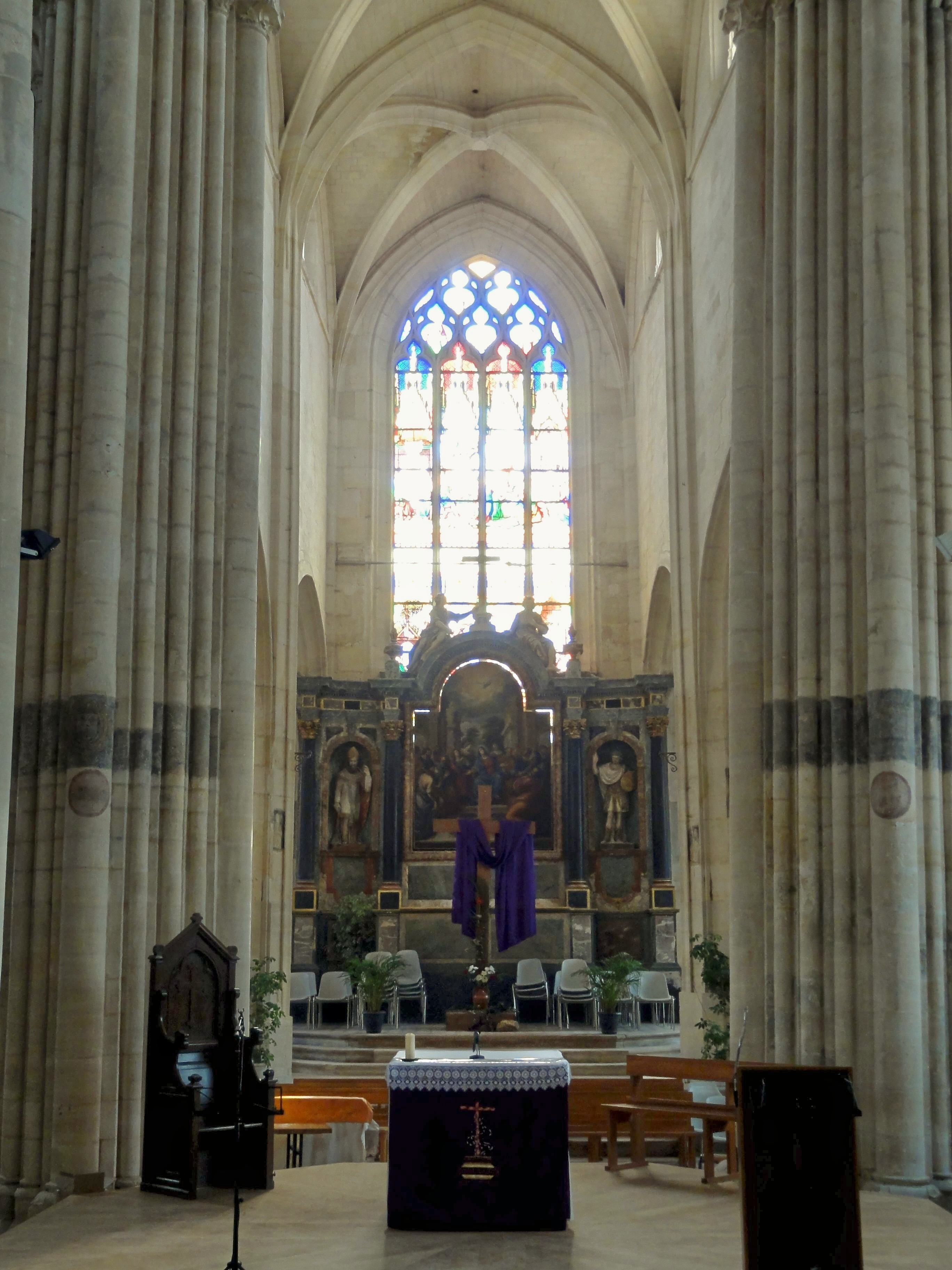
Chœur, vue depuis la croisée.
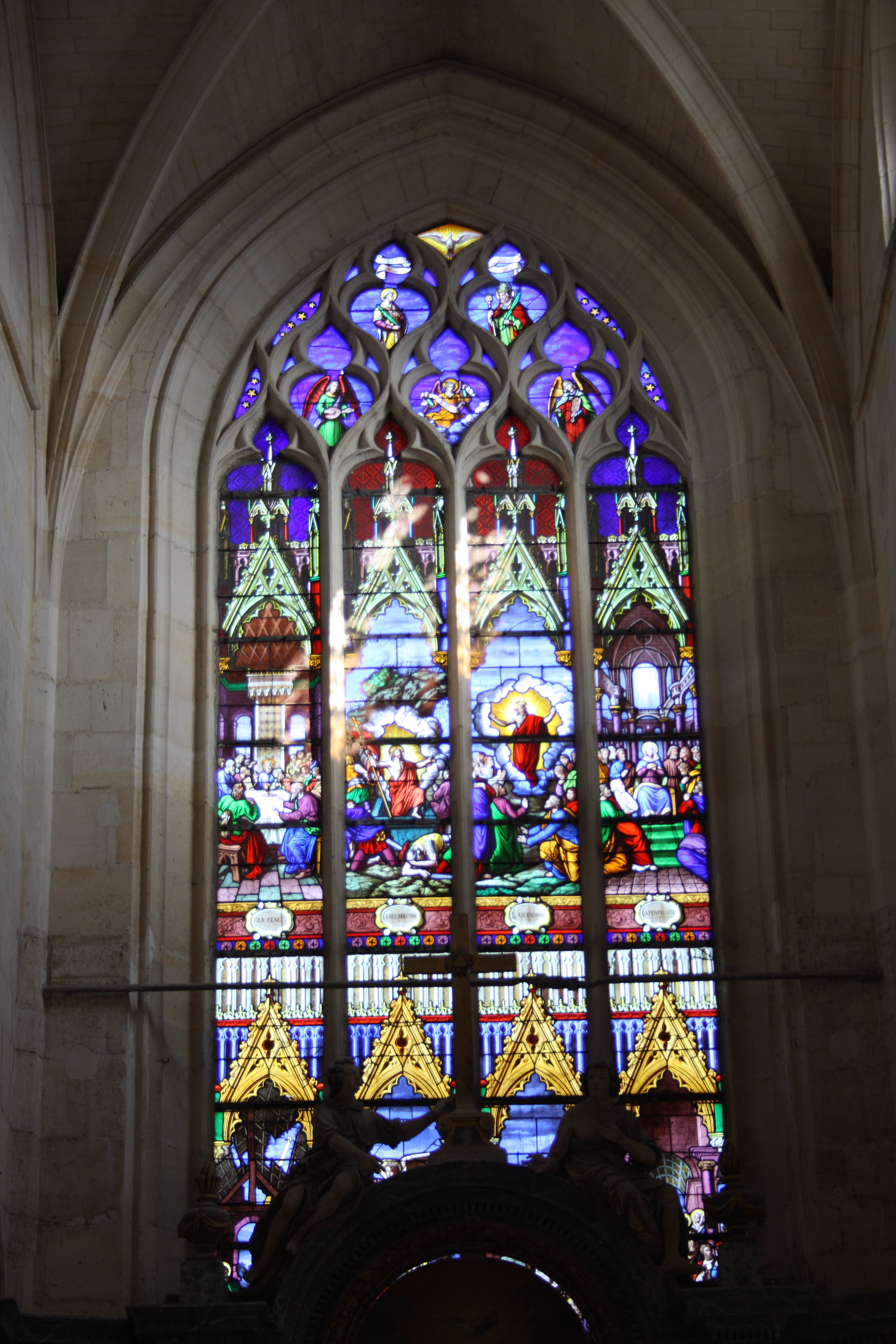
Grande fenêtre du chevet.
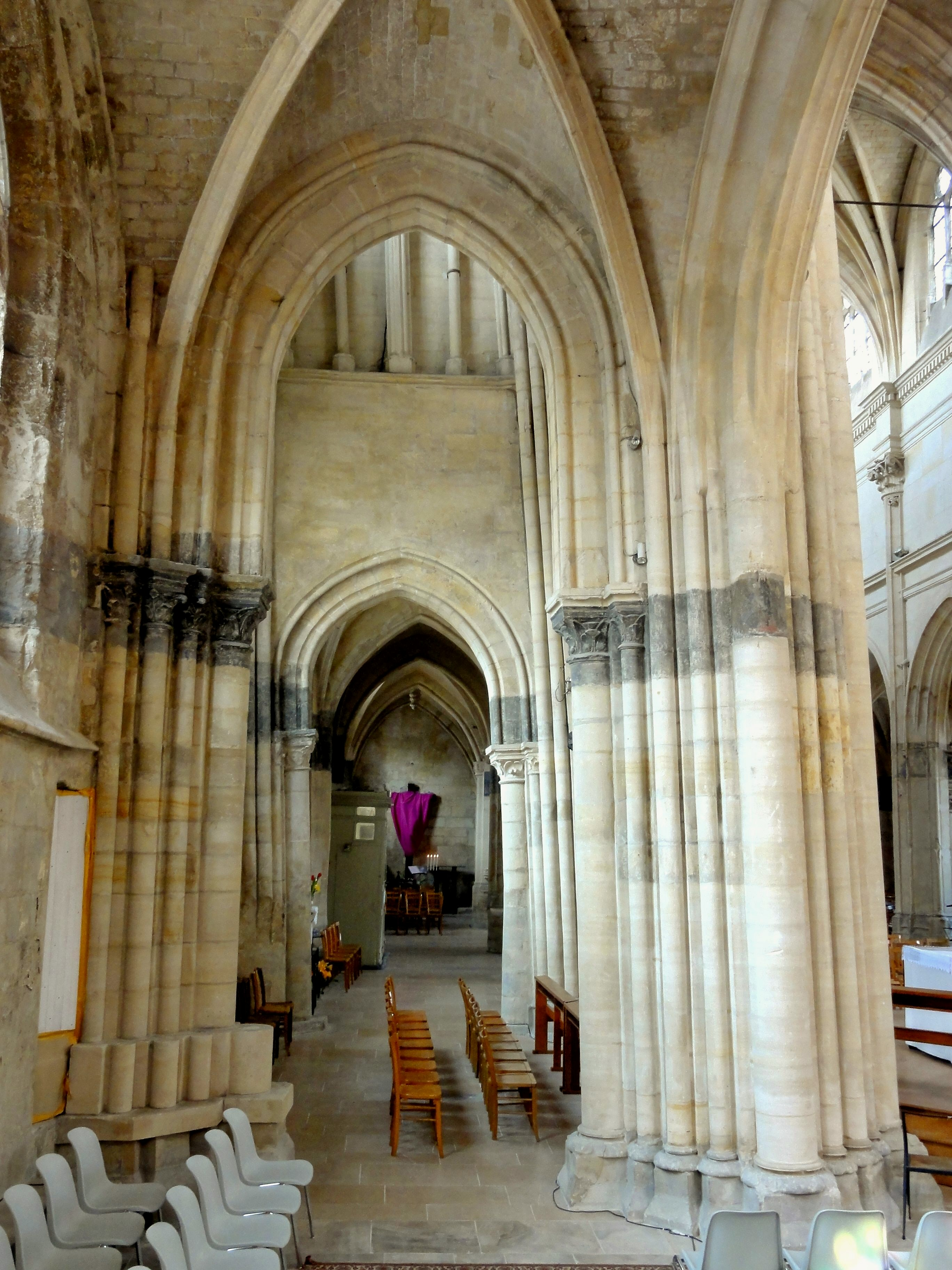
Collatéral sud, depuis l'est.
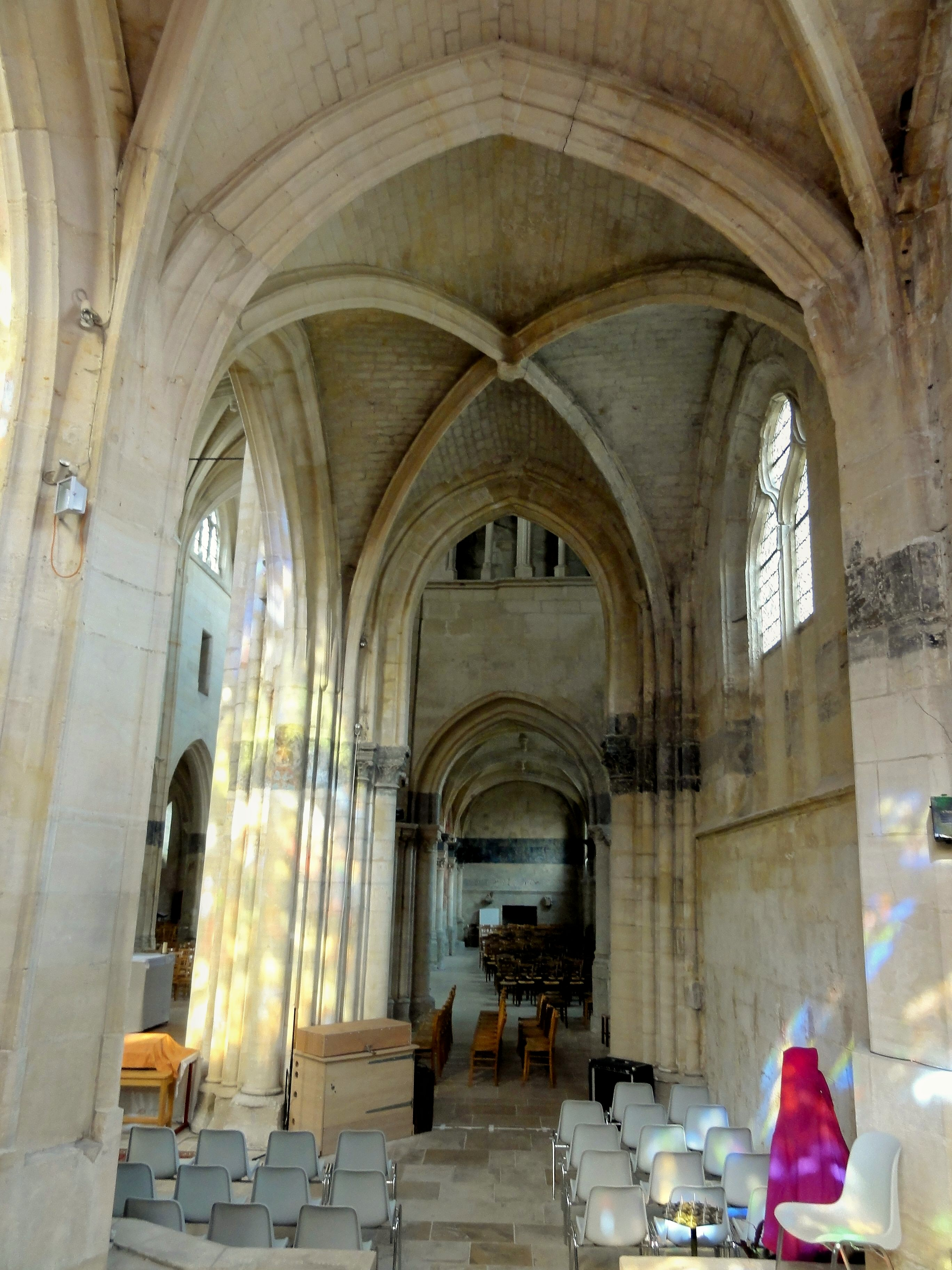
Collatéral nord, depuis l'est.
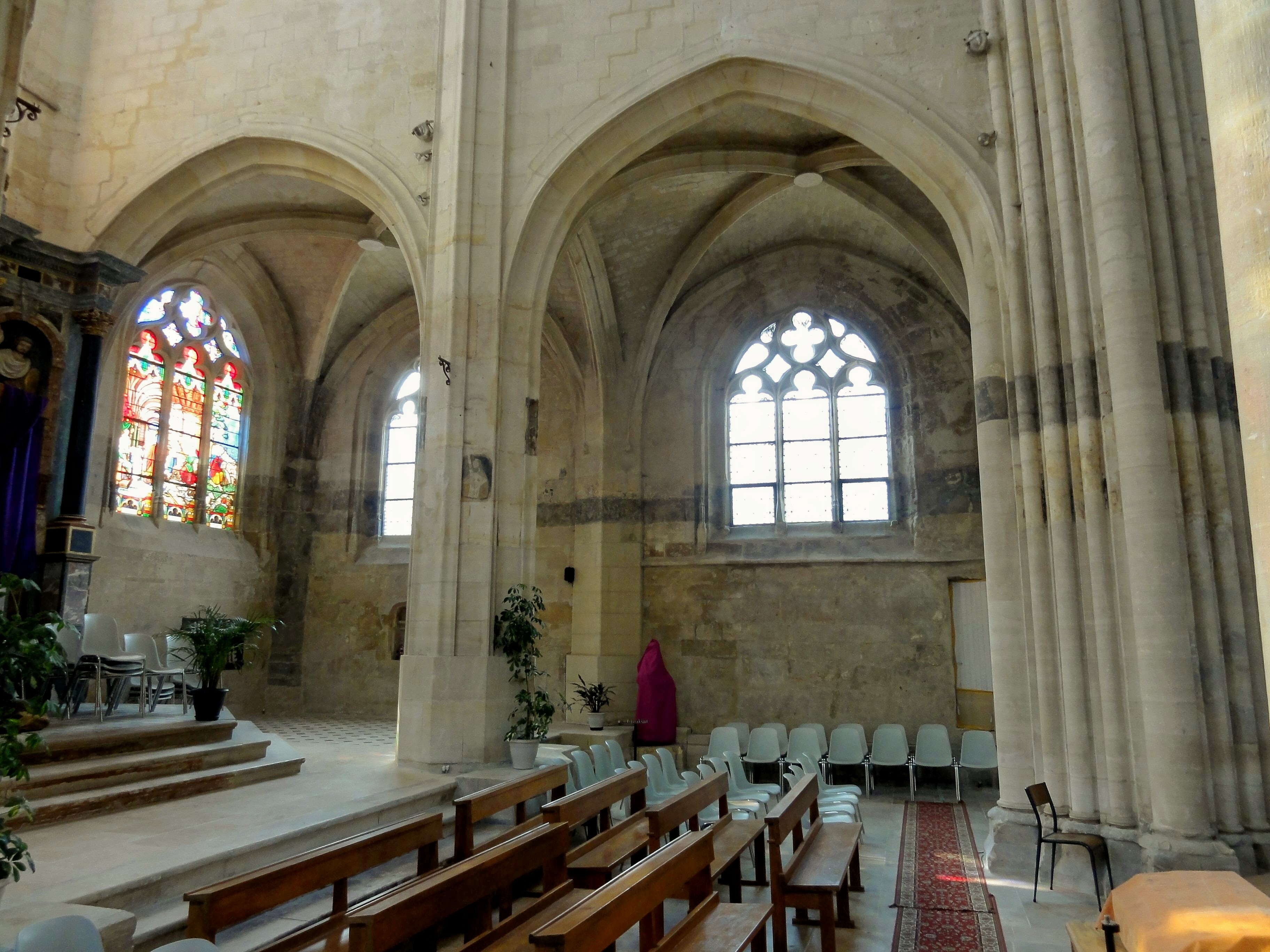
Grandes arcades au sud.
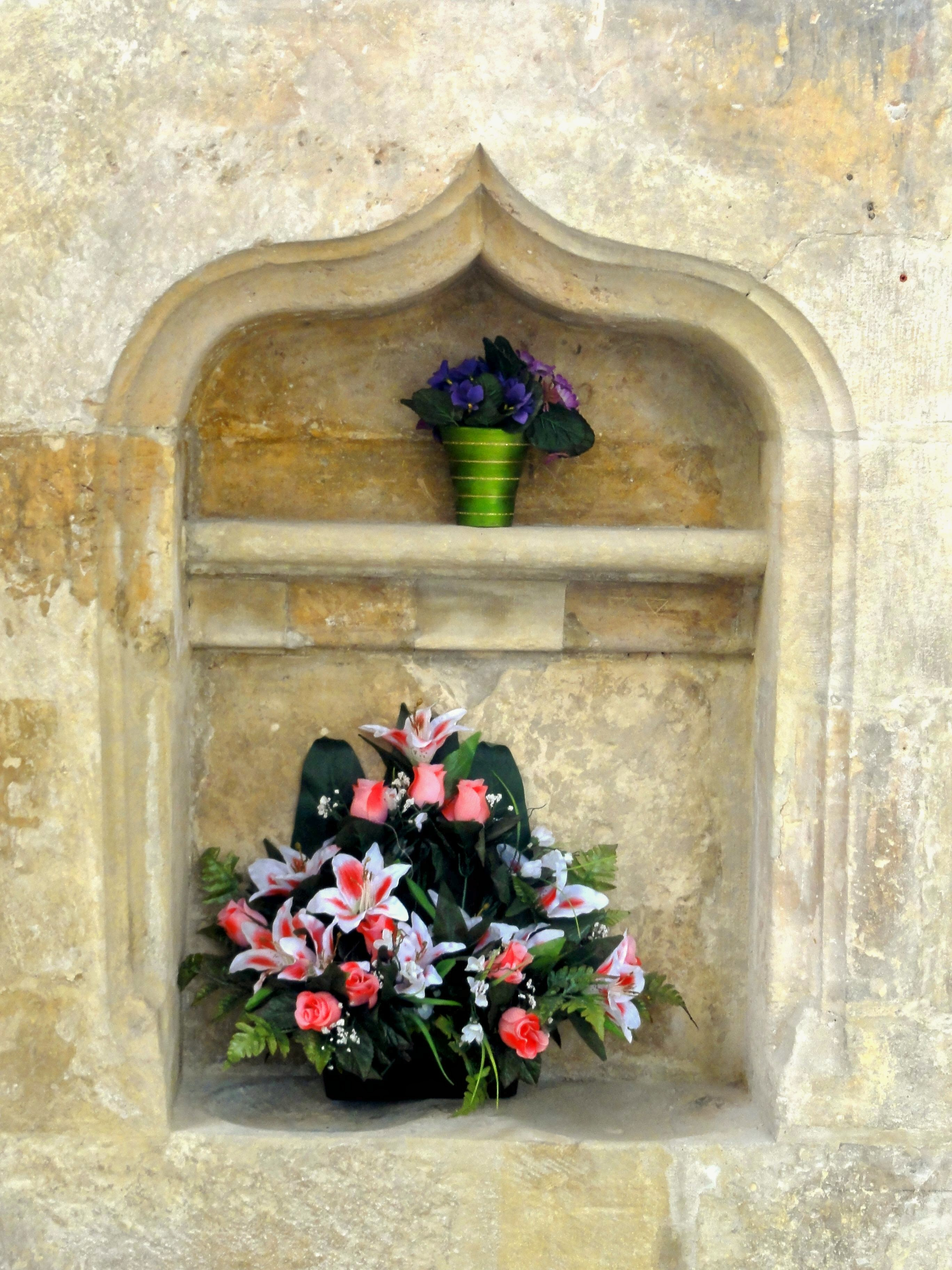
Piscine dans le collatéral sud.

### Extérieur

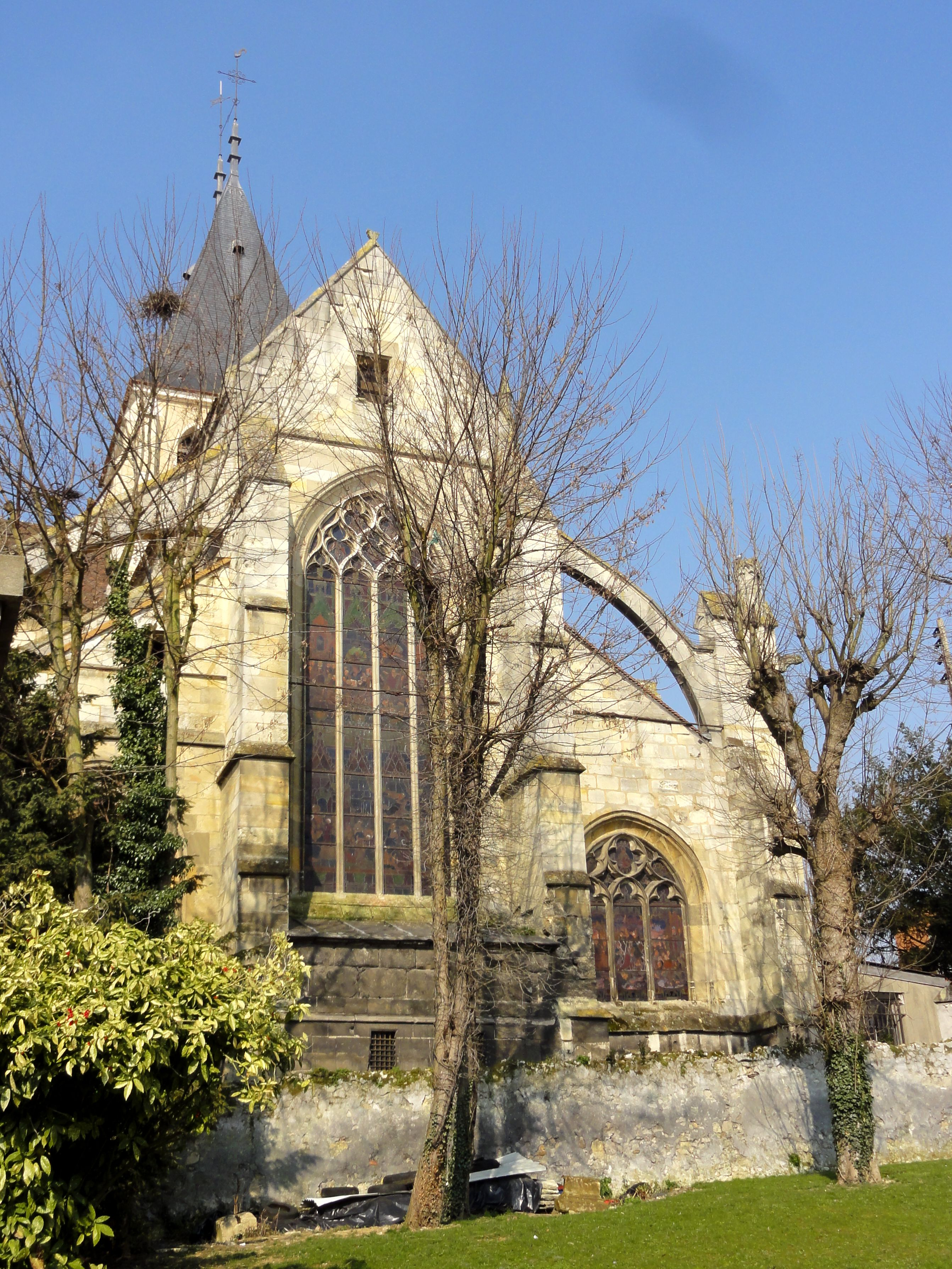
Vue sur le chevet.

Le clocher, bien que reconstruit à grands frais, est un édifice sans style particulier. Son unique étage est épaulé par deux contreforts plats à chaque angle, et un contrefort supplémentaire au milieu de chaque face. Les compartiments ainsi formés sont ajourés d'une baie abat-son en tiers-point non décorée. Le toit à deux croupes est couvert d'ardoise.
La façade occidentale permet aisément de distinguer la partie du début du XIIIe siècle des parties reconstruites au XVIe siècle dans le cadre du remplacement de la nef primitive. Le segment central de la façade correspondant à la nef jusqu'au premier étage, les contreforts sauf celui tout à gauche et le segment de droite correspondant au bas-côté sud présentent le style gothique primitif. Une fenêtre d'origine ne subsiste plus que dans sa moitié gauche. Le portail en tiers-point est surmonté par un archivolte composé simplement d'ébrasements successifs, et ses piédroits sont nus. Le premier étage est ajouré par un remarquable triplet de trois fenêtres en tiers-point de hauteur égale, cantonnées de fines colonnettes à chapiteaux supportant des archivoltes toriques.
Le mur du bas-côté sud subsiste également du début du XIIIe siècle, mais seulement les deux premières travées gardent leurs baies en tiers-point à lancette simple d'origine. Un portail latéral occupe la troisième travée, et la baie de la quatrième travée possède une fenêtre plein cintre dotée d'un remplage Renaissance standard. Les contreforts ont été prolongés au XVIe siècle afin de recevoir les arcs-boutants de la nouvelle nef. Ses fenêtres hautes de trois formes ne présentent pas d'intérêt particulier, mais l'ornementation Renaissance de la partie supérieure des contreforts est particulièrement riche. Les contreforts sont sculptés à la façon de pilastres corinthiens, dont les corbeilles garnis de feuilles d'acanthe se prolongent sur les flancs. En plus, les contreforts sont couronnés par des cabochons sculptés d'une grande originalité, représentant par exemple quatre têtes hurlantes au-dessus du premier contrefort. Les gargouilles sont ornées de personnages classicisants.
Le croisillon sud a été remanié à l'occasion de la construction du nouveau chœur, à la fin du XVe siècle. Une grande fenêtre au remplage flamboyant a été aménagée au niveau du rez-de chaussée. Tout en haut, une rosace à huit festons aux têtes tréflées procure un éclairage supplémentaire. Le mur méridional est flanqué à gauche d'un contrefort très saillant et strictement vertical entrecoupé de plusieurs larmiers, et à droite, par une tourelle d'escalier octogonale donnant accès aux combles. Le chœur flamboyant a d'emblée été muni d'arcs-boutants, qui retombent sur des contreforts recouverts de chaperons. Ces contreforts sont couronnés de pinacles, et les gargouilles prennent la forme d'animaux fantastiques. Par ailleurs, dans la région, le chœur est l'un des rares exemples de réalisations postérieures au XIIIe siècle comportant des fenêtres hautes. Le chevet plat est percé d'une vaste baie de dimensions impressionnantes, occupant pratiquement toute l'extrémité orientale du vaisseau central. Le remplage se compose de quatre lancettes aux têtes tréflées, surmontées par des soufflets et mouchettes.

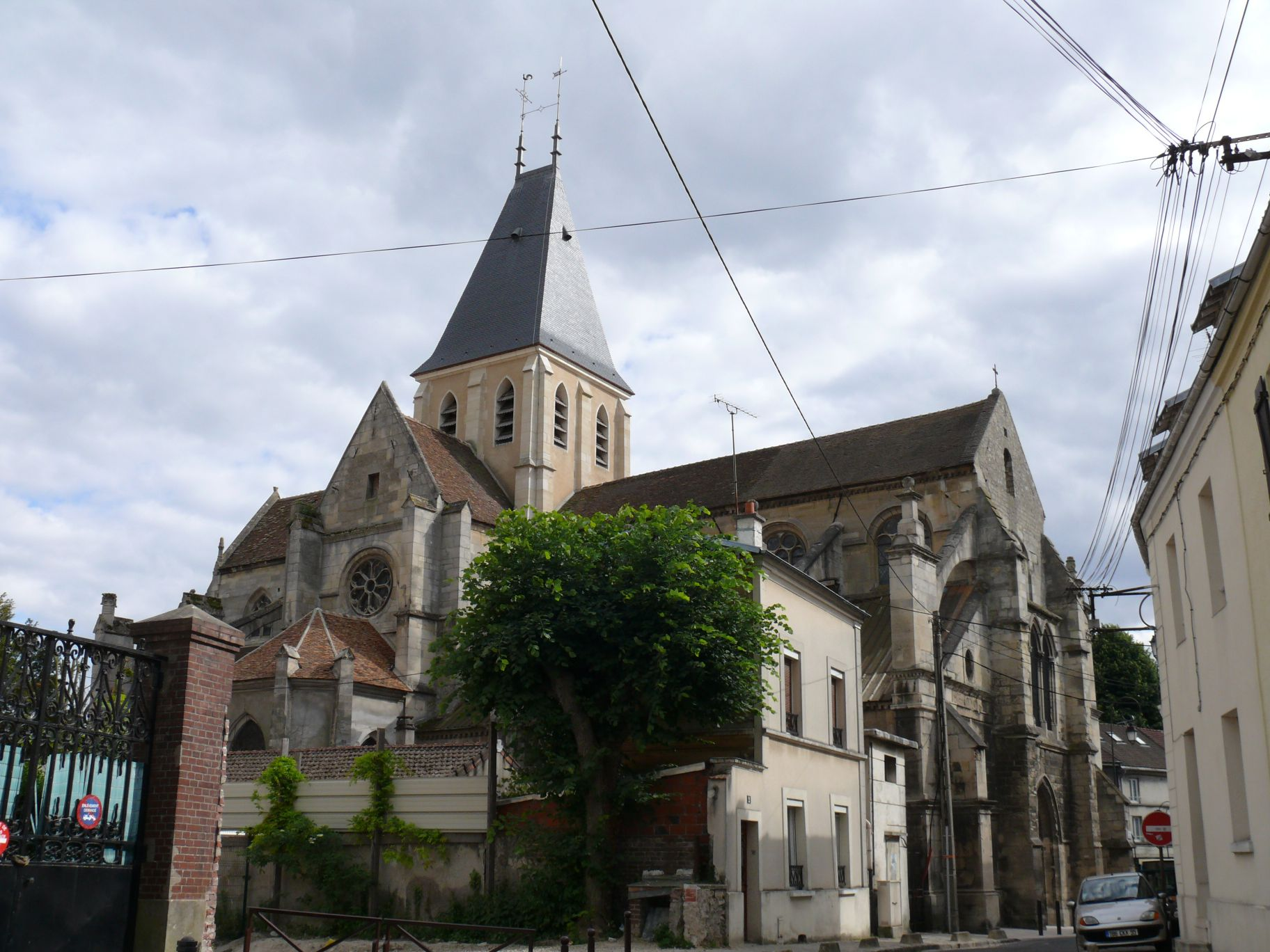
Vue depuis le nord.
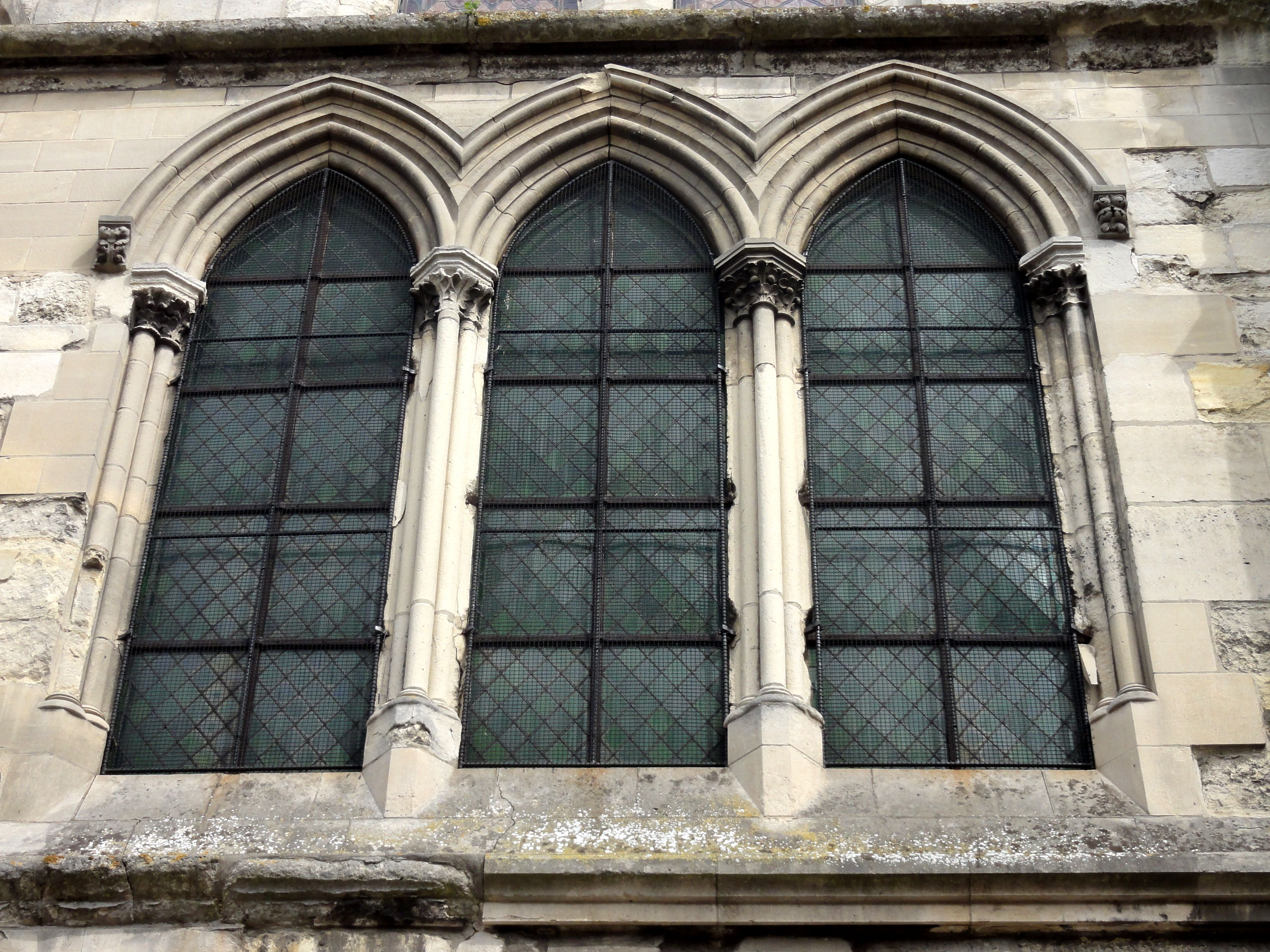
Triplet de la façade.
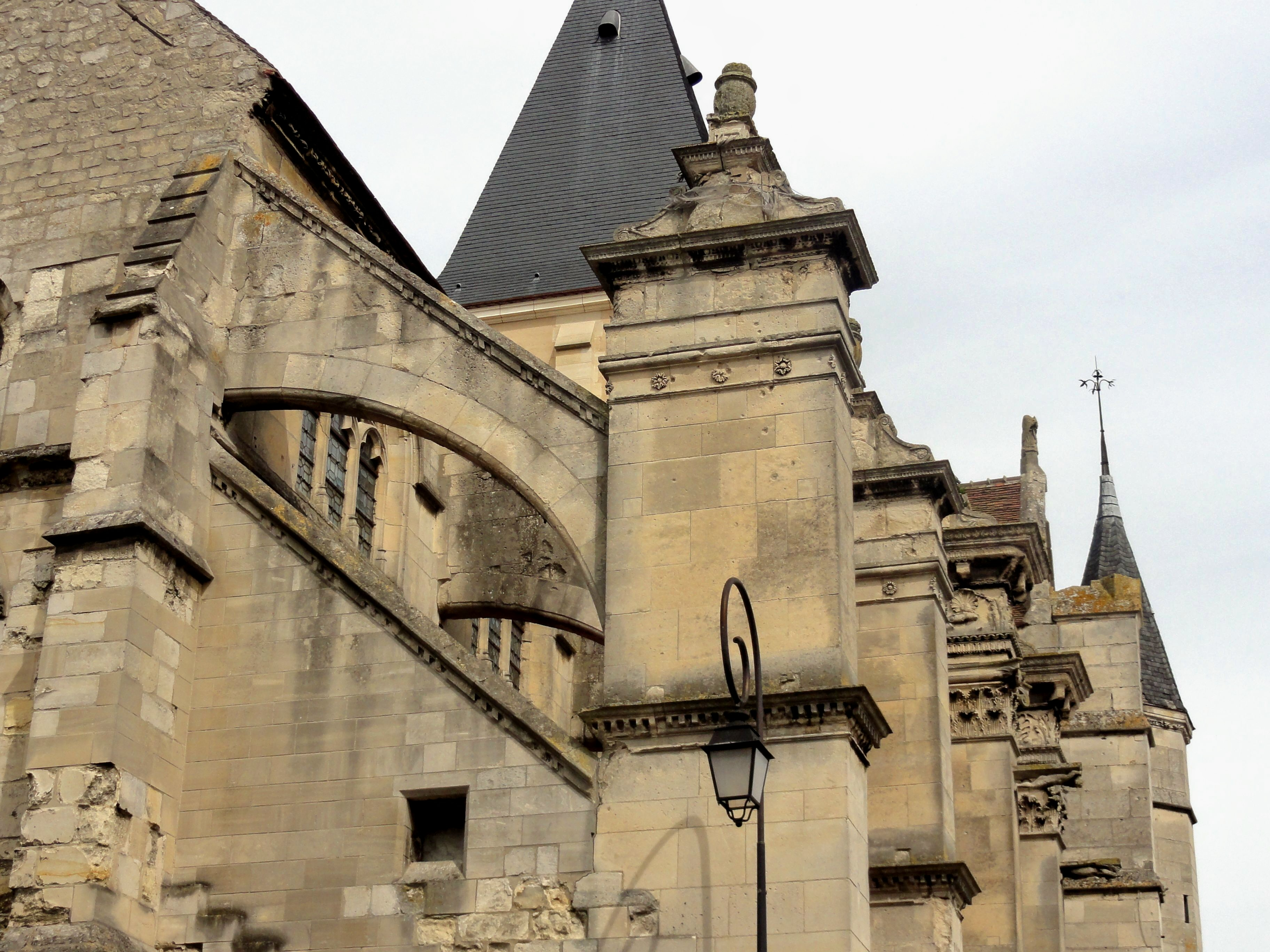
Arcs-boutants de la nef.
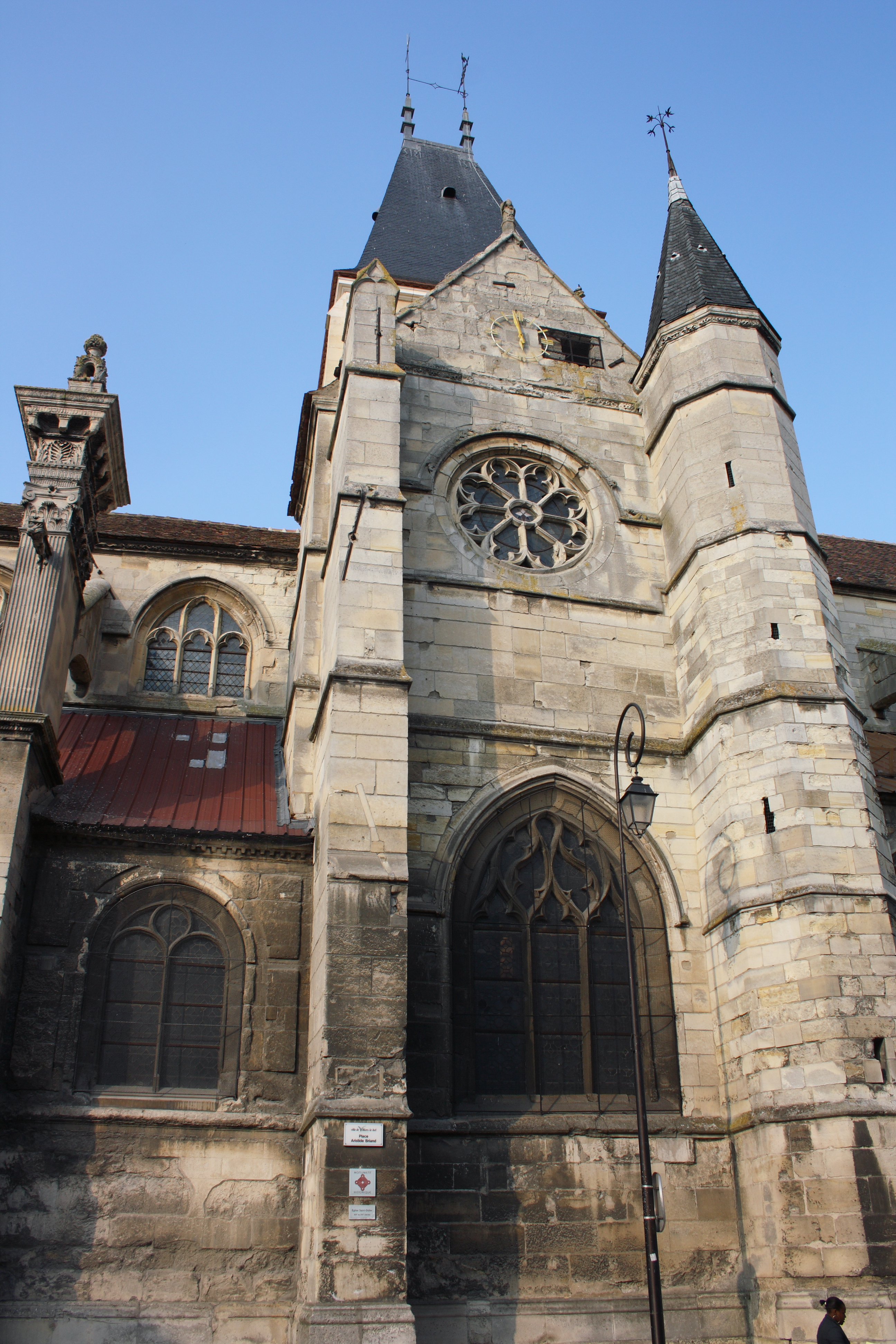
Croisillon sud.
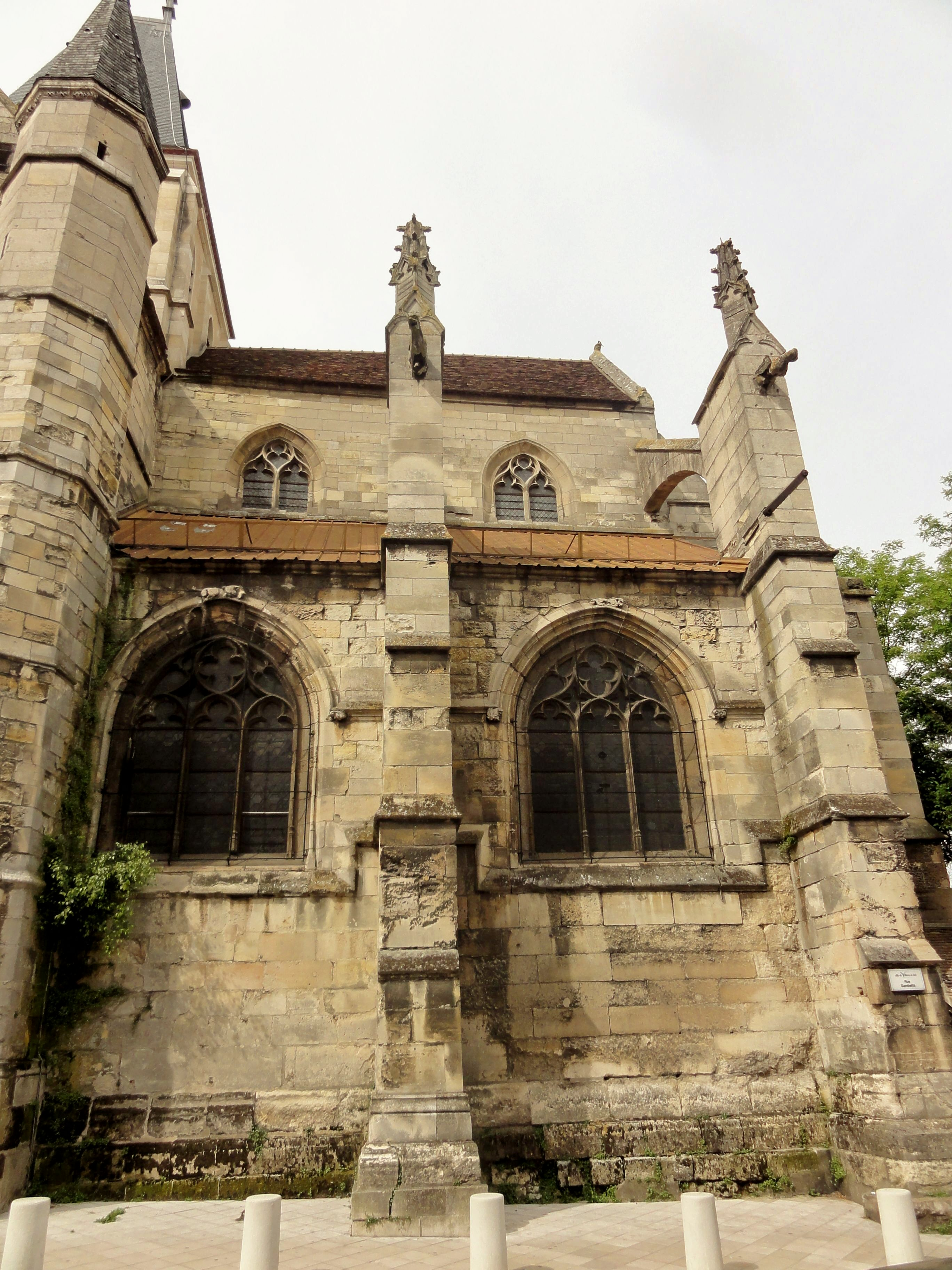
Chœur et collatéral sud.
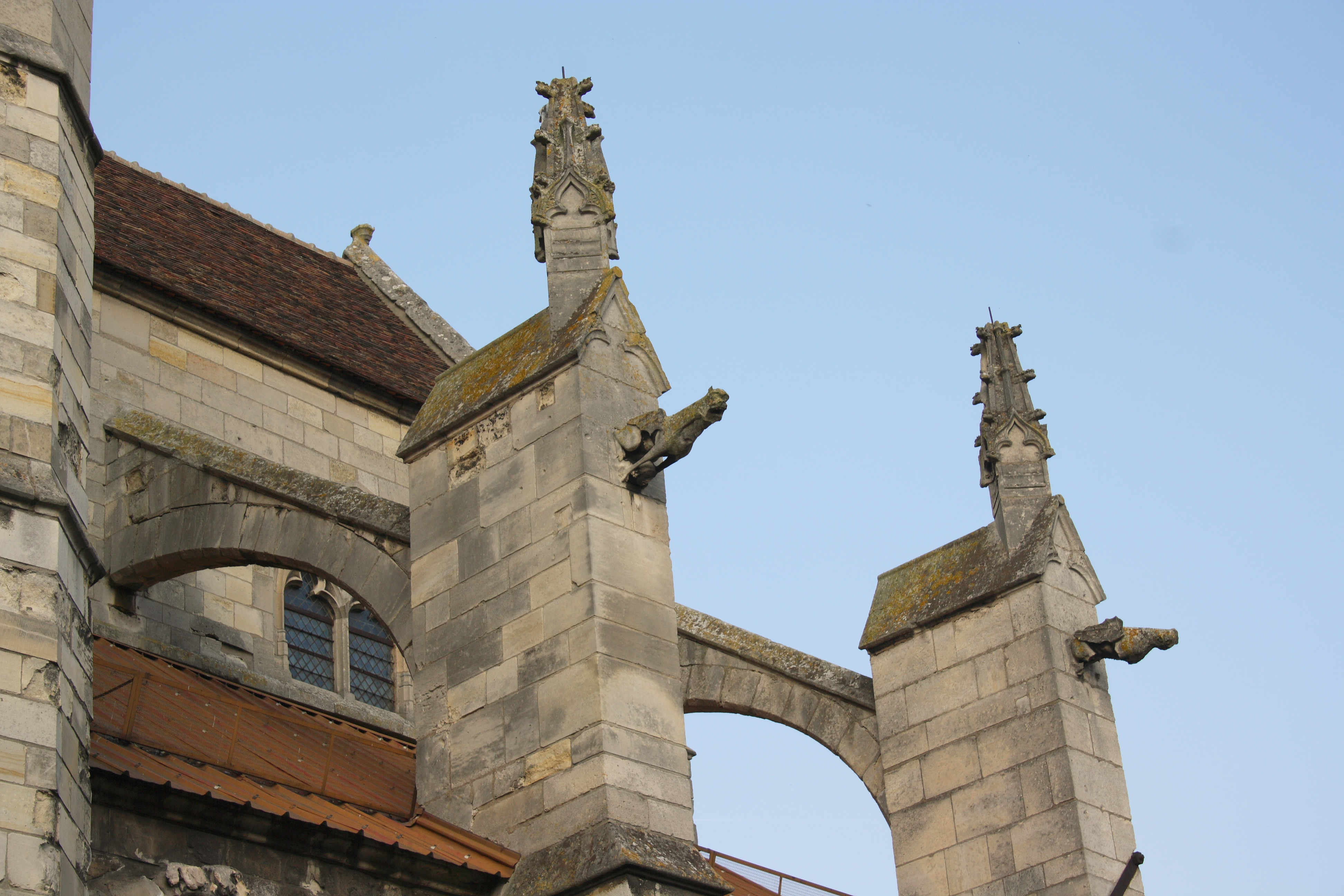
Arcs-boutants du chœur.

## Mobilier

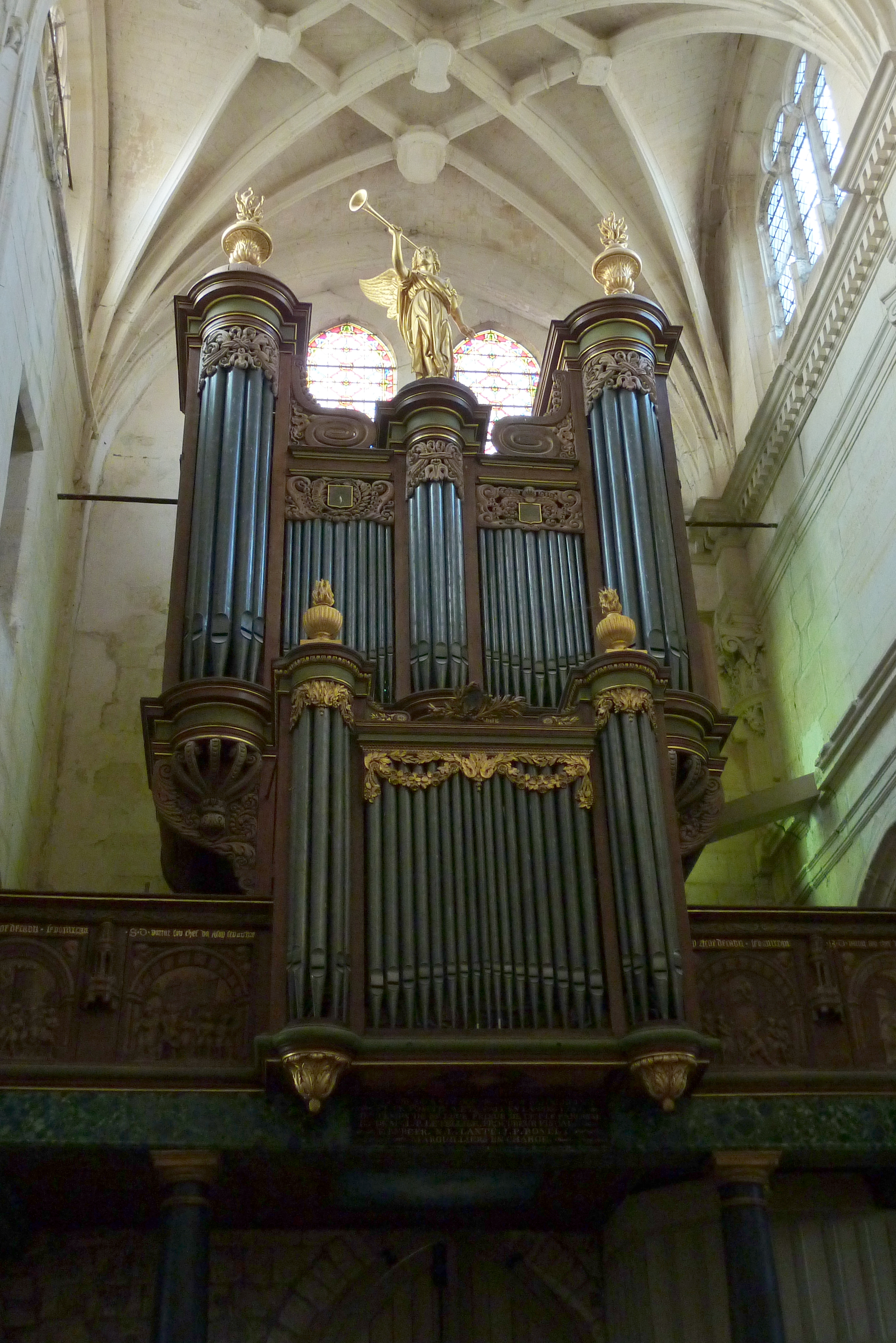
L'orgue de tribune.

L'orgue primitif installé en 1664 a subi de nombreux remaniements durant le XVIIIe siècle. Il conserve 98 % de ses tuyaux d'origine et a été classé en 1939.
Le retable de marbre polychrome composé de quatre grandes colonnes de marbre noir et d'une arcade au milieu est classé monument historique depuis 1908. Cette œuvre du sculpteur parisien Nicolas Prévost date de 1538 et comporte quatre statues  classées individuellement : deux statues allégoriques en marbre blanc placées en dessous de l'arcade, et deux statues en bois de saint Denis et saint Victor, flanquant le retable.

## L'église Saint-Didier dans les beaux arts
Un tableau de Maurice Utrillo, datant de 1910, la représente.
Un tableau de Théophile Emmanuel Duverger intitulé Confirmation à Villiers-le-Bel peint en 1867 représente la croisée du transept de l'église avec une foule de jeunes filles en prière ; l'on distingue sur les piliers deux tableaux ; cette œuvre figure dans le catalogue de la vente Sotheby's du 20 novembre 2012, n° 85.